# Marruecos
Marruecos (en árabe: المغرب‎, al-Maġribⓘ; en lenguas bereberes: ⴰⵎⵓⵔ ⴰⴽⵓⵛ, Amur Akuc), oficialmente el Reino de Marruecos (المملكة المغربية, al-Mamlaka al-Maġribiyyaⓘ; ⵜⴰⴳⵍⴷⵉⵜ ⵏ ⵍⵎⵖⵔⵉⴱ, Tageldit n-L-Meġrib), es un país soberano situado en el Magreb. Está ubicado al norte de África limitando al norte con el mar Mediterráneo y las ciudades autónomas españolas de Ceuta y Melilla, al este con Argelia, al oeste con el océano Atlántico y al sur con el territorio no autónomo del Sahara Occidental (disputado con la República Árabe Saharaui Democrática), que ha ocupado desde 1976, del que administra un 80 % y que denomina "provincias Meridionales".
Se trata de una monarquía constitucional democrática, parlamentaria y social. La constitución marroquí define el islam, religión de Estado, y las culturas árabe y amazigh como «componentes fundamentales» de la identidad del pueblo marroquí.
Su capital política y administrativa es Rabat y Casablanca es la ciudad de mayor importancia económica. Se trata de la quinta economía de África, y más de la mitad de su comercio depende de la Unión Europea, siendo España su principal socio comercial. Además, es un aliado importante no-OTAN de los Estados Unidos. 
Es miembro de la Liga Árabe, la Unión del Magreb Árabe, la Organización Internacional de la Francofonía, la Organización de la Conferencia Islámica, la Unión por el Mediterráneo y la Unión Africana.

## Toponimia
El nombre oficial de Marruecos en árabe es Al-Mamlakah al-Maghribiyyah (المملكة المغربية), que significa “El Reino Occidental”. Este nombre refleja la posición geográfica de Marruecos en el extremo occidental del mundo islámico, una de las fronteras más alejadas del califato árabe en la Edad Media. El término Al-Maghrib (المغرب), que significa “el Poniente” o “el Occidente”, es comúnmente utilizado por los marroquíes para referirse a su país.
Históricamente, los geógrafos y cronistas árabes utilizaron el término Al-Maġrib al-Aqṣà (المغرب الأقصى), que se traduce como “el lejano Poniente”, para diferenciar Marruecos del resto de la región del Magreb, que incluye a Túnez, Argelia y Libia. La denominación subraya su lejanía en relación con el centro del poder islámico en Bagdad o Damasco, y su posición clave en la expansión islámica hacia el Al-Ándalus y el Atlántico.

### Influencia bereber
El nombre Marruecos en lenguas occidentales proviene del nombre de la ciudad de Marrakech, que fue la capital de varias dinastías importantes, como los almorávides y los almohades. El origen del nombre Marrakech está en la lengua bereber, derivando de ⴰⵎⵓⵔ ⵏ ⵡⴰⴽⵓⵛ (amur n wakuš), que significa “Tierra de Dios”. Marrakech fue el centro de poder de muchas dinastías bereberes, y su importancia como capital imperial extendió su nombre a nivel internacional.
Los bereberes, como habitantes originarios de la región, tuvieron un impacto profundo en la cultura y la historia del país. Aunque el árabe es el idioma oficial, las lenguas bereberes (tamazight) han perdurado y han influido en los topónimos locales.

### Nombres en otras lenguas
Marruecos es un país cuyo nombre ha evolucionado a lo largo del tiempo y ha sido interpretado de diferentes formas en diversas culturas. Aquí se destacan algunos de los nombres que se le dan al país en distintos idiomas:
En lenguas europeas
	•	Marruecos en español, Morocco en inglés, Maroc en francés y Marocco en italiano derivan todos de la ciudad de Marrakech. En la Edad Media, Marrakech fue un punto de referencia esencial en el comercio transahariano, conectando el África subsahariana con Europa y el Mediterráneo.
En lenguas de Asia Central y Oriente Medio
	•	En persa (usado en Irán), el país se llama مراکِش (Marâkeš), un exónimo derivado directamente del nombre Marrakech. La influencia persa llegó a Marruecos a través del comercio y las relaciones diplomáticas, especialmente durante la época del sultanato saadí, cuando Marruecos tuvo importantes lazos con el Imperio safávida.
	•	En turco, el país es conocido como Fas. Aunque este nombre proviene de la ciudad de Fez, que fue una capital influyente durante la dinastía meriní, los turcos otomanos nunca controlaron Marruecos, aunque sí mantuvieron relaciones diplomáticas y comerciales. Fez fue conocida en el mundo islámico como un centro cultural y religioso, lo que explica que los otomanos adoptaran este nombre para referirse a todo el país.
En lenguas africanas
	•	En varias lenguas del África occidental, Marruecos se conoce a veces como Maruku o variaciones similares, influenciadas por el comercio transahariano que conectaba Marruecos con el África subsahariana. Marruecos, especialmente bajo los almohades y almorávides, mantuvo una influencia significativa sobre esta región, tanto en términos comerciales como religiosos.
Historia colonial y exonimia
Con la llegada de los exploradores y colonizadores europeos, principalmente de España, Portugal y Francia, Marruecos se convirtió en un objetivo estratégico debido a su ubicación geográfica entre el Mediterráneo y el Atlántico. Durante este período, se estableció el nombre Marruecos en las lenguas europeas, derivado de Marrakech, la capital histórica. A partir de entonces, este exónimo se consolidó en mapas y documentos oficiales europeos.
El Protectorado Francés de Marruecos (1912-1956) y el Protectorado Español de Marruecos (1912-1956) mantuvieron el nombre de Marruecos en sus respectivos idiomas, contribuyendo a la difusión del exónimo a nivel global.
Diferencias entre Fez y Marrakech
A lo largo de la historia, tanto Fez como Marrakech han sido las dos ciudades más importantes de Marruecos y, en ocasiones, ambas han sido la capital del país en diferentes períodos. Fez fue la capital intelectual y religiosa, famosa por su universidad de Al-Qarawiyyin, una de las más antiguas del mundo. Marrakech, por otro lado, representaba el poder imperial y la expansión territorial, sirviendo como base para las conquistas de los almorávides y almohades.
Las dos ciudades dejaron su huella en la toponimia global. Mientras que Marrakech dio su nombre al país en la mayoría de las lenguas europeas, Fez se mantuvo como el nombre preferido en Turquía, probablemente por su importancia cultural y su reputación en el mundo islámico.

## Historia

### Prehistoria y antigüedad
El yacimiento de Jebel Irhoud reveló la existencia de comunidades humanas establecidas entre trescientos cincuenta a trescientos mil años antes del presente (las de mayor antigüedad de momento en el mundo) en territorio del actual Marruecos. Los yacimientos del período de la cultura capsiense del año 8000 a. C. señalan una continuidad de ocupación durante la prehistoria, en tiempos en que el Magreb era menos árido.
Muchos teóricos creen que la lengua bereber apareció al mismo tiempo que la agricultura y fue adoptada por la población existente, así como los inmigrantes que la trajeron.[cita requerida] Análisis más modernos confirman que varios de esos pueblos han contribuido genéticamente en la población actual, incluyendo, además, a los principales grupos étnicos —es decir, bereberes y árabes— fenicios, sefardíes, judíos y africanos subsaharianos. En el periodo clásico Marruecos fue conocida como Mauritania, que no debe confundirse con el actual país de Mauritania.
El norte africano, Marruecos y Fez fueron lentamente conformados dentro del mundo Mediterráneo por las colonias de intercambio y poblados fenicios en el periodo clásico. 
En el siglo IV a. C. se fundó un reino independiente de cultura bereber en la región conocido como reino de Mauritania con capital en Volubilis, en el siglo I a. C. recibió influencia Romana hasta que fue finalmente anexionado por el imperio romano en el 40 d. C. cuando Calígula mandó a ejecutar a su último rey.  
En el siglo V, al desaparecer el Imperio romano, la región cayó bajo dominio de vándalos, visigodos y, posteriormente, bajo el Imperio bizantino en una rápida sucesión. Sin embargo, durante este tiempo, los territorios de las altas montañas permanecieron bajo el dominio de los habitantes bereberes.

### Primeros tiempos islámicos
A finales del siglo VII, con la llegada del islam, se produjo la conversión de muchos bereberes y la formación de Estados como el Emirato de Nekor en el actual Rif. Uqba ibn Nafi, conquistador del Magreb en el VII, alcanzó las costas atlánticas en las playas de Massa, se introdujo en el océano con su caballo y puso a Alá como testigo de que no quedaban más tierras por conquistar. El país pronto se despojó del dominio del distante Califato abasí de Bagdad en tiempos de Idrís I, que fundó la dinastía de los idrisíes en el año 789. Marruecos se convirtió en centro cultural y en la mayor potencia regional.
El país alcanzó su máximo poderío cuando una serie de dinastías bereberes reemplazaron a los idrisíes árabes. La primera fue la de los almorávides, a la que siguió la de los almohades, que dominaron Marruecos y gran parte del noroeste africano, así como grandes territorios de la península ibérica o al-Ándalus. Pequeños Estados de la región, como los de los Barghawata y los Banu Isam, fueron conquistados. El imperio se derrumbó a causa de un largo periodo de guerras civiles.
Las ciudades imperiales de Marruecos son las cuatro capitales históricas de Marruecos: Fez, Marrakech, Mequinez y Rabat.
En 1260, se libró la batalla de Salé, en la que la flota castellana de Alfonso X el Sabio de Castilla saqueó la ciudad de Salé durante dos semanas. En 1399, Tetuán fue atacada por Enrique III el Doliente de Castilla.

### Edad Moderna
En los siglos XV y XVI, Portugal emprendió una política expansionista en África, en lo que llamó el Reino del Algarve de Ultramar, que tenía por objetivo controlar la costa y acabar con la piratería. La primera iniciativa importante para el establecimiento de las Plazas Fuertes de África portuguesas fue la toma de Ceuta (1415) a los benimerines; a esta siguieron otras conquistas como de Arcila y Tánger (1471), Mogador (1506), Safí (1508) y Mazagán (1513), La Mamora (1515) o Casablanca (1515), entre otras. En 1497 la actual población española de Melilla fue conquistada por los Reyes Católicos. Además, en el siglo XVII la presencia castellana se produjo en, entre otras, Islas Alhucemas (1560) Vélez de la Gomera (1564), Larache (1610), y la actual Mehdía (1614), para la defensa de la flota de Indias y de Canarias ante la piratería en las costas atlánticas. También en el siglo XVII Carlos II de Inglaterra ejerció temporalmente la soberanía sobre Tánger

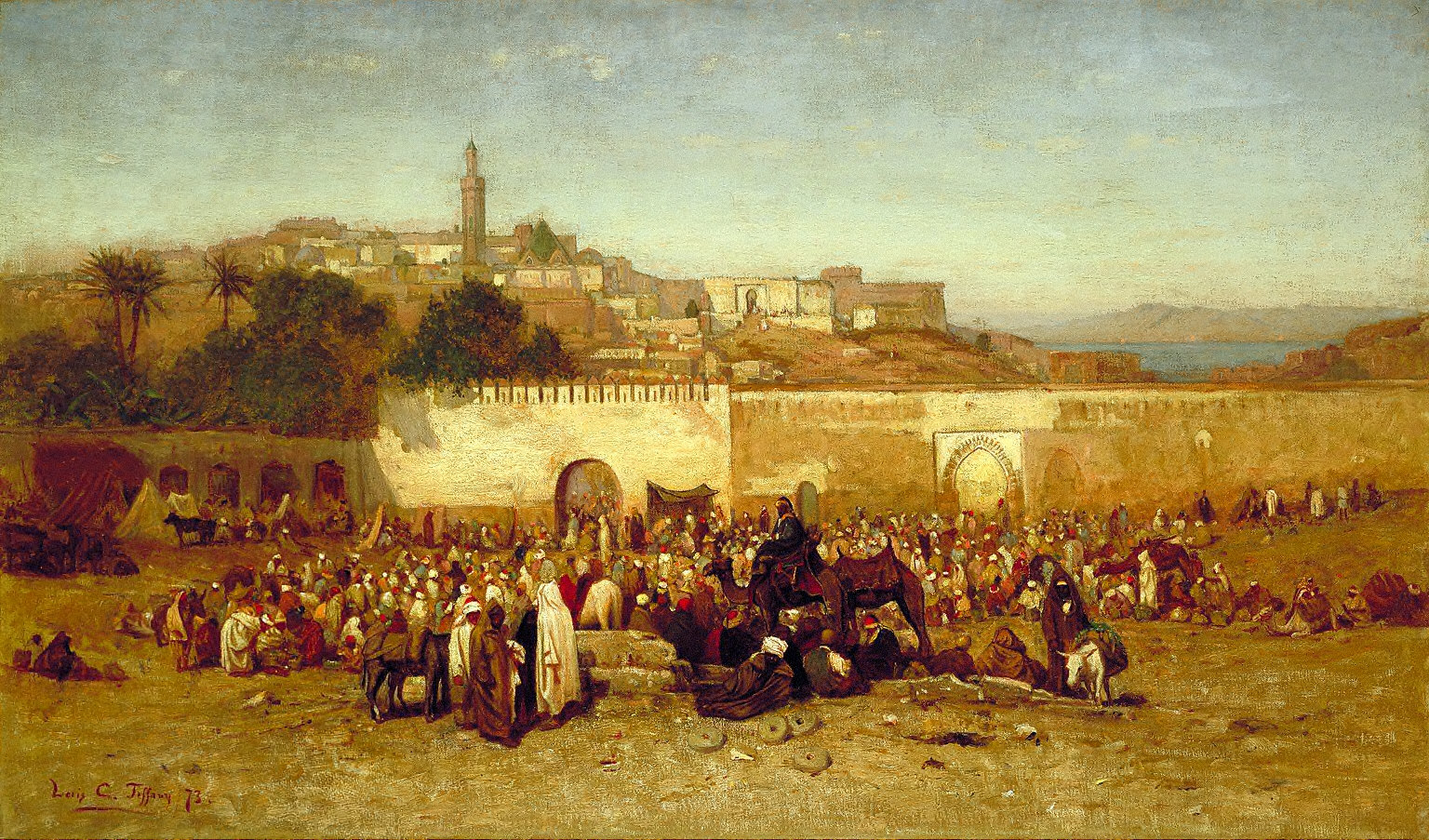
Tánger en 1875. Museo Smithsoniano de Arte Americano

El siglo XVI en el Maghreb se caracterizó por la soberanía del reino de Fez (1472-1549) y el vasallaje del resto de reinos. Durante los siglos xvi y xvii el sultanato saadí (1549-1659) reinó en el actual Marruecos, afianzando su poder en el sur. El Imperio jerifiano pasó en 1666 a estar bajo el control de la dinastía alauí, originaria de Siyilmasa y reinante en la actualidad. Los alauitas tuvieron éxito en estabilizar su posición frente a la presión de españoles y el imperio otomano, y aunque el reino era más pequeño que los anteriores en la región, seguía manteniendo sus riquezas. En 1684 anexionaron Tánger a su territorio.

### Edad Contemporánea
Durante la guerra de independencia de EEUU contra Reino Unido, en 1777 Mohamed III se adhirió al reconocimiento español y francés de EE. UU. que había sido ideado por el gobernador de la Luisiana española, Luis de Unzaga y Amézaga. Además, en 1783 firmó el Tratado de Amistad marroquí-estadounidense. De esta época data el consulado de EE. UU. en Tánger, primer inmueble en el extranjero de este país.
A partir de la mitad del siglo XIX el imperio colonial francés promovió sus intereses en la región aprovechando la inestabilidad política del imperio jerifiano. Se libró la Guerra franco-marroquí de 1844 que fijó la frontera con la Argelia francesa. Además, en 1859 tuvo lugar la guerra Hispano-Marroquí por la que España obtuvo concesiones económicas y políticas como el reconocimiento de la soberanía de Ifni. En la última parte del siglo XIX la inestabilidad de Marruecos resultó en países europeos interviniendo para proteger las inversiones y exigir concesiones económicas. 

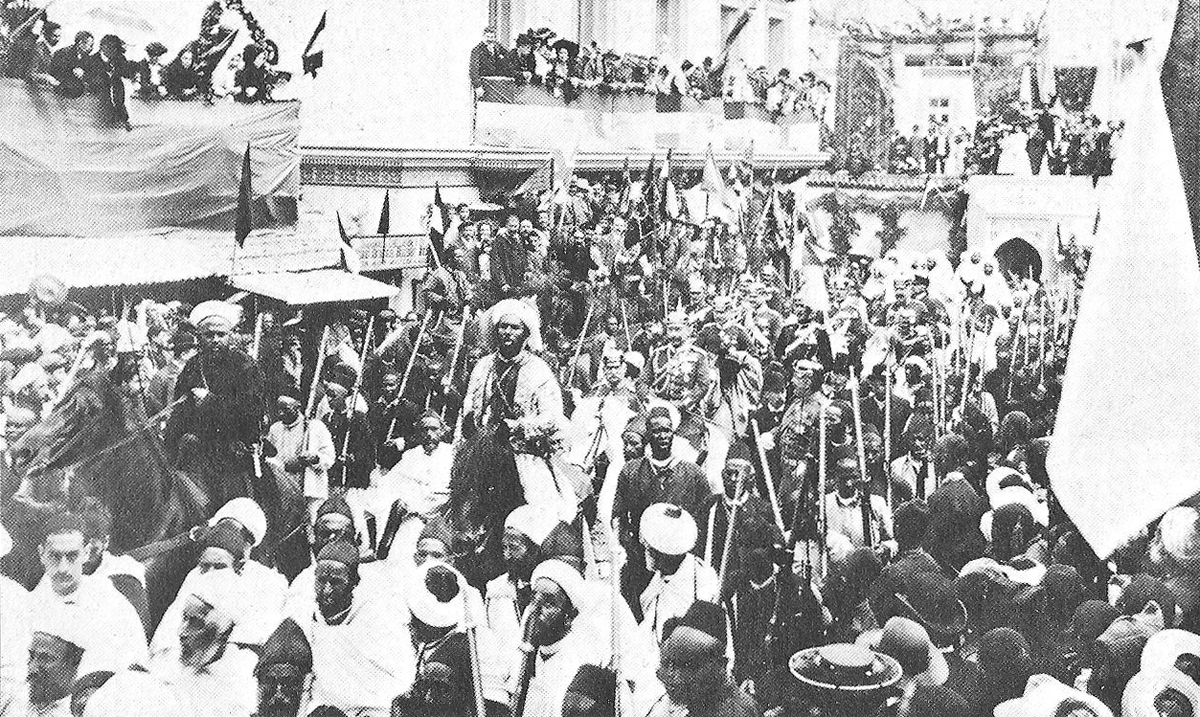
Primera Crisis Marroquí: Guillermo II en Tánger (1905)
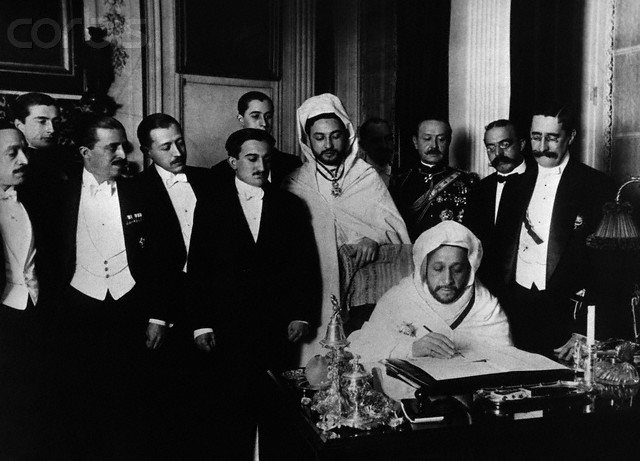
Conferencia de Algeciras (1906)
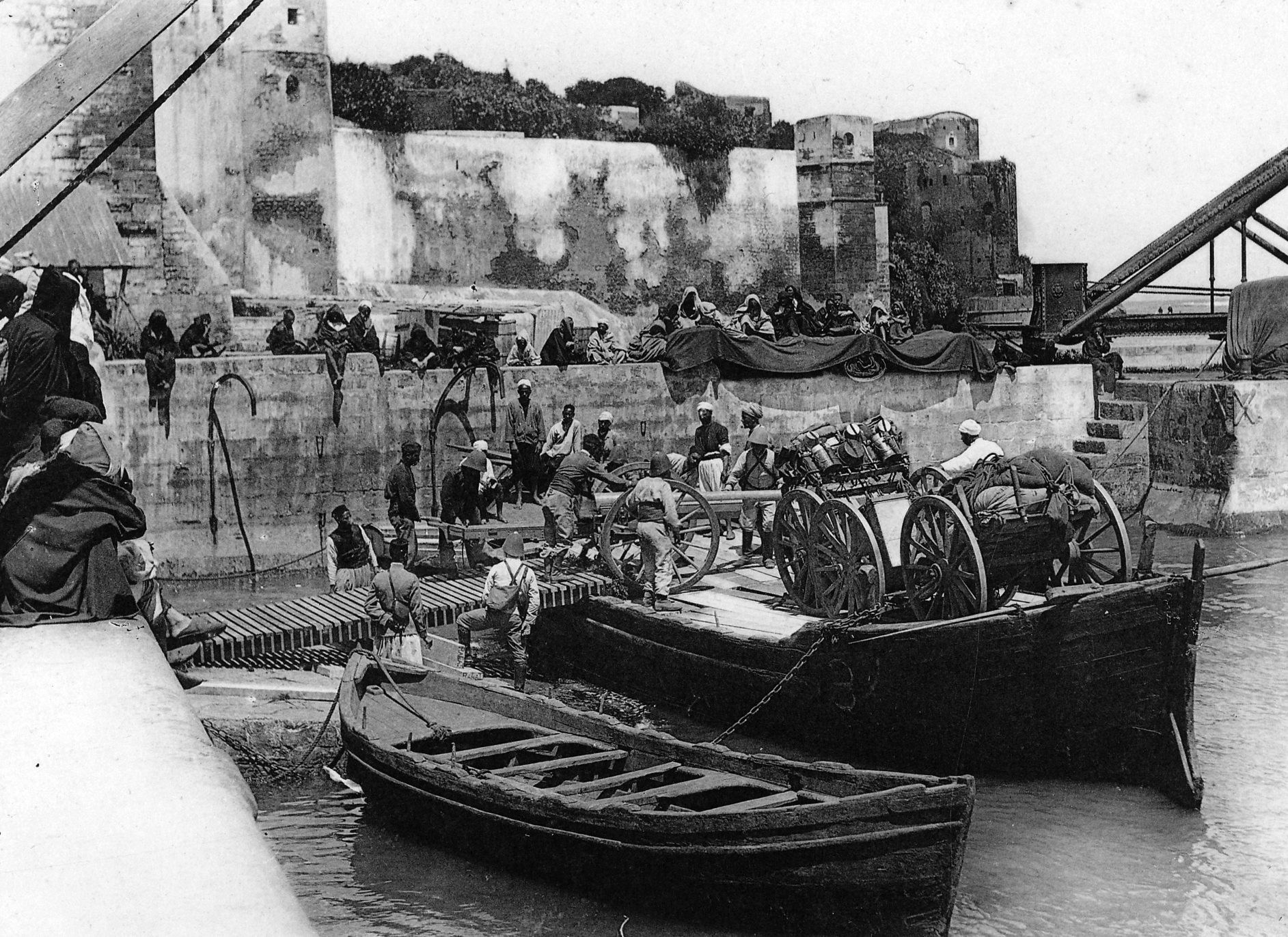
Crisis de Agadir (1911): Rabat con soldados franceses de artillería en el Bou Regreg.
- Tratado de Fez (1912) de establecimiento del protectorado francés de Marruecos

Dentro de las relaciones internacionales de las Grandes Potencias, durante la Conferencia de Berlín (1884), España obtuvo el reconocimiento de la colonia de Posesiones Españolas en el Sahara. Las divisiones internas en el sultanato entre Abd al-Aziz y Abd al-Hafid con las tribus que no acataban su autoridad favorecieron la injerencia extranjera. La esfera de influencia francesa y británicas sobre Marruecos en detrimento del Imperio alemán dio lugar a la Primera Crisis Marroquí de 1905-1906. La Conferencia de Algeciras (1906) reconoció la posición de control francés sobre Marruecos, que inició la guerra de Marruecos (1907-1934) de pacificación del territorio. La presencia de tropas francesas en Agadir dio lugar al bombardeo de Agadir por Alemania (1911), o segunda crisis marroquí.

### Protectorado francés de Marruecos, protectorado español de Marruecos, Ifni y Zona Internacional de Tánger (1912-1956)

Mapa de los protectorados francés y español, Zona Internacional de Tánger, Ifni y Sahara español.

Ante la inestabilidad política interna que amenazaba su reinado, el sultán Mulay Hafid firmó el Tratado de Fez el 30 de marzo de 1912 convirtió a Marruecos en un protectorado de Francia. El 27 de noviembre de 1912 España y Francia acordaron el establecimiento del protectorado español de Marruecos. Francia y España controlan la Hacienda, el ejército y la política exterior de Marruecos en sus respectivos protectorados. En teoría éstos no suponen ocupación colonial, están regulados por tratados y Marruecos es un Estado autónomo protegido por Francia y España pero bajo soberanía del sultán. En la práctica Marruecos se convirtió en colonia de Francia y España, especialmente desde 1930. La ciudad de Tánger, junto al estrecho de Gibraltar, obtiene carácter de zona internacional por el estatuto de 1923.
La autoridad de Francia, España y el sultán Muley Yúsuf fue desafiada en numerosas ocasiones por tribus rebeldes. En la parte francesa Al Hiba presentó resistencia en 1912 y 1919 en la zona de Marrakech. En la española, Abd el-Krim incluso proclamó la independencia de la república del Rif con financiación y apoyo de los enemigos de Francia y España. En las zonas Yebala y Rif las cabilas libraron la guerra del Rif contra España. Tras la derrota del Desastre de Annual (1921) con la masacre de más de 11.000 soldados fieles a España entre indígenas y españoles, los ejércitos español y francés desembarcaron en las costas de Alhucemas (1925) en la primera operación anfibia de la historia militar moderna y lograron la pacificación del territorio.

Viandantes en el mercado de Marrakech a comienzos de la década de 1930

Durante la época de los protectorados se llevaron a cabo inversiones en infraestructuras como puertos, carreteras, ferrocarriles y aeropuertos. Además, se edificaron universidades y hospitales con estándares sanitarios europeos. Algunos ejemplos son el hospital Civil de Tetuán o el hospital Español de Tánger, universidad Politécnica de Tetuán (1942), el ferrocarril Tánger-Fez (1927), la carretera N2 (1933), la zona industrial de Casablanca, o el aeropuerto de Casa-Anfa (1919), entre otros. Se emprendieron obras para aprovechar mejor los recursos hídricos como presas y canales que permitieron la modernización, mejora y ampliación de los cultivos, como la pionera presa de El Kansera (1935). El sultán Mohammed V y la administración colonial facilitaron la puesta a disposición de tierras de cultivo para los inversores y colonos franceses y españoles, sobre todo en el Algarbe y el Lucus. Las ciudades se modernizaron con la construcción de ensanches como el de Rabat y se establecieron nuevas poblaciones como Nador o Alhucemas. En cuanto al sector minero, se explotaron minas de hierro (CEMR), cobre, manganeso, plomo, zinc y, sobre todo, los fosfatos de Juribga y Yusufía. La introducción de materiales modernos y el maquinismo desplazó paulatinamente a la artesanía autóctona de los sectores de la alfarería y cestería o el transporte a lomos de animales. 
Durante la Segunda Guerra Mundial, en la que participaron los goumieres, en Marruecos se llevó a cabo la Operación Torch, que puso del lado de los Aliados al imperio colonial francés. Tras la contienda, el auge económico en Francia afianzó la emigración a Francia.
Los movimientos nacionalistas contrarios al protectorado tomaron como ideal la Carta Atlántica (1941). En 1944 el Partido Istiqlal de carácter nacionalista publicó un manifiesto que logró aunar a quienes pedían independencia, reunificación nacional y una constitución democrática. Fue una de las primeras demandas públicas de independencia. 
La posición de Mohamed V a favor de la independencia desde 1950 supuso que el 23 de agosto de 1953 Francia lo depusiera y enviara al exilio en el Madagascar francés. Su sucesor Mohammed Ben Aarafa fue percibido como ilegítimo y sufrió el rechazo de nacionalistas y partidarios de Mohamed V, líder espiritual, en lo que se conoce como La Revolución del Rey y su Pueblo. Los atentados contra intereses económicos, dirigentes políticos y civiles relacionados con el protectorado se sucedieron.

### Desde la independencia de 1956 y final del reinado de Mohamed V

Expansión de Marruecos a partir de 1956

Las negociaciones entre Mohamed V y el gobierno de Coty culminaron en el Acuerdo Franco-Marroquí firmado en París el 2 de marzo de 1956 por el que Marruecos logró su independencia. El día 7 de abril de 1956 se firmó el Acuerdo Hispano-Marroquí de finalización del protectorado español. La ciudad internacional de Tánger fue reintegrada a través del Protocolo de Tánger el 29 de octubre de 1956. 
Los inicios de la independencia estuvieron marcados por la política nacionalista del Gran Marruecos, las reformas internas y las guerras de Ifni-Sahara (1957-1958), por la que se anexionó Cabo Juby, y del Rif (1958-1959). Durante los últimos años de Mohammed V se creó un código de libertades públicas (1958), hubo elecciones comunales (1960), se formó un gobierno de coalición nacional (1960), se creó un banco popular cuyos usuarios son los accionistas y que financia PYMEs y viviendas (1960). El Istiqlal sufrió una escisión en 1959 de la que nace la Unión Nacional de Fuerzas Populares (UNFP).

### Hassan II (1961-1999)

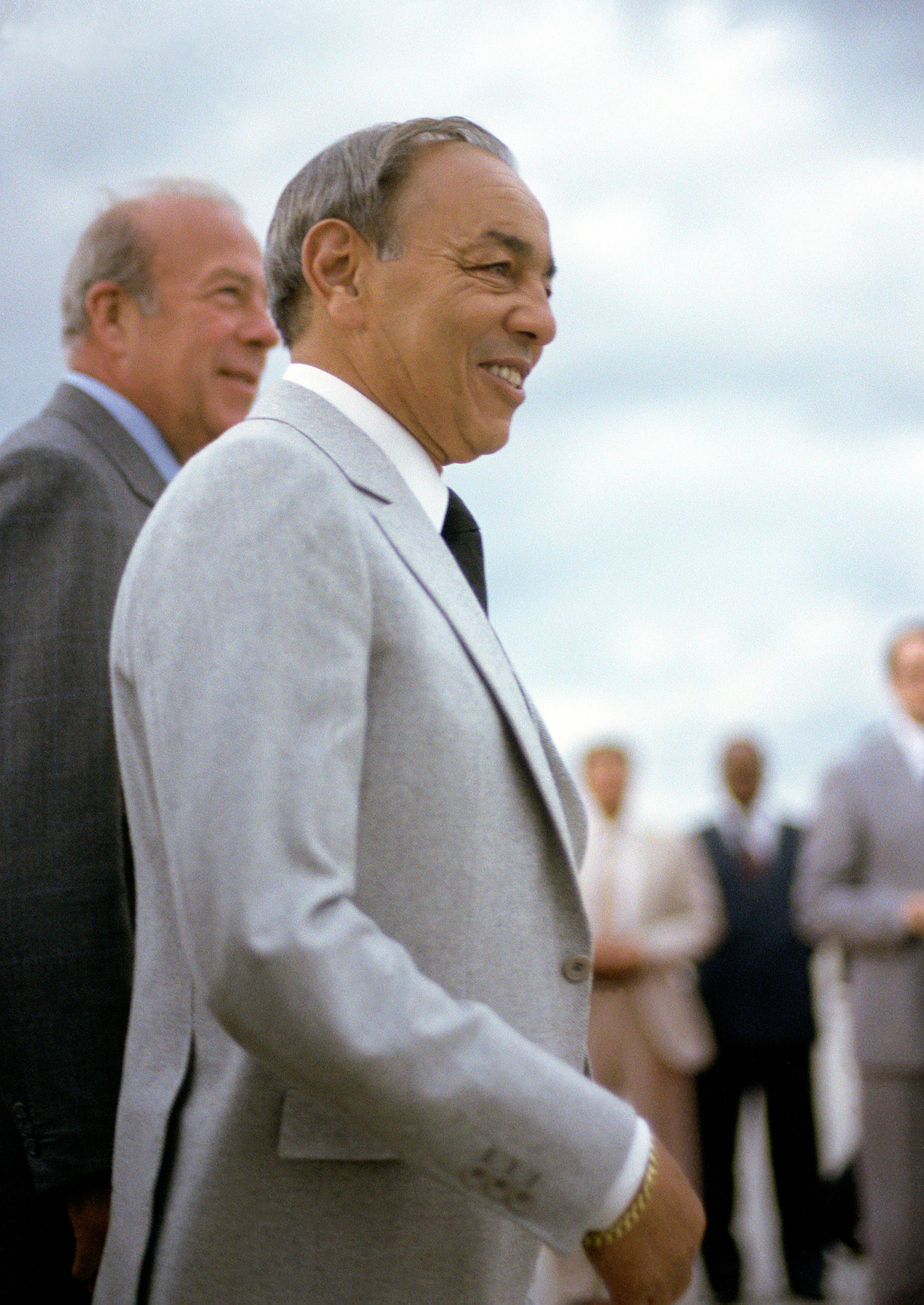
Hassan II en visita oficial a Washington (EE. UU.) 1983

Hassan II se proclamó rey de Marruecos el día 3 de marzo de 1961. Marruecos se constituyó como una monarquía constitucional y de supuesto derecho divino al mismo tiempo [cita requerida]. La monarquía es el referente nacional. Hassan II tomó el control personal del gobierno como primer ministro, y nombró un nuevo gabinete. Se garantizó un poder judicial independiente, en cuya cúspide se encontraba el Tribunal Superior, cuyo presidente era elegido por el rey. De diciembre de 1962 data la primera constitución de Marruecos, que fue aprobada abrumadoramente en un referéndum y en mayo de 1963 se celebraron las primeras elecciones legislativas. 
De 1963 data la Guerra de las Arenas contra la Argelia de Ben Bela por los territorios de la frontera entre ambos (Béchar y Tinduf). La fragilidad del gobierno resultante propició que en junio de 1965, Hassan II asumiera plenos poderes legislativos, disolviendo el parlamento bajo un estado de excepción que permaneció en vigor hasta 1970. En octubre de 1965 se produjo el asesinato de Ben Barca, líder del UNFP. 
Durante estos años, conocidos como años de plomo, se produjo una importante emigración, sobre todo a Francia, Bélgica y Países Bajos, debido a la represión hacia la población civil por la Dirección Nacional de Seguridad y la falta de oportunidades debido a la corrupción del Estado. Además, la Administración propició el control de terratenientes marroquíes de las fincas de los antiguos colonos franceses y españoles. Durante estos años se fomentó la escuela, la formación profesional y la universidad. 
En junio de 1969 el territorio español de Ifni fue cedido a Marruecos dentro de los procesos de descolonización fomentados por la ONU. 

Sede de Maroc Telecom en Rabat con iluminación del día de la Marcha Verde (6 de noviembre).

De noviembre de 1975 data la Marcha Verde, la invasión del Sahara español con el empleo de civiles, con el respaldo efectivo de Francia, la CIA y los Estados Unidos de Kissinger, que brindó su apoyo a Marruecos en el contexto de la Guerra Fría árabe. El 6 de noviembre se convirtió en el día de una fiesta nacional en Marruecos. Las pretensiones de Marruecos sobre este territorio dentro de la política exterior del Gran Marruecos se remontaban a su independencia y llevaron aparejado un esfuerzo diplomático ante la ONU, sin resultado, y militar con operaciones del FLU.Tras la firma del Acuerdo Tripartito de Madrid de 14 de noviembre de 1975 entre la España de los últimos días del Tardofranquismo, y Mauritania, Marruecos obtuvo la parte norte del Sahara español. En ese momento dio inicio la guerra del Sahara Occidental contra el Frente Polisario por la soberanía del territorio. El Frente Polisario contaba con apoyo financiero, militar y logístico de Argelia y la Libia de Gadafi, entre otros. En agosto de 1979 Marruecos ocupó también el sur del Sahara Occidental, completando el control de lo que actualmente denomina Provincias Meridionales.
Durante los años 80 se realizaron fuertes ajustes económicos para cumplir con las condiciones de financiación del FMI y Banco Mundial. Los altos precios de productos de primera necesidad, la contracción en el número de funcionarios contratados y recortes de beneficios sociales, servicios sanitarios y educativos se tradujeron en revueltas y huelgas como las de Casablanca (1981), Nador y Tetuán. A partir de los años 90 la economía se saneó con la privatización de todo o parte de hasta 112 empresas, con la entrada de capital privado en Maroc Telecom y empresas de los sectores mineros, industriales, textiles y financieros. Además, se produjo la reducción de los derechos de aduana del 60 % al 45 %.
Se procedió a la reforma política desde arriba en 1991 con la introducción de mejoras en derechos civiles y políticos. En 1991 se firmó el Plan de Arreglo con el Frente Polisario. Las reformas políticas culminaron en la reforma de la constitución de 1996, en las que todo el parlamento queda elegido por sufragio universal, a la que siguieron elecciones en las que ningún partido logró un resultado mayoritario. También en 1996 se firmó el Acuerdo Euromediterráneo de Asociación con la Unión Europea, que entró en vigor en el 2000.
En 1999 muere Hassan II, sucediéndole al trono su hijo mayor Mohammed VI quien promete realizar profundos cambios democráticos.

### SigloXXIy reinado de Mohamed VI

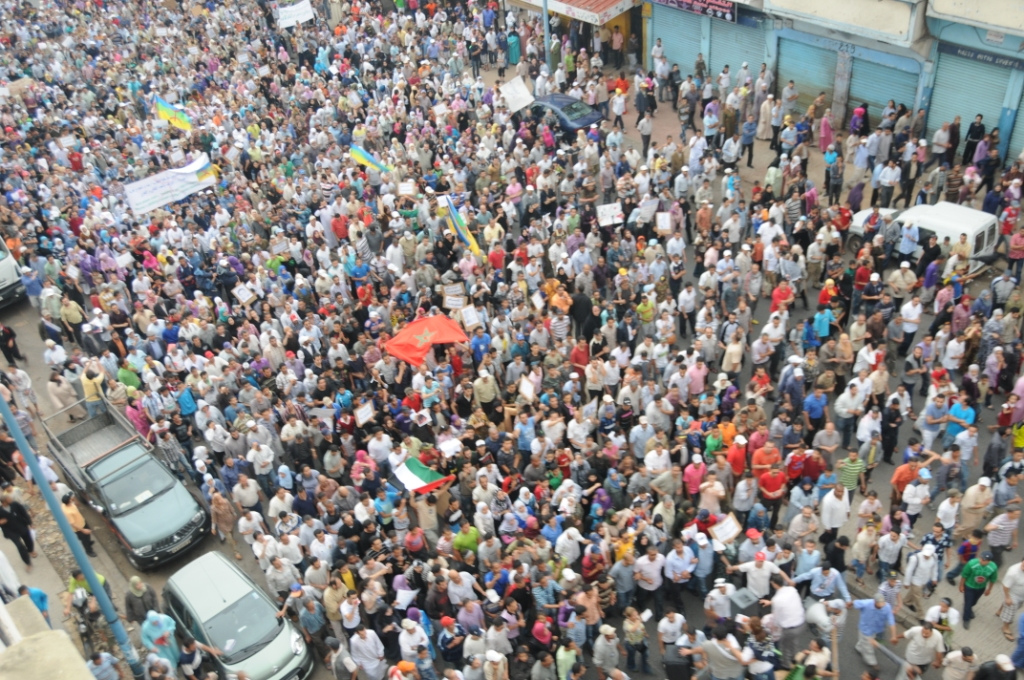
Protestas marroquíes de 2011 en Casablanca, en el contexto de la Primavera Árabe.

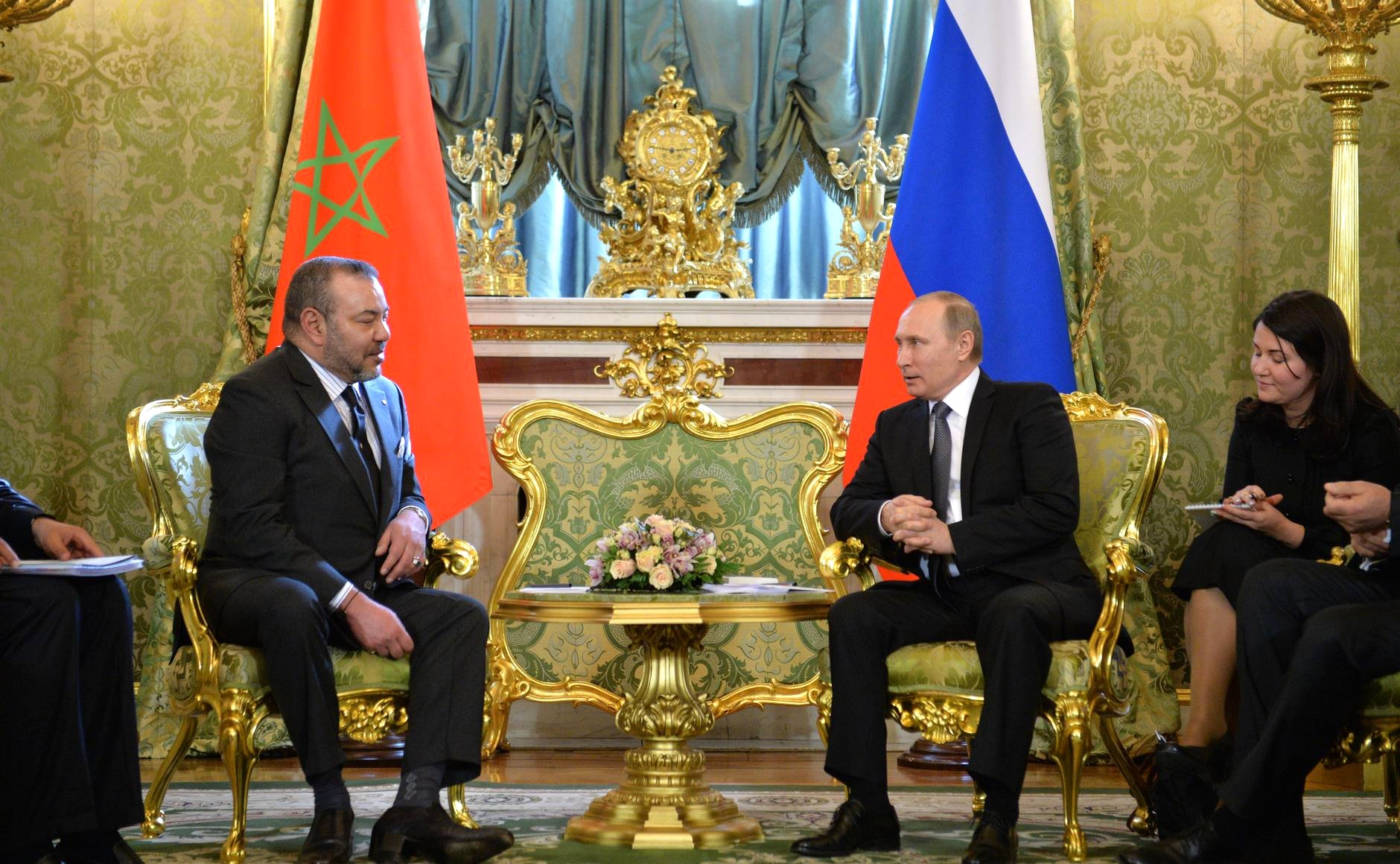
Mohammed VI con el presidente ruso Vladímir Putin en 2016.

En 1999 se reformó el código jurídico de la mujer. Además, en 2004 se reformó el código de la familia o Mudawana por el que se ampliaron derechos para las mujeres y se introdujeron reformas en la poligamia o el acoso sexual. 
Además, en 2004 Marruecos consiguió el estatus de aliado importante no-OTAN y en junio firmó un tratado de libre comercio con los Estados Unidos, que entró en vigor en 2006. Dentro del estatus del político del Sahara occidental, en 2007 Marruecos presentó un proyecto de autonomía para el territorio, dentro de la soberanía marroquí, que fue desestimado por la ONU. Además, en 2008 el Consejo de Seguridad también indicó que las pretensiones del Frente Polisario no eran realistas.[cita requerida]
En el ámbito de la política exterior del Gran Marruecos, Marruecos causó un incidente internacional con la ocupación del islote español de Perejil. Otro de los asuntos recurrentes de la relación entre ambos países son la inmigración ilegal de marroquíes y ciudadanos de países del África francófona desde Marruecos a las costas peninsulares y canarias hacia España y otros países de la Unión Europea, como en el grave caso de 2005, en el que durante más de un mes hubo asaltos organizados y violentos a las vallas españolas, durante los cuales Marruecos deportó a cientos de inmigrantes ilegales.
El 16 de mayo de 2003 Casablanca, la ciudad más grande del país, sufrió un atentado terrorista. El ataque se produjo en lugares simbólicos relacionados occidentales y judíos, y se produjo la muerte de 33 personas y más de 100 heridos, en su mayoría marroquíes. Este atentado provocó una involución de las libertades civiles: se amplió la prisión preventiva, la policía puede entrar en viviendas particulares sin orden judicial, interceptar el correo, las llamadas telefónicas y las cuentas corrientes.  
Al calor de las protestas de la Primavera Árabe tuvieron lugar las manifestaciones marroquíes de 2011 que pedía avances en reformas democráticas, sociales y económicas. El 1 de julio se produjo un referéndum de reforma de la constitución, que finalmente fue aprobada. Tanto en 2011 como en 2016 las elecciones fueron ganadas por los islamistas moderados del PJD. 
El 10 de diciembre de 2020 el presidente de los EEUU Donald Trump reconoció la soberanía de Marruecos sobre el Sahara Occidental.En 2022 se destapó el escándalo de corrupción en el Parlamento Europeo Marocgate. En 2023 Marruecos sufrió un importante terremoto en las zonas de Marrakech y Safi.

## Política y administración

### División de poderes
La Constitución de Marruecos es de 2011. De acuerdo con ella, el país es una monarquía constitucional, con un Parlamento electo de dos cámaras, la Cámara de Representantes (Cámara Baja) y la Cámara de Consejeros (Cámara Alta).
Los miembros de la Cámara de Representantes se eligen cada cinco años por la población con derecho a voto.
Los miembros de la Cámara de Consejeros se eligen cada seis años por sufragio universal indirecto:
- Tres quintos de ellos son representantes de las regiones de Marruecos (en proporción a sus poblaciones respectivas). De ellos «el tercio reservado a la región se elige en cada región por el Consejo regional entre sus miembros. Los dos tercios restantes son elegidos por un colegio electoral compuesto en cada región por los miembros de los ayuntamientos y de los consejos prefectorales y provinciales.»[36]
- «Dos quintos de los miembros son elegidos en cada región por colegios electorales compuestos de electos de las cámaras profesionales y de las organizaciones profesionales de empleadores más representativas, y de miembros elegidos a escala regional por un colegio electoral compuesto por representantes de los asalariados.»[36]

El primer ministro es jefe de Gobierno y el rey escoge al primer ministro del partido más votado en el Parlamento. El rey de Marruecos tiene amplios poderes ejecutivos, con la posibilidad de disolver el Gobierno y el Parlamento y dirigir las fuerzas militares, además de otros poderes. Los partidos políticos de oposición están permitidos y varios se han presentado a las elecciones en los últimos años.

### Derechos humanos
En materia de derechos humanos, respecto a la pertenencia a los siete organismos de la Carta Internacional de Derechos Humanos, que incluyen al Comité de Derechos Humanos (HRC), Marruecos ha firmado o ratificado:
| Marruecos | Tratados internacionales | Tratados internacionales | Tratados internacionales | Tratados internacionales  | Tratados internacionales  | Tratados internacionales | Tratados internacionales | Tratados internacionales | Tratados internacionales  | Tratados internacionales | Tratados internacionales | Tratados internacionales | Tratados internacionales | Tratados internacionales | Tratados internacionales | Tratados internacionales | Tratados internacionales | Tratados internacionales |
| --- | ------------------------ | ------------------------ | ------------------------ | ------------------------- | ------------------------- | ------------------------ | ------------------------ | --- | ------------------------- | ------------------------ | ------------------------ | ------------------------ | ------------------------ | ------------------------ | ------------------------ | ------------------------ | ------------------------ | ------------------------ |
| Marruecos | CESCR                    | CESCR                    | CCPR                     | CCPR                      | CCPR                      | CERD                     | CED                      | CEDAW | CEDAW                     | CAT                      | CAT                      | CRC                      | CRC                      | CRC                      | CRC                      | MWC                      | CRPD                     | CRPD                     |
| Marruecos | CESCR                    | CESCR-OP                 | CCPR                     | CCPR-OP1                  | CCPR-OP2-DP               | CERD                     | CED                      | CEDAW | CEDAW-OP                  | CAT                      | CAT-OP                   | CRC                      | CRC-OP-AC                | CRC-OP-SC                | CRC-OP-CP                | MWC                      | CRPD                     | CRPD-OP                  |
| Pertenencia | Firmado y ratificado.    | Sin información.         | Firmado y ratificado.    | Ni firmado ni ratificado. | Ni firmado ni ratificado. | Firmado y ratificado.    | Sin información.         | Marruecos ha reconocido la competencia de recibir y procesar comunicaciones individuales por parte de los órganos competentes. | Ni firmado ni ratificado. | Firmado y ratificado.    | Sin información.         | Firmado y ratificado.    | Firmado y ratificado.    | Firmado y ratificado.    | Sin información.         | Firmado y ratificado.    | Sin información.         | Sin información.         |
| Firmado y ratificado, firmado, pero no ratificado, ni firmado ni ratificado, sin información, ha accedido a firmar y ratificar el órgano en cuestión, pero también reconoce la competencia de recibir y procesar comunicaciones individuales por parte de los órganos competentes. |                          |                          |                          |                           |                           |                          |                          | |                           |                          |                          |                          |                          |                          |                          |                          |                          |                          |

### Relaciones exteriores

#### Irredentismo
El Gran Marruecos es un concepto ultranacionalista desarrollado por el gobierno de Marruecos en los años 1950 y 1960. Su pretensión en términos de política exterior es la anexión de toda Mauritania, la región de Tombuctú en Malí, las provincias del sureste de Argelia, y las ciudades españolas de Ceuta y Melilla y sus Plazas de soberanía.  

#### Política internacional
En el plano internacional, el rey Mohamed VI se ha forjado durante su reinado, recuerda la investigadora en relaciones internacionales Khadija Mohsen-Finan, «una imagen de mejor aliado de Occidente en el mundo árabe». Su cooperación se consideraba valiosa, ya que vigilaba el estrecho de Gibraltar, permitía el sobrevuelo de su territorio en caso de guerra y desempeñaba un papel importante en la gestión de los flujos migratorios, impidiendo que la inmigración africana cruzara a Europa.
En 1984 la asamblea de la Organización para la Unidad Africana (OUA), instancia predecesora de la Unión Africana (UA) y de la cual Marruecos era miembro fundador, aceptó como miembro a la República Árabe Saharaui Democrática (RASD). Como respuesta, Marruecos se retiró de la organización. El 31 de enero de 2017 regresó a la Unión Africana durante la XXVIII Cumbre de la Unión Africana, celebrada en Etiopía.

### Organización territorial
Según un decreto de febrero de 2015, Marruecos está dividido en doce regiones incluyendo La República Árabe Saharaui Democrática  (Provincias Meridionales).
| Código geográfico | Región                   | Capital     |
| ----------------- | ------------------------ | ----------- |
| 1                 | Tánger-Tetuán-Alhucemas  | Tánger      |
| 2                 | Oriental                 | Uchda       |
| 3                 | Fez-Mequinez             | Fez         |
| 4                 | Rabat-Salé-Kenitra       | Rabat       |
| 5                 | Beni Melal-Jenifra       | Beni Melal  |
| 6                 | Casablanca-Settat        | Casablanca  |
| 7                 | Marrakech-Safí           | Marrakech   |
| 8                 | Draa-Tafilalet           | Er-Rachidía |
| 9                 | Sus-Masa                 | Agadir      |
| 10                | Guelmim-Río Noun         | Guelmim     |
| 11                | El Aaiún-Saguía el-Hamra | El Aaiún    |
| 12                | Dajla-Río de Oro         | Dajla       |

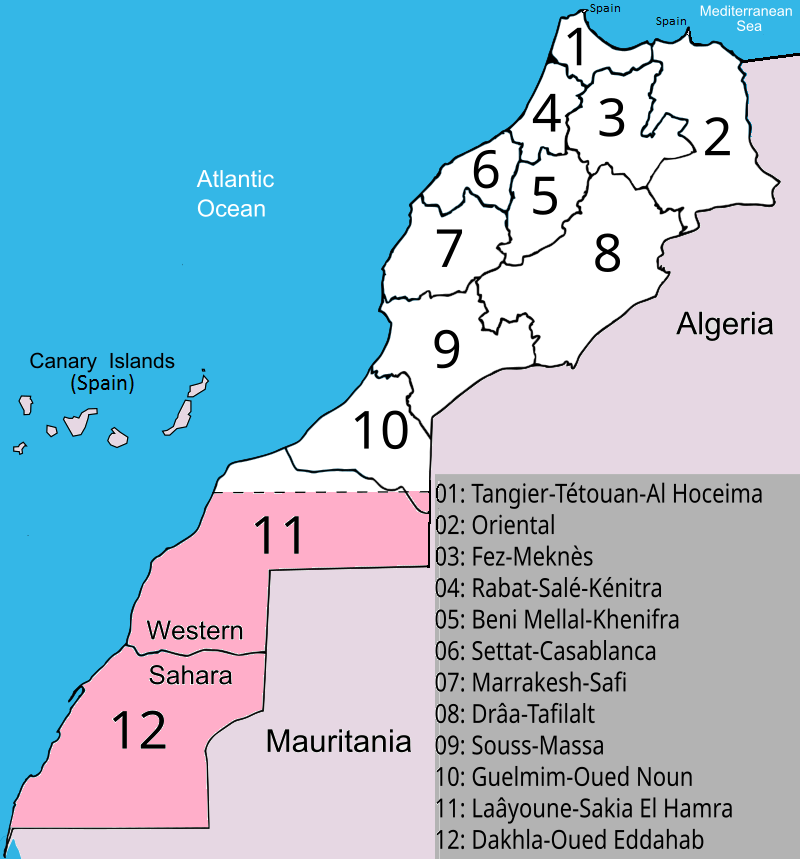
Mapa de las Regiones administrativas de Marruecos incluyendo el territorio de la República Saharaui ocupada por aquel.

Las regiones están divididas en 75 provincias y prefecturas y 1503 municipios.

### Fuerzas Armadas y seguridad pública

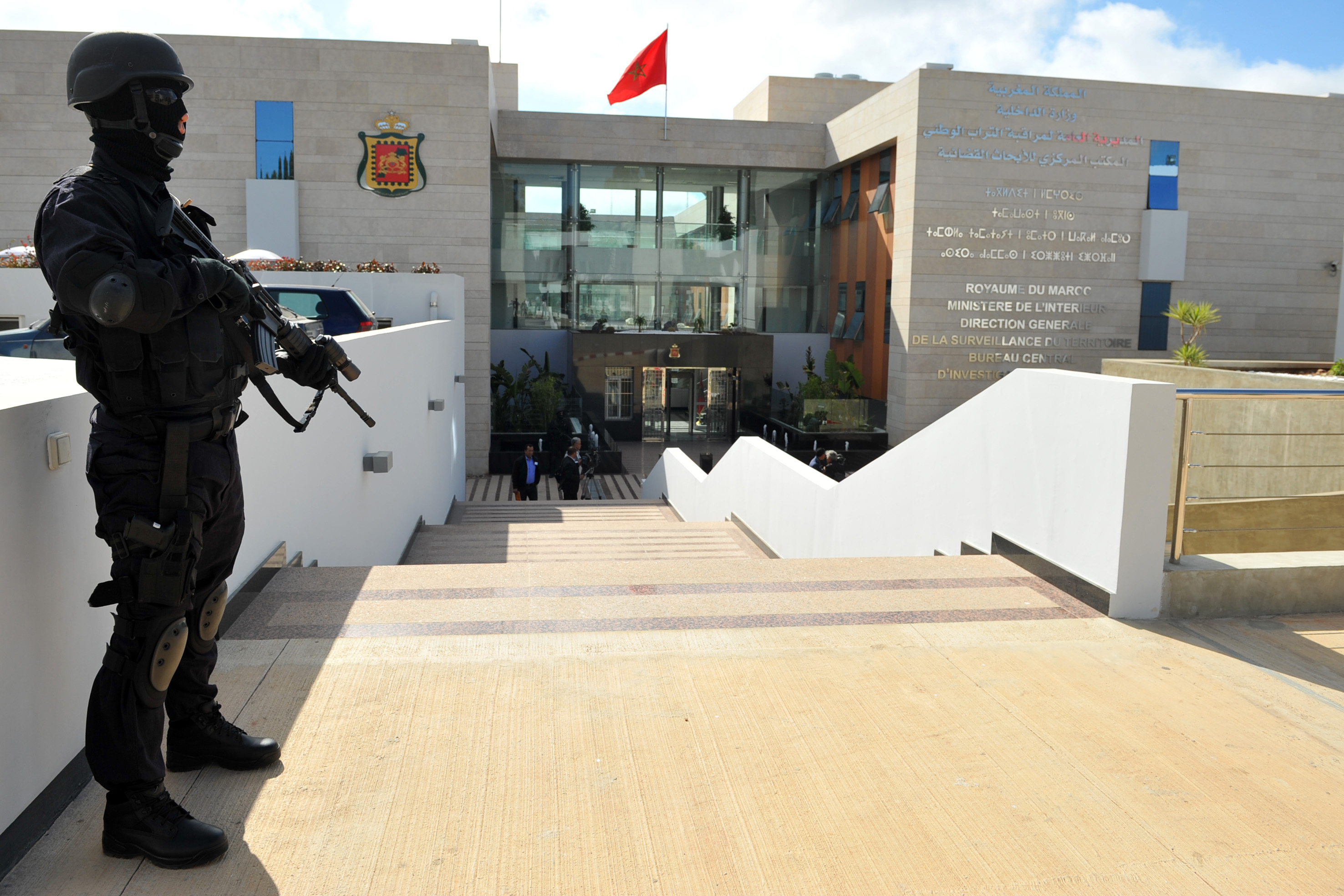
Soldado armado frente a la sede de BCIJ, Salé.

La defensa del reino alauí es responsabilidad de las Fuerzas Armadas del Reino de Marruecos, compuestas por:
- Ejército Real: fue fundada después de la independencia del país en 1956 por el rey Mohamed V, abuelo del actual Rey Mohamed VI. Es la rama del Ejército Real de Marruecos responsable de las operaciones militares en tierra. El ejército cuenta unos 195 000 soldados activos y con 150 000 reservistas.[53]
- Real Fuerza Aérea: fue fundada el 14 de mayo de 1956. Emplea a 13 000 personas y están equipados con más de 282 aviones.[53]
- Marina Real: es la rama de las Fuerzas Armadas de Marruecos responsable de llevar a cabo operaciones navales. Su misión incluye la protección de las costas y la zona económica exclusiva, así como el mantenimiento de la seguridad del estrecho de Gibraltar y la lucha contra el contrabando.
- Gendarmería Real: es la encargada de la protección de los civiles y asegurar el orden público de las áreas rurales y urbanas del país, también se encargan de resguardar las fronteras como de salvaguardar la vida de los ciudadanos que habitan en el país.
- Guardia Real: tiene como responsabilidad la protección del rey, su familia, y todo los recintos importantes de la monarquía en el país; la guardia real fue creada con los mejores miembros de la real policía montada y el ejército real.
- Fuerzas Auxiliares: son cuerpos paramilitares autónomos de las fuerzas armadas, cumplen todas las funciones de esta (policía montada, marina, ejército, guardia real), además de espionaje dentro y fuera del país, en tiempos de crisis pasan a ser una fuerza militar independiente y en tiempos de paz proporcionan ayuda a las fuerzas armadas así como cuidado especial a varios sectores civiles.

Fuerzas Armadas de Marruecos
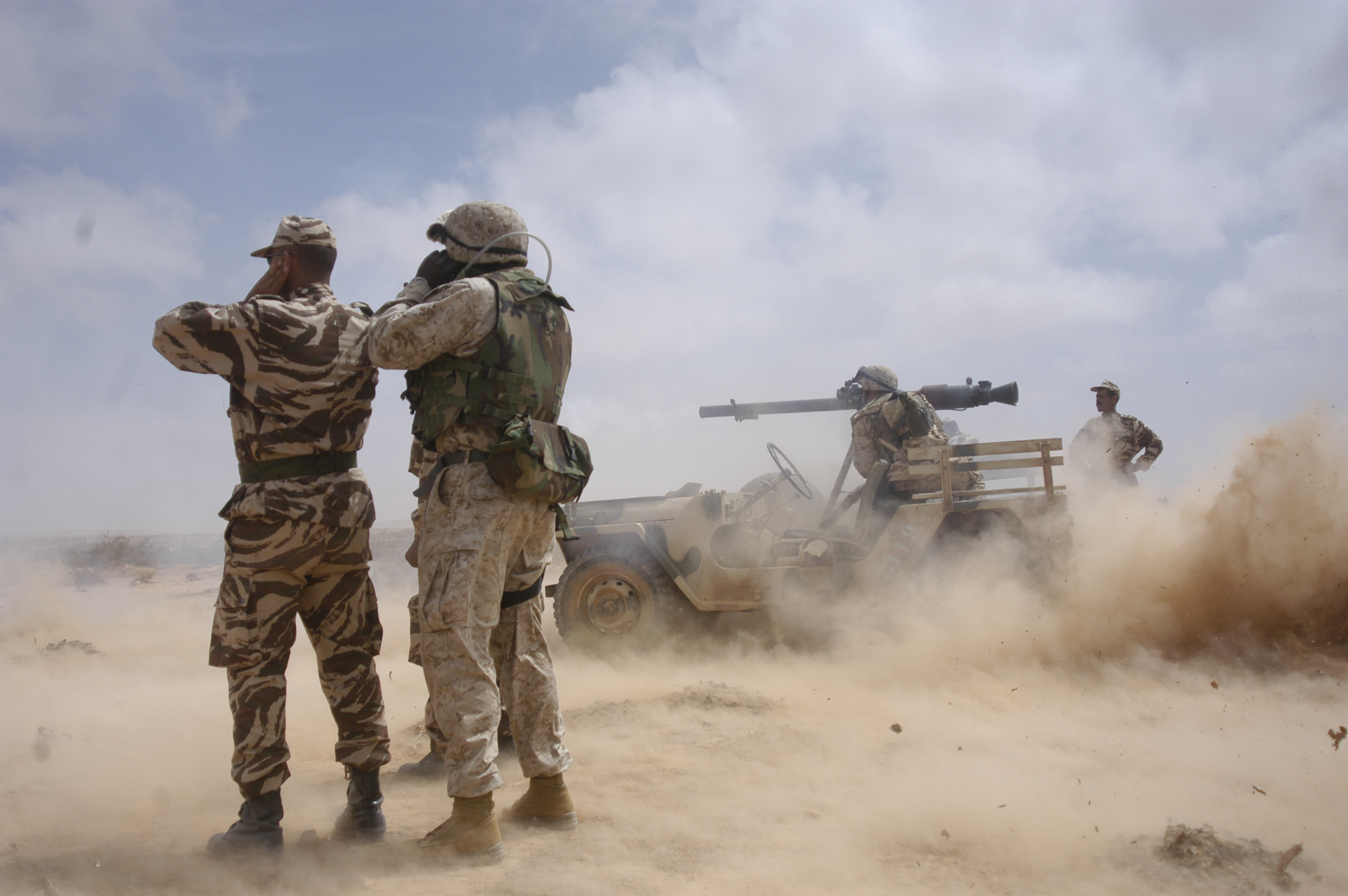
Cuerpo de Marines de los Estados Unidos y Ejército Real de Marruecos
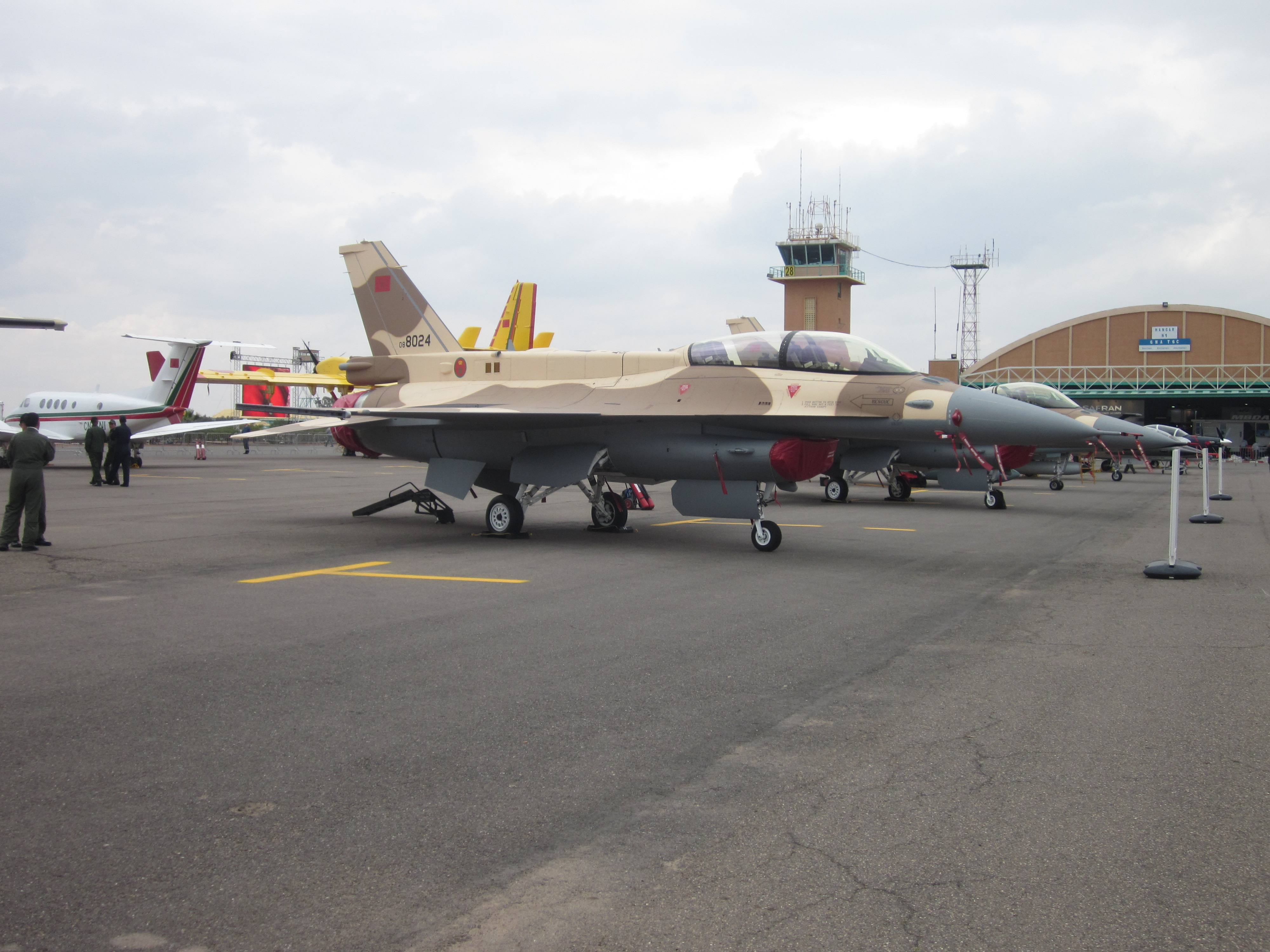
F-16 Fighting Falcon de la Real Fuerza Aérea Marroquí
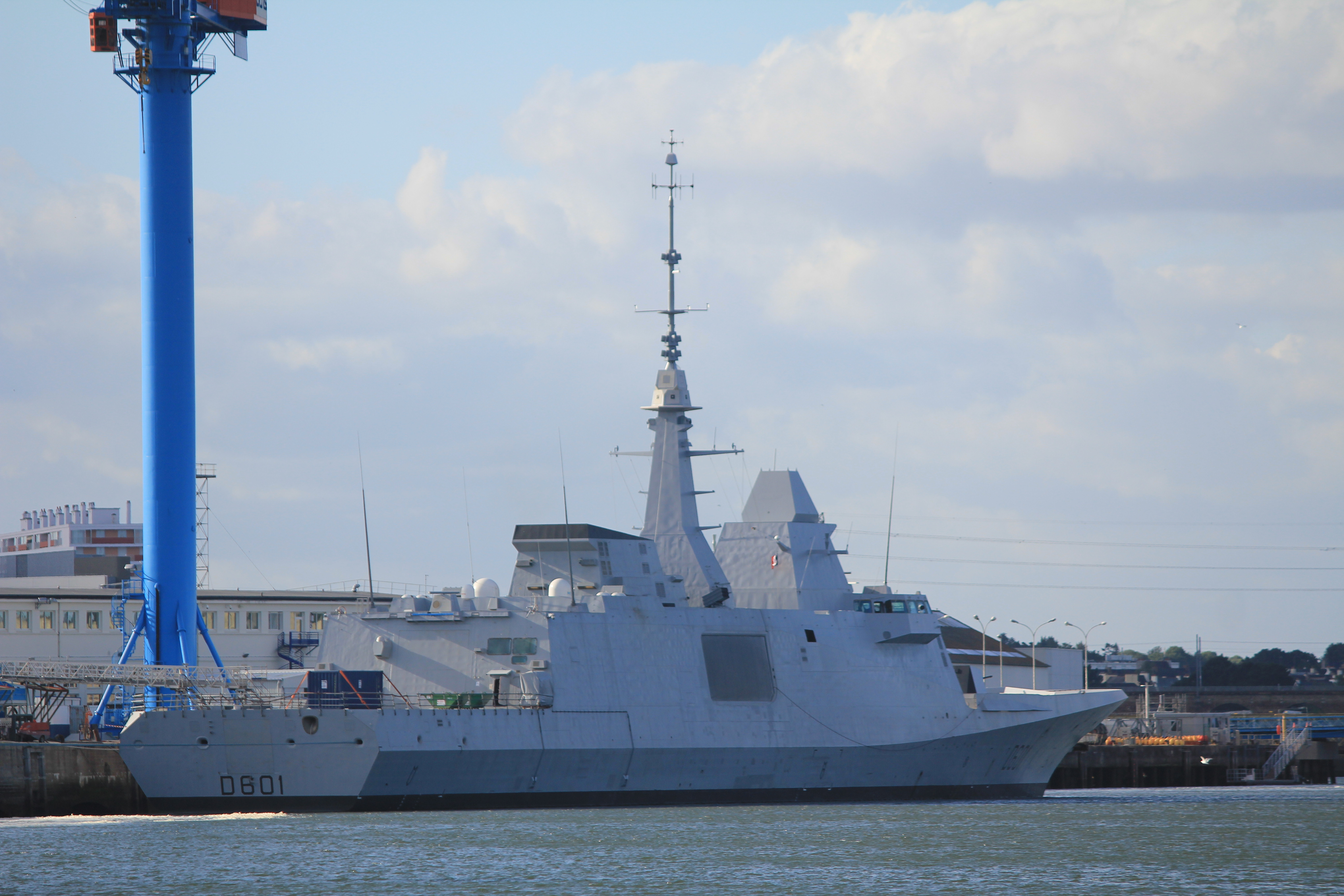
Fragata Mohammed VI, de Clase FREMM
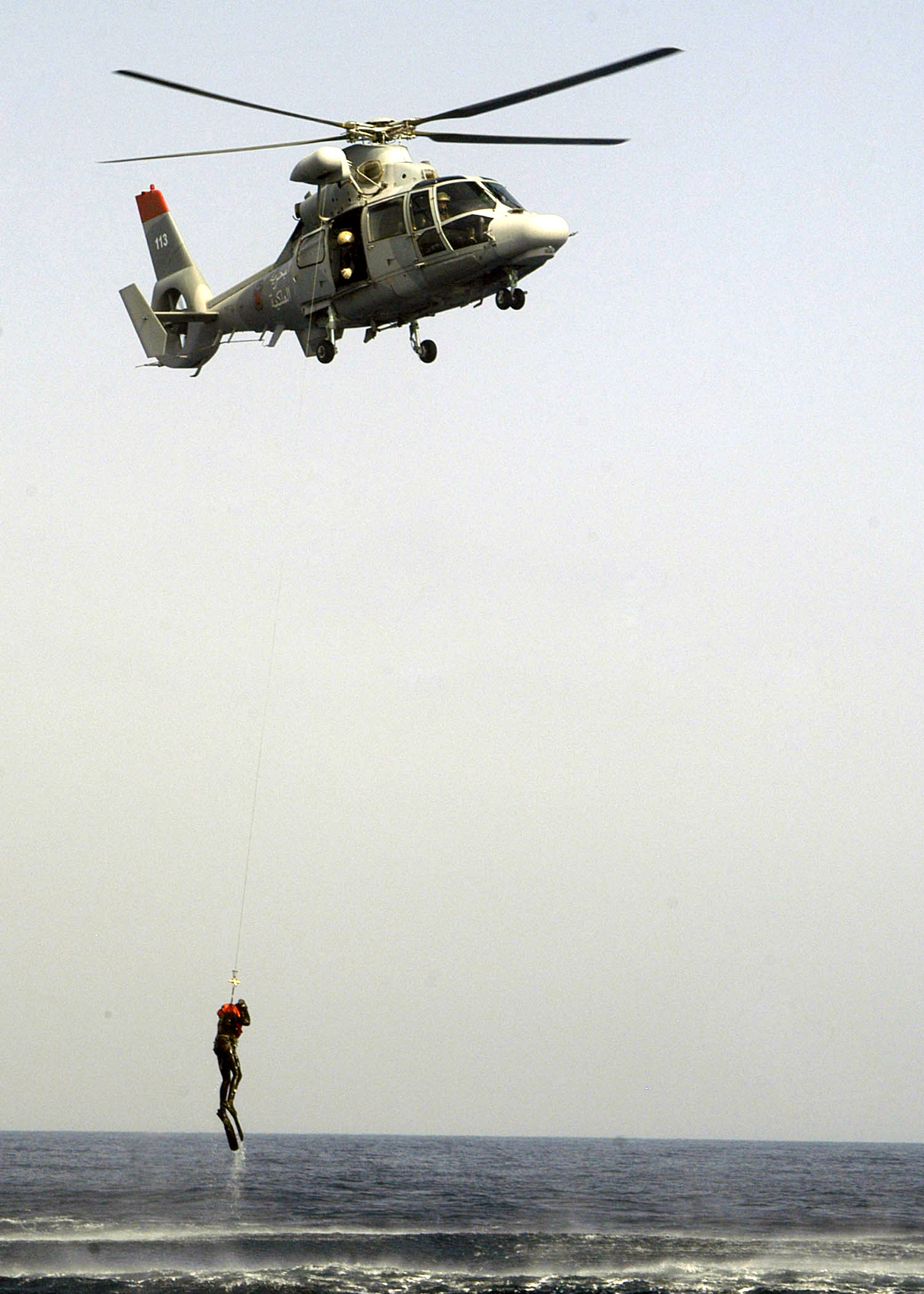
Eurocopter AS565 Panther de la Marina Real Marroquí
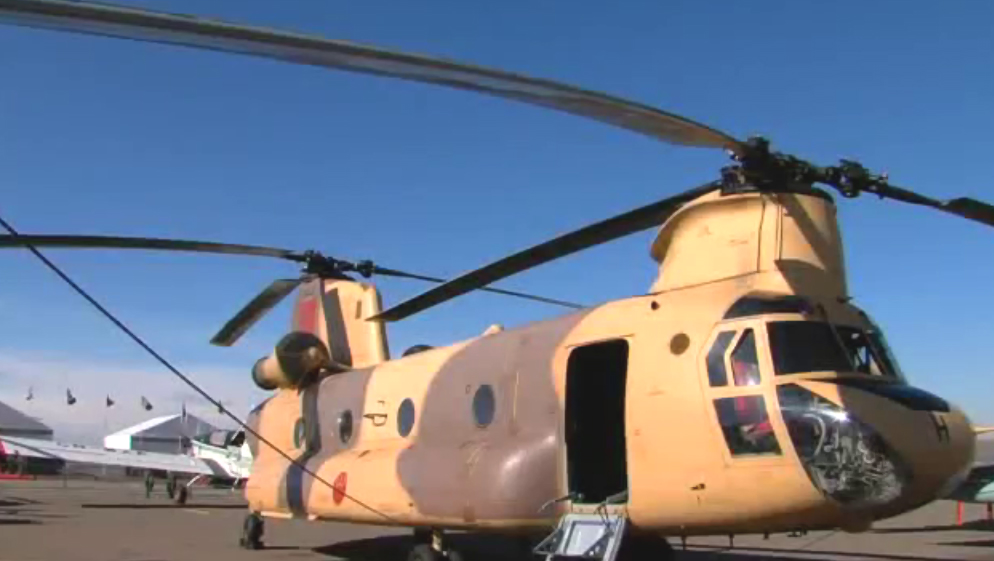
Boeing CH-47 Chinook de la Real Fuerza Aérea Marroquí

## Geografía

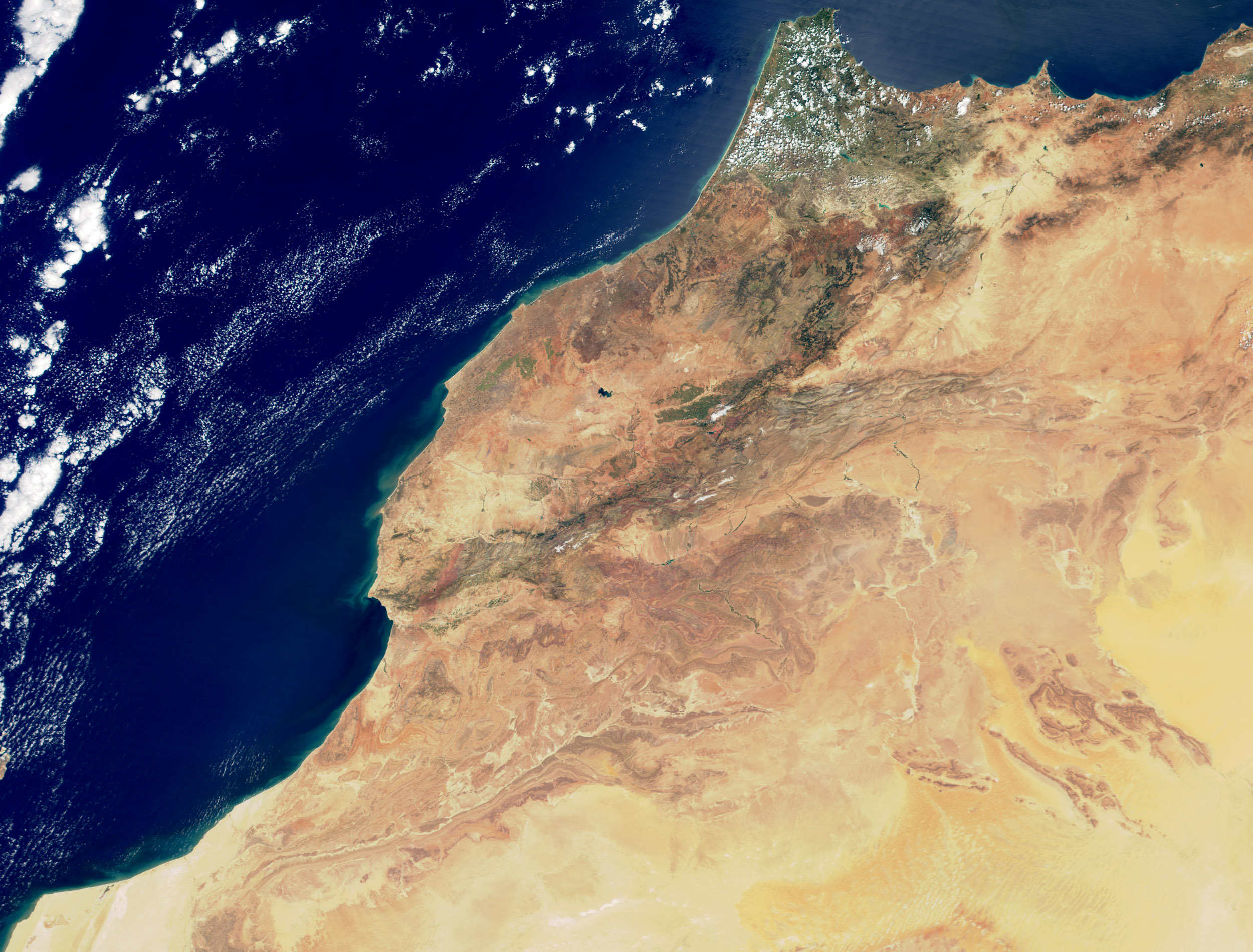
Vista por satélite de Marruecos

Marruecos cuenta con cuatro cordilleras: el Rif, el Atlas Medio, el Gran Atlas y el Anti-Atlas. La montaña más alta es el Toubkal, que alcanza los 4162 m de altitud. Entre el Rif y el Atlas Medio está el valle del Sebú. Desde Larache hasta Agadir está la llanura atlántica y entre la anterior y el Atlas Medio hay una meseta situada por encima de los 500 m de altitud. Al sur del Anti-Atlas ya comienza el desierto del Sáhara. Los ríos principales: Sebú, Muluya, Morbeya, Tensift, Sus y Draa.

### Relieve
Entre los países del Magreb, Marruecos se distingue por la gran altitud de sus montañas y sus llanuras. El Alto Atlas tiene el pico más alto de Marruecos y de toda África del Norte, pero las superficies planas de Marruecos son mucho más extensas que en Argelia o Túnez. Tres grandes grupos de relieve deben ser distinguidos: las montañas, las llanuras y mesetas situadas al norte del Atlas Medio y las mesetas áridas situadas al sur del Anti-Atlas hacia el este y el sur. Las montañas mismas están formadas por dos conjuntos que difieren en su génesis y geomorfología.

### Clima
El clima de Marruecos es muy diverso debido a su geografía variada, que abarca costas, montañas y zonas desérticas. En las regiones costeras, el clima es típicamente mediterráneo, con veranos calurosos y secos e inviernos suaves y húmedos. Las precipitaciones en estas zonas oscilan entre los 300 y 800 mm anuales, alcanzando los 1000 mm en algunas áreas del norte, como la región del Rif.
En las áreas montañosas, como el Atlas y el Rif, el clima es más extremo, con inviernos fríos y nevadas frecuentes, especialmente en los meses de noviembre a abril. Estas regiones también registran las mayores precipitaciones del país, superando los 1200 mm en algunos puntos. Las temperaturas en invierno pueden descender por debajo de los 0 °C en las zonas más elevadas, mientras que en verano, las temperaturas son más suaves que en las llanuras o desiertos.
En el interior del país, el clima es más continental, con grandes variaciones de temperatura entre el día y la noche. En ciudades como Fez, Mequinez, Uchda y Marrakech, las temperaturas en enero rondan los 10 °C, mientras que en verano alcanzan los 25 °C o más. Las precipitaciones son más escasas en esta región en comparación con las zonas costeras.
El sur de Marruecos está dominado por un clima desértico, con temperaturas que en verano superan los 40 °C y precipitaciones mínimas, a menudo inferiores a 100 mm anuales. Esta zona del país está fuertemente influenciada por el Sáhara, lo que provoca condiciones extremadamente secas y áridas.
En los últimos años, Marruecos ha experimentado un aumento general de las temperaturas, así como una disminución de las precipitaciones, especialmente en el centro y el sur del país. Las sequías prolongadas se han vuelto más frecuentes, afectando la agricultura y los recursos hídricos. Asimismo, el país ha sido testigo de fenómenos meteorológicos extremos, como olas de calor e incendios forestales, que se han intensificado en los últimos tiempos.
Esta variedad climática convierte a Marruecos en un país con una gran diversidad de ecosistemas, que van desde bosques húmedos en las montañas del Rif hasta vastas extensiones de desierto en el sur. La influencia del océano Atlántico y del mar Mediterráneo también juega un papel importante en la moderación de las temperaturas en las zonas costeras, mientras que las masas de aire provenientes del Sáhara tienen un impacto directo en las áreas más al sur del país. 

Diversidad climática de Marruecos
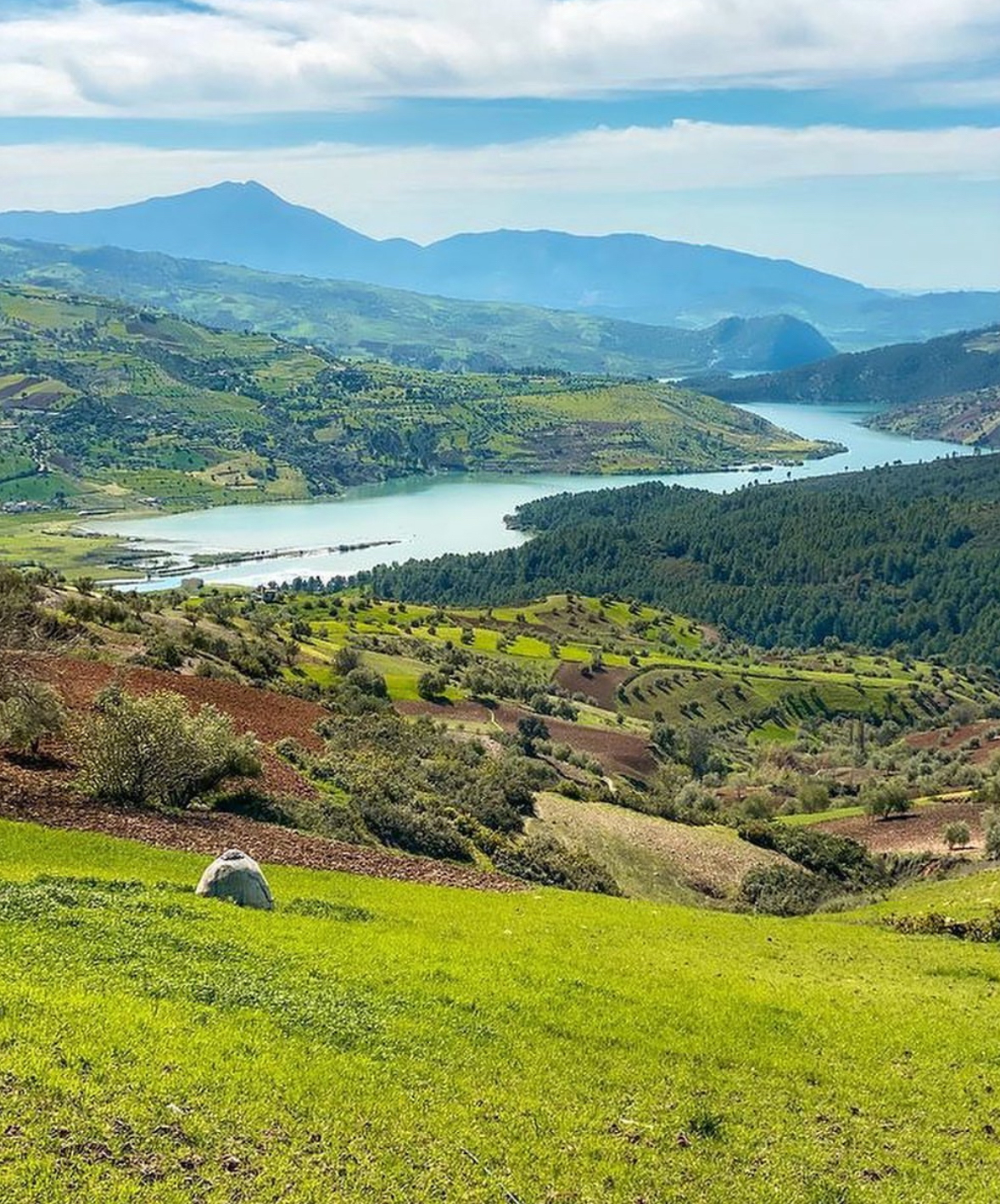
El clima mediterráneo de Alhucemas.
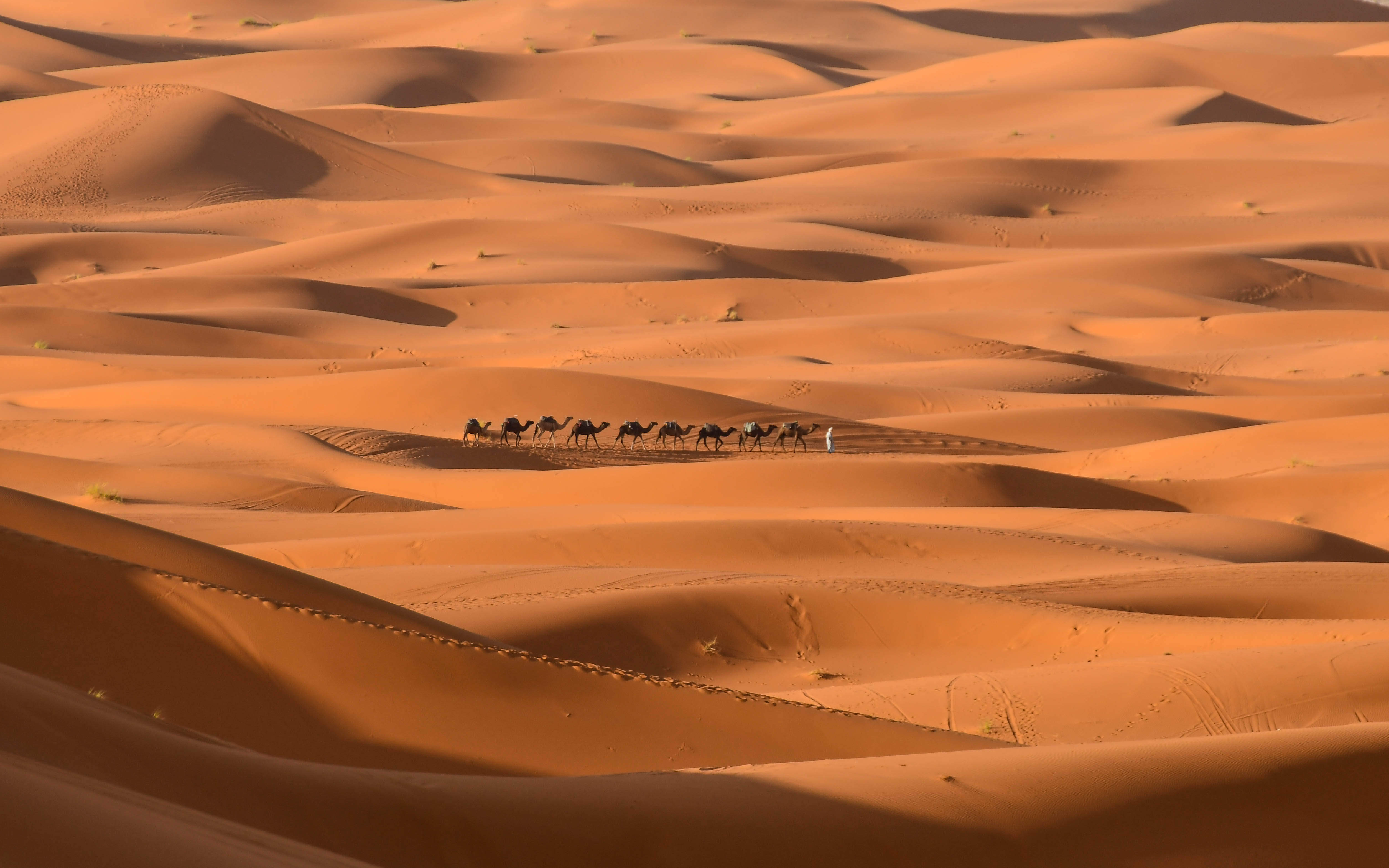
Clima desértico en Merzouga
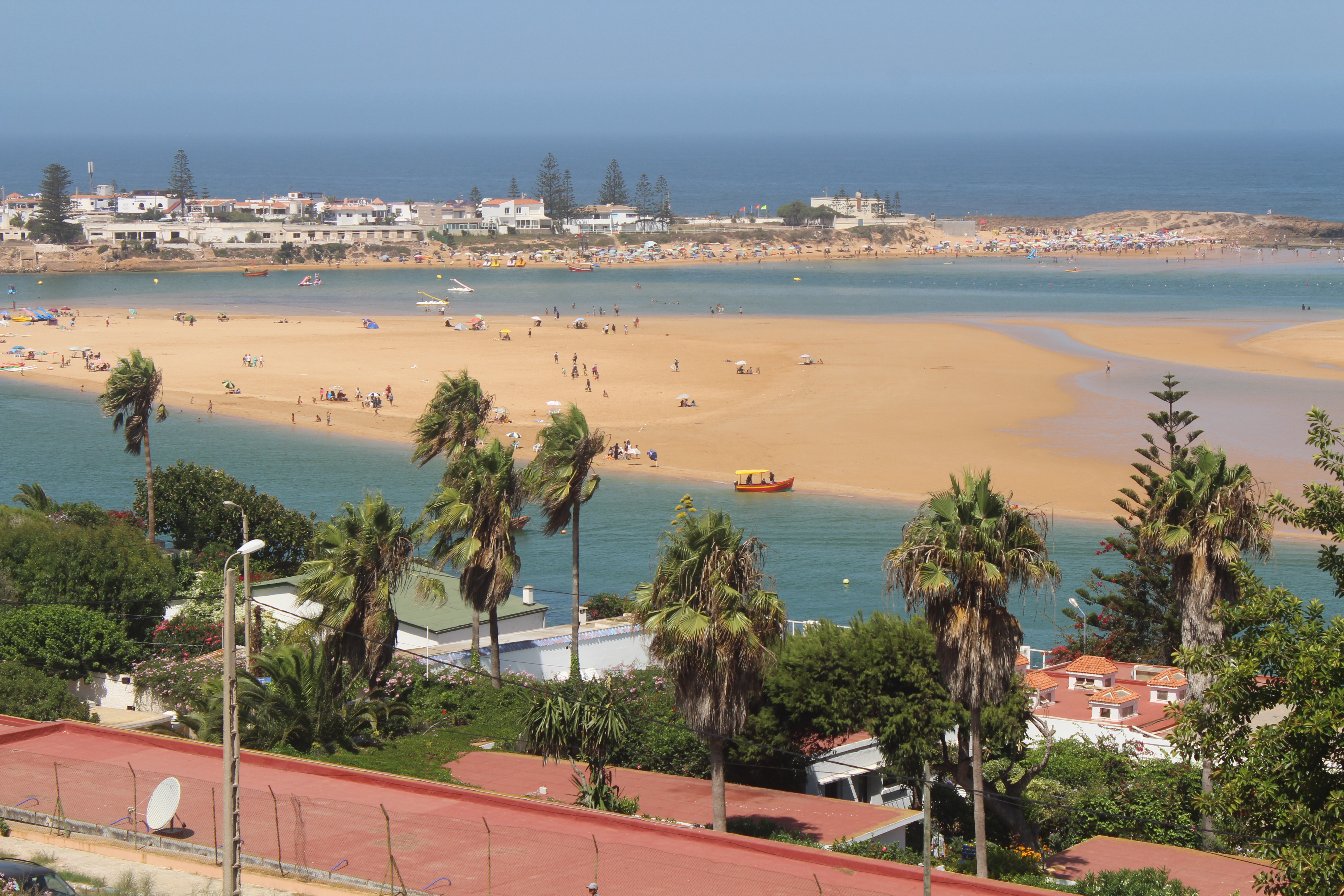
La ciudad de Oualidia con el clima mediterráneo oceánico

### Flora
La flora de Marruecos, con cerca de 4200 especies, es una de las más ricas del norte de África y una de las más diversas de la región mediterránea. En el norte de Marruecos, en la región tingitana y el Rif, se acaban[¿cuándo?] de catalogar 2915 especies y 344 taxones infraespecícicos. Vegetación de tipo mediterráneo, escalonada en pisos altitudinales. Principales especies: encina, alcornoque, cedro y pino. El bioma dominante en Marruecos es el bosque mediterráneo, dividido por WWF en tres ecorregiones: el bosque mediterráneo norteafricano, al norte, la estepa arbustiva mediterránea, en el centro-este, y el bosque seco mediterráneo y matorral suculento de acacias y erguenes, al suroeste. También están presentes el bosque montano norteafricano de coníferas, la estepa de enebros del Gran Atlas, en las montañas, y la estepa del Sahara septentrional, más desértica, en el sureste.

### Fauna

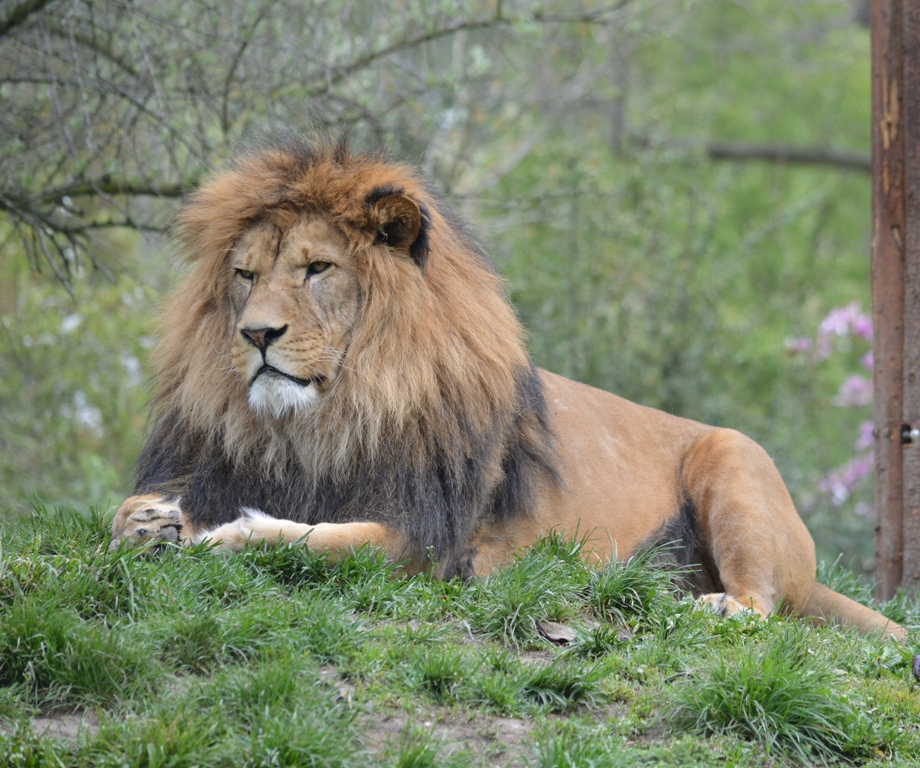
León del Atlas

Entre los parques nacionales de Marruecos, se encuentran el parque nacional de Sus-Masa, el del Toubkal, el de Tazekka, el de Iriki y el de Talassantane. Una de las especies de aves más amenazadas del mundo es el ibis eremita, cuya última población natural se encuentra en el parque nacional de Sus-Masa.
La Unión Internacional para la Conservación de la Naturaleza (UICN) indica en 2020 que «casi la mitad de las especies de aves están amenazadas» en Marruecos.

### Litoral
La costa de Marruecos bordea el mar Mediterráneo en el norte y el océano Atlántico en el oeste. Sin incluir su reclamo de Sahara Occidental, la línea costera de Marruecos es de 1835 km. Si se le incluye Sáhara Occidental ocupado, cuenta con un total de 3500 km, siendo la más grande de África, y abarcando 500 km de costa en el Mediterráneo y 3000 km en el Atlántico. Las aguas marroquíes están consideradas entre los caladeros más ricos del mundo.

### Hidrografía

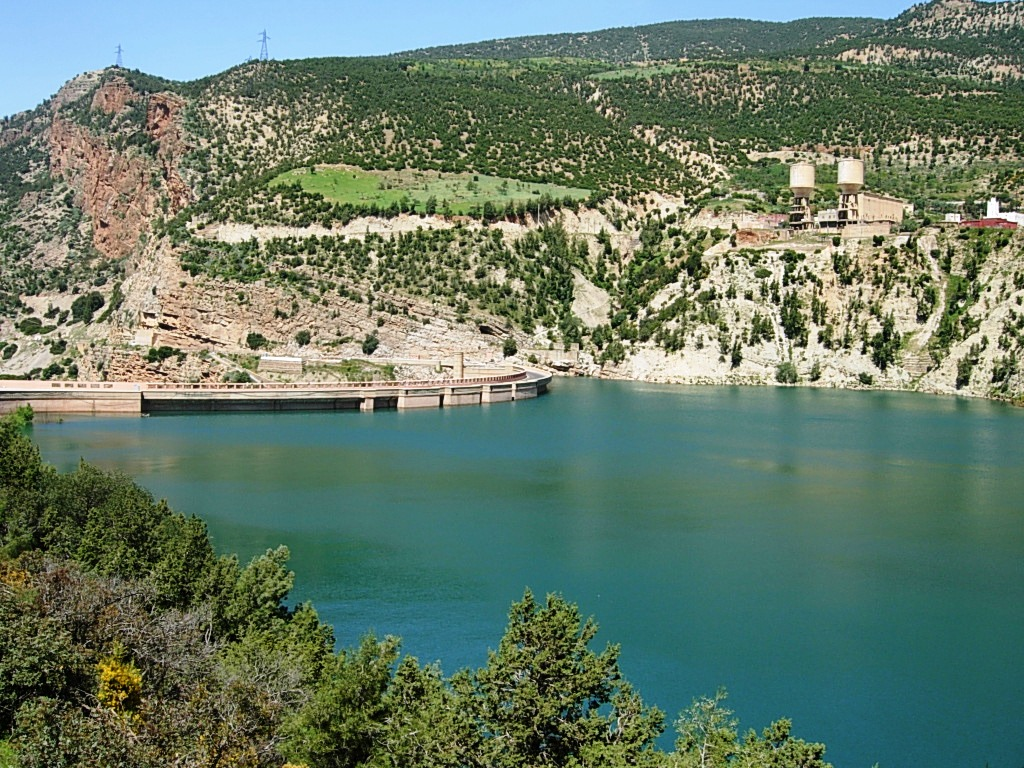
Embalse de Bin el Ouidane

Puesto que el centro del país es muy montañoso, los ríos se dirigen hacia las tres vertientes que las rodean, la atlántica, la mediterránea y la presahariana. En esta última solo se encuentra un río relevante, el río Ziz, con su afluente el río Rheis, que desaparece en el desierto, en Argelia. En la vertiente mediterránea destaca el río Muluya (Moulouya), la mayor cuenca hidrográfica de Marruecos, en el que se han construido dos presas, que dan lugar al embalse de Mechra Homadi (1957) y al embalse de Mohamed V (1967). Tiene como afluente el río Za.
En la vertiente Atlántica los ríos son más numerosos y más cortos y caudalosos. Destacan, de norte a sur, el río Lucus, el río Sebú, el río Bu Regreg, el río Morbeya (Oum Er-Rbia), el río Tensift y el río Sus. Por último, al sur del Atlas se encuentra el río Draa, el más largo, con más de 1000 km, que encadena una serie de oasis y kasbahs, y desemboca en el Atlántico. En cuanto a los embalses de Marruecos, se han construido en torno a 140 de grandes dimensiones, en su mayor parte para el regadío, y el proyecto es construir uno o dos grandes embalses al año hasta alcanzar el millón de hectáreas de regadío.
Marruecos se enfrenta a una aguda crisis de estrés hídrico, ya que el consumo de su población supera con creces la cantidad de agua disponible. Sus recursos hídricos per cápita se han dividido por cinco entre 1960 y 2019, pasando de 2500 m³ per cápita al año a 500 m³. El reino ocupa el puesto 23 entre los países más amenazados por la escasez de agua, según el Instituto de Recursos Mundiales (WRI).
El país vive desde 2015 movimientos sociales relacionados con el agua, primero en Tánger, luego en el Rif en 2017 y en Zagora en 2018. De nuevo en 2019, se produjeron nuevas protestas en la región de Tánger. Los paros de varias semanas no son infrecuentes. El sistema marroquí de gestión del agua se considera complejo e híbrido: distribución privatizada en Casablanca o Tánger, pública en Marrakech o en el Sur, donde las empresas mandatarias no siempre respetan el pliego de condiciones. Para el economista Nejib Akesbi, «las empresas extranjeras que han obtenido las concesiones no han aportado ningún valor añadido ni experiencia respecto a lo que ya ofrecían los operadores públicos marroquíes». Sobre todo, Marruecos atraviesa una preocupante crisis medioambiental. Mientras que casi todos los habitantes de las ciudades están conectados a una red de agua potable, esta proporción se reduce al 64% en las zonas rurales.

## Economía

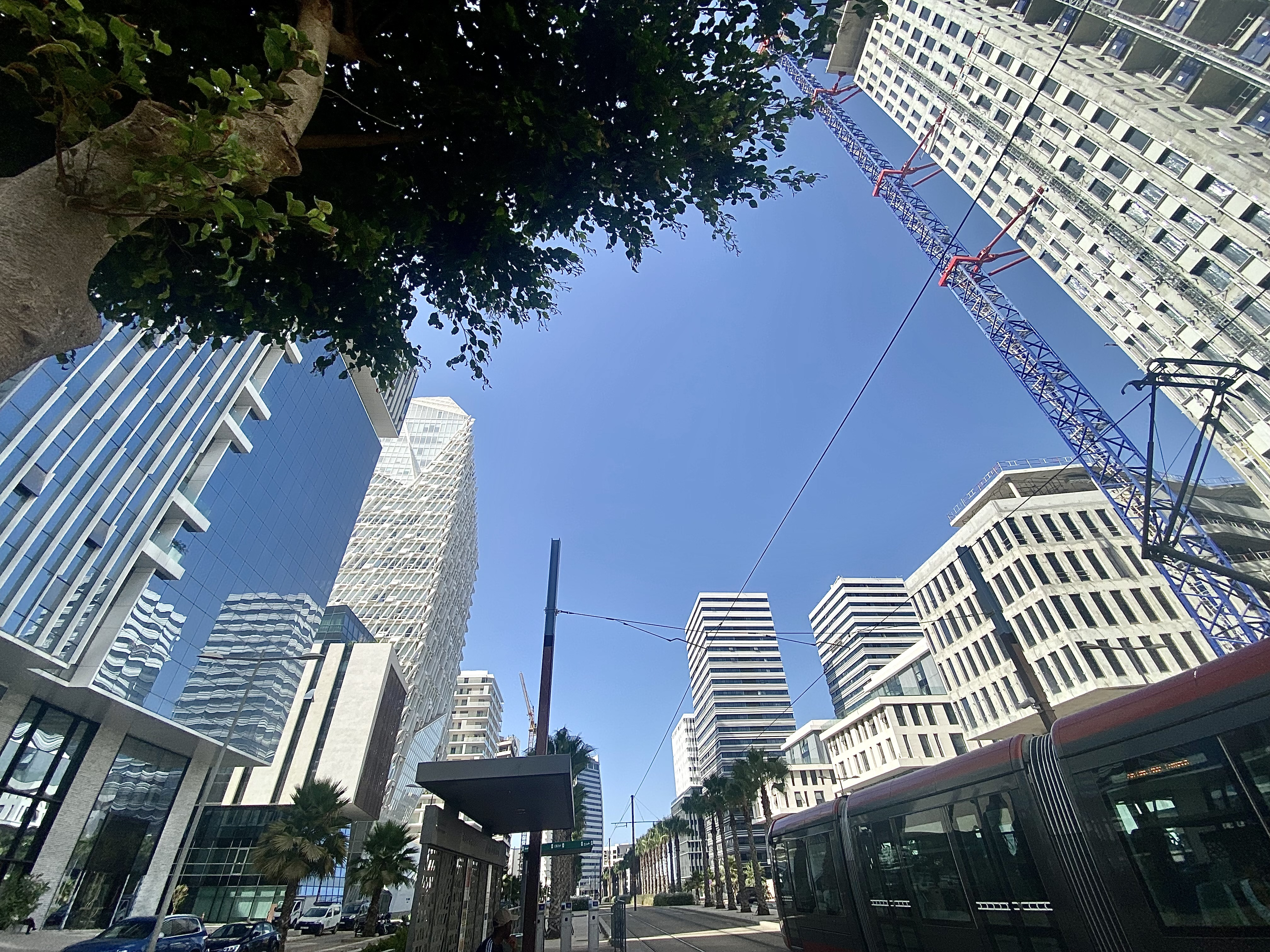
Ciudad financiera de Casablanca

Marruecos tiene una economía bastante estable con un crecimiento continuo durante el último medio siglo. El PIB per cápita creció 47 % en los años sesenta alcanzando un crecimiento máximo del 274 % en los setenta. Sin embargo, esto demostró ser insostenible y el crecimiento se redujo drásticamente a solo un 8,2 % en los años ochenta y 8,9 % en los años noventa.
El crecimiento real del PIB se espera un promedio de 5,5 % en el período 2009-13, vista las perspectivas en el turismo y la industria no agrícola, como el crecimiento de la demanda en la zona del euro, principales mercados de exportación de Marruecos y el origen de los turistas se prevé que sea más moderado. El crecimiento será muy inferior al 10,8 % niveles que son ampliamente consideradas como necesarias para tener un gran impacto en la pobreza y el desempleo. El crecimiento económico también se ve obstaculizado por los intermitentes períodos de sequía en el secano del sector agrícola, el mayor empleador del país.
| Evolución del PIB marroquí (FMI)        | 2014    | 2015    | 2016    | 2017    | 2018    | 2019    | 2020    | 2021    | 2022    | 2023       |
| --------------------------------------- | ------- | ------- | ------- | ------- | ------- | ------- | ------- | ------- | ------- | ---------- |
| PIB Marruecos (PPP)                     | 284.600 | 297.700 | 312.100 | 328.400 | 345.900 | 364.400 | 334.600 | 375.300 | 404.200 | 420.300    |
| PIB Marruecos (Nominal)                 | 108.700 | 110.600 | 104.300 | 119.000 | 121.400 | 119.000 | 112.900 | 132.700 | 141.300 | 150.200    |
| PIB Marruecos (PPA) per cápita          | 8.120   | 8.410   | 8.790   | 9.180   | 9.600   | 10.050  | 9.160   | 10.150  | 10.600  | 11.000     |
| Crecimiento del PIB                     | 2,7     | 4,5     | 1,1     | 4,2     | 3,0     | 2,5     | -6,3    | 7,4     | 1,2     | 3,1 (est.) |
| Deuda Pública (Porcentaje sobre el PIB) | 63,9    | 63,5    | 64,7    | 65,1    | 65,3    | 66,1    | 76,4    | 75,5    | 73,0    | 72,0       |

Marruecos mejora constantemente en la clasificación de Doing Business, o «índice de facilidad para hacer negocios», establecida cada año por el Banco Mundial. En 2020, ocupa el puesto 53, lo que supone una mejora de siete puestos con respecto al año anterior. Sin embargo, las inversiones solo benefician a una pequeña parte de la población. El economista Taïeb Aisse, asesor del gobierno marroquí, señala que «hay un 10% de ciudadanos en situación de pobreza extrema y total. Es decir, no tienen nada. No hay ingresos. Esto es muy peligroso.»
En 2023 Marruecos ocupa el puesto 120 de 188 países en el Índice de Desarrollo Humano mundial (IDH), por detrás de Argelia (96.º) y Túnez (105.º).
Según el Índice mundial de innovación, a cargo de la Organización Mundial de la Propiedad Intelectual, en 2024, Marruecos se ubicó en lugar 66 en innovación entre 133 países del mundo; mientras que en 2023 ocupó el lugar 70 y el lugar 67 en 2022.

### Dírham marroquí
El Dírham marroquí es la moneda oficial del Reino de Marruecos. Su código ISO 4217 es MAD. Se divide en 100 céntimos (en árabe سنتيما o سنتيمات santimat; sing.: سنتيم santim). El Banco Central de Marruecos se encarga de emitir los billetes y monedas.

20 Dírhams marroquíes
50 Dírhams marroquíes
100 Dírhams marroquíes
200 Dírhams marroquíes

### Industria automotriz
Marruecos produce y fabrica coches desde 1959, y también camiones de transporte en Casablanca, donde la sociedad marroquí SOMACA produce modelos de coches como el Dacia Logan, Peugeot Partner, Citroën Berlingo y Renault Kangoo. En febrero de 2007 más de 5000 coches marroquíes fueron exportados a España y Francia. En 2007, el grupo Renault-Nissan firmó contratos con el gobierno marroquí para la construcción de una planta de fabricación de automóviles cerca de Tánger por un valor de mil millones de euros y que garantiza la exportación de 400 000 vehículos para 2012, lo que lleva a 440 000 vehículos exportados por año. A principios de 2009, una exención de los préstamos bancarios por importe de 400 millones de dólares (en un plan de inversiones de 500 millones de dirhams) fue dirigida por SOMACA con tres bancos marroquíes, lo que aumentará la capacidad de producción anual de 45 000 a 90 000 a fines de septiembre. Según las cifras de 2017, Marruecos es el país que más automóviles produce en el continente africano, Sudáfrica en segundo lugar. Mientras que Marruecos produjo 335 000 automóviles, Sudáfrica fabricó 331 000 unidades.

### Minas
El suelo del sureste de Marruecos es rico en minerales valiosos: manganeso, barita, hierro oligístico, cobalto, sal, zinc, plomo, pirofilita, plata y oro. La Región de Draa-Tafilalet concentra por sí sola el 40% de los permisos de minería de Marruecos. Las condiciones de trabajo de los mineros suelen ser muy duras. La legislación es poco protectora y las empresas del sector multiplican los subterfugios para eludir las disposiciones favorables a los trabajadores. La legislación marroquí ha sido criticada por la Organización Internacional del Trabajo. En una misma explotación minera trabajan muchos subcontratistas. Además, para evitar pagar las enfermedades profesionales de sus empleados, las empresas subcontratistas pueden recurrir a los despidos. Los sindicatos y los mineros en huelga pueden estar expuestos a presiones.

### Turismo

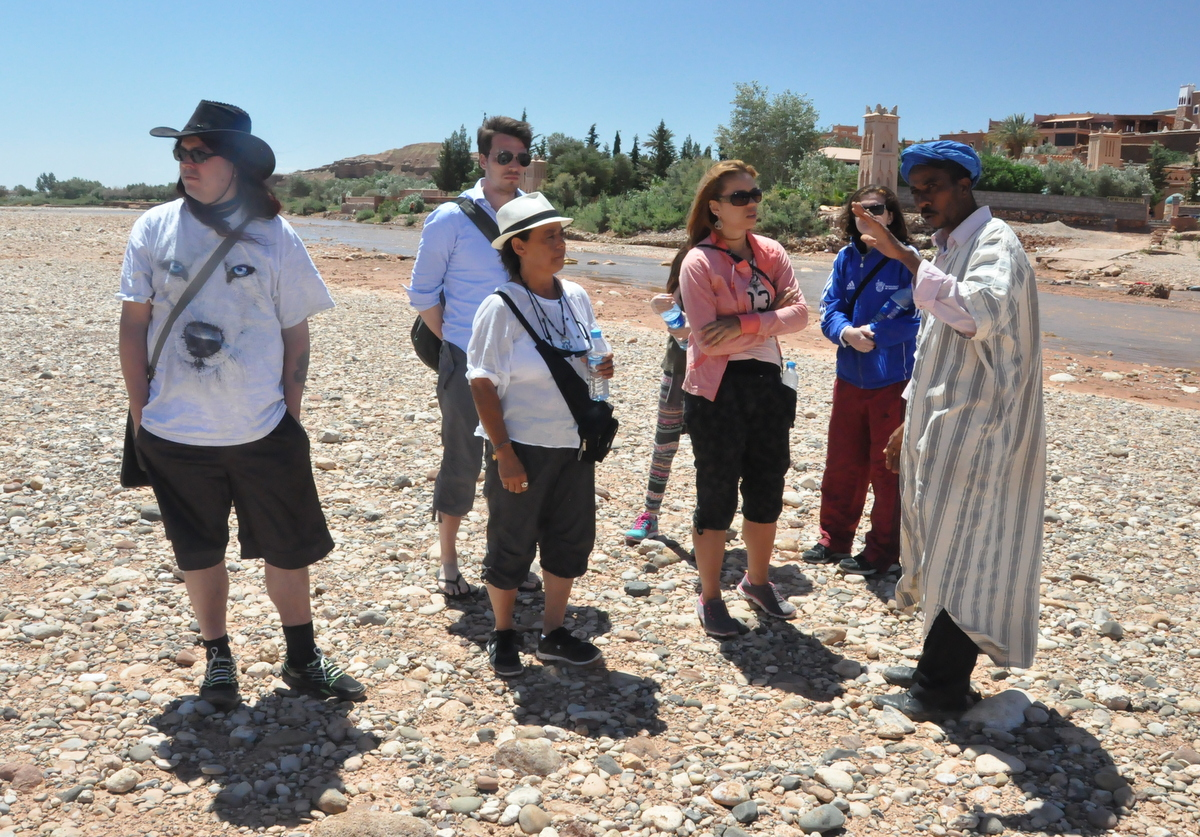
Turistas en Ait Ben Haddou

El turismo en Marruecos está bien desarrollado, con una fuerte industria turística centrada en el país, la cultura y la historia. Marruecos ha sido uno de los países políticamente más estables en el norte de África, lo que ha permitido que el turismo se desarrolle. El gobierno marroquí creó un Ministerio de Turismo en 1985. Marruecos en 2013 se convierte en el país más turístico de África al alcanzar el umbral simbólico de 10 millones de visitantes. Para 2020-2022, Marruecos ha fijado la meta de llegar a 20 millones de turistas, para estar en el «Top 20 destinos en el mundo», dijo el ministro marroquí de Turismo en el 2014. Además, Marruecos cuenta con nueve sitios declarados patrimonio de la Humanidad por la Unesco. Los destinos más visitados de Marruecos son: Rabat, Casablanca, Marrakech, Fez y Tánger.
| 1994         | 1995        | 1996         | 1997         | 1998         | 1999          | 2000         | 2001        | 2002        | 2003        | 2004         | 2005        | 2006         | 2007         | 2008        | 2009        |
| ------------ | ----------- | ------------ | ------------ | ------------ | ------------- | ------------ | ----------- | ----------- | ----------- | ------------ | ----------- | ------------ | ------------ | ----------- | ----------- |
| 2,602        | 2,693 3,49% | 3,072 14,07% | 3,095 0,74%  | 3,735 20,67% | 3,817 2,19%   | 4,278 12,07% | 4,380 2,38% | 4,453 1,66% | 4,761 6,91% | 5,477 15,03% | 5,843 6,68% | 6,558 12,23% | 7,408 12,96% | 7,879 6,35% | 8,341 5,86% |
| 2010         | 2011        | 2012         | 2013         | 2014         | 2015          | 2016         | 2017        | 2018        | 2019        | 2020         | 2021        | 2022         | 2023         |             |             |
| 9,288 11,35% | 9,342 0,58% | 9,375 0,35%  | 10,046 7,15% | 10,282 2,34% | 10,259 -0,22% | 10,33 0,69%  | 11,35 9,87% | 12,30 8,37% | 13,11 6,59% | 3,5 -73,29%  | 5,5 57,14%  | 10,8 96,36%  | 14,5 34%     |             |             |

## Infraestructuras y servicios

### Transporte

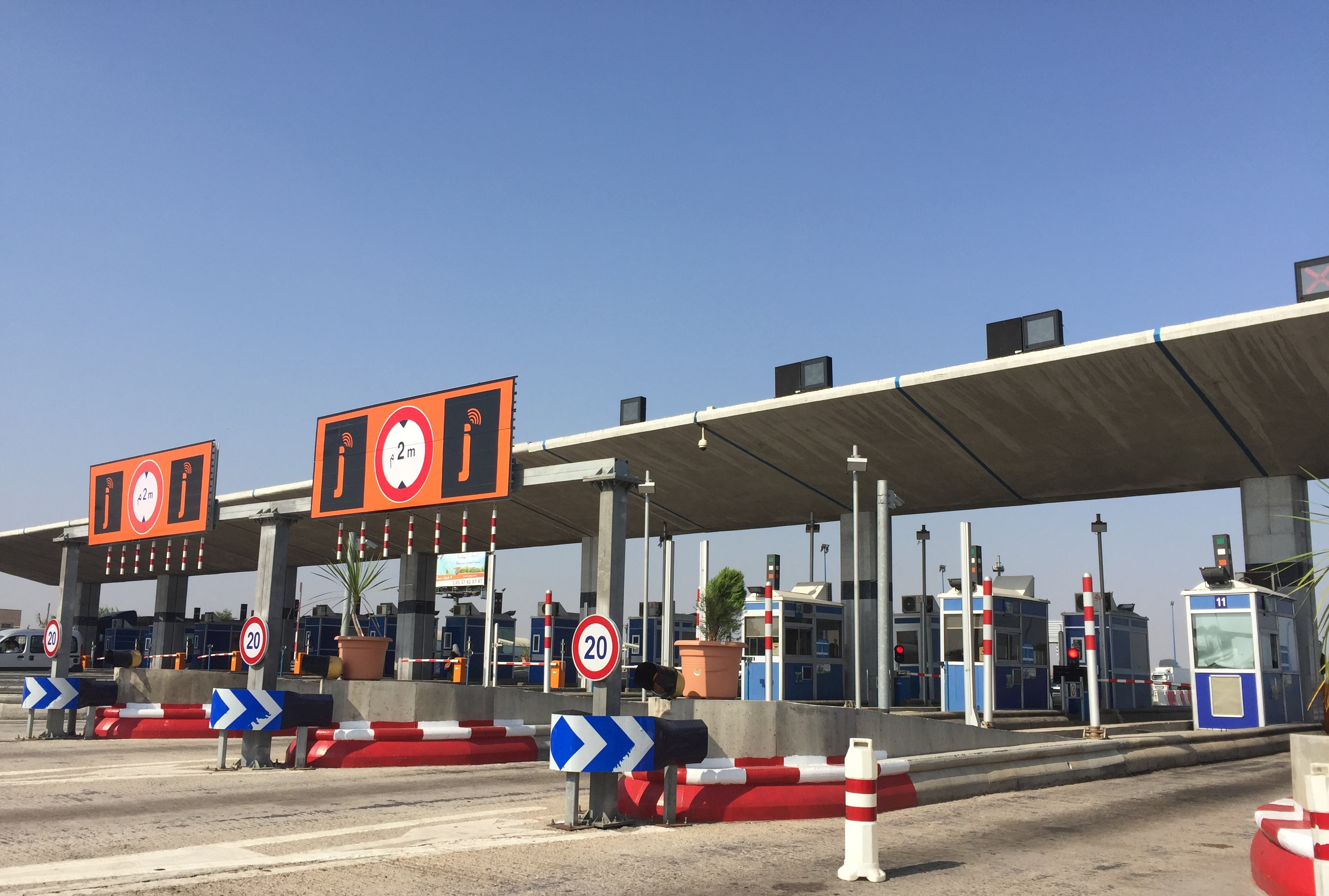
Peaje en Kenitra

#### Autopistas
La red de autopistas de Marruecos tiene una longitud de 1808 km (agosto de 2016). La última carretera que se construyó es el tramo final de la autopista A8, entre Berrechid y Juribga con una longitud total de 77 km. Además de los 1808 km de carreteras de peaje, Marruecos cuenta con 1014 km de autopistas (2x2 o 2x3) libre para completar su red. La red de autopistas es administrada por Autopistes du Maroc (ADM).

#### Ferrocarriles
El sistema marroquí es administrado por la Oficina Nacional de Ferrocarriles (ONCF), se extiende sobre una longitud de 2110 km. La red de ferrocarriles marroquíes es de las más modernas de África. Se compone de un eje principal de orientación general norte-sur que une Uchda al noreste con Marrakech al sur a través de Fez, Mequinez, Kenitra, Rabat y Casablanca. Dos talleres principales están disponibles para el mantenimiento del equipo, en Casablanca (motor eléctrico) y Mequinez (diésel). También están bien equipadas y capaces de depósitos de mantenimiento rutinario en Marrakech, Uchda, Sidi Kacem, Rabat y Fez. Marruecos en 2018 tendrá una línea de alta velocidad, la primera en el continente africano, entre Tánger y Kenitra inicialmente para continuar a Casablanca, Essaouira, Marrakech y Agadir, y para el año 2035 se ha previsto la construcción de una segunda línea que unirá Casablanca, Mequinez, Fez, Taza y Uchda.

#### Tranvías

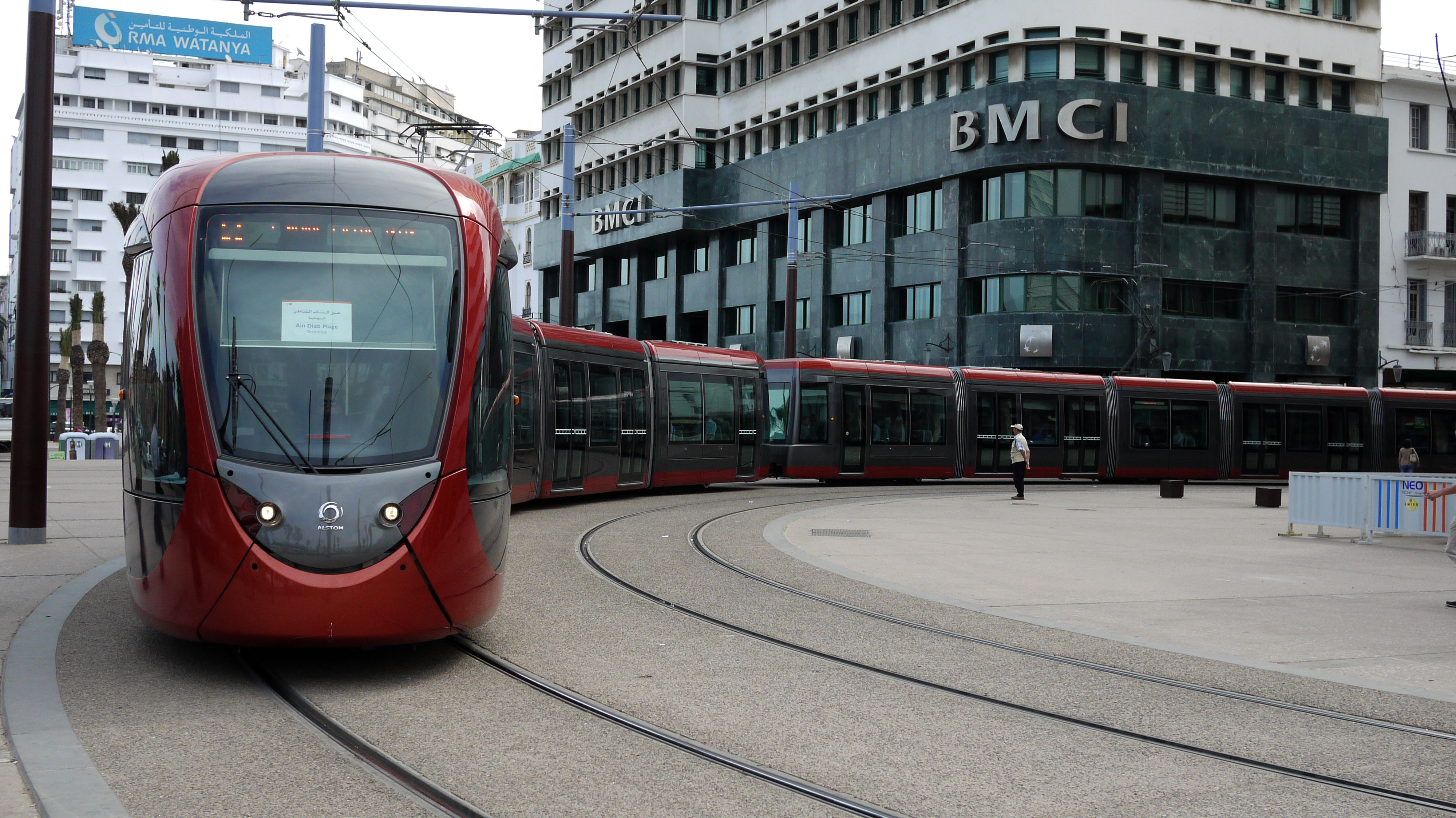
Tranvía Casaway de Casablanca

Rabat ha inaugurado sus dos líneas de tranvía en diciembre de 2010 (tranvía de Rabat-Salé). Casablanca ha inaugurado su tranvía en diciembre de 2012 en colaboración con el grupo francés Alstom, que proporciona la pista y un servicio de transporte, la compañía que opera el tranvía se llama Casaway (Casablanca Tranvía). También se estudia en la actualidad tranvías para las ciudades de Tánger, Fez, Nador, Marrakech, Uchda y Mequinez.

#### Ferrocarriles metropolitanos
El futuro metro aéreo Casablanca es un proyecto actualmente en discusión, con la posibilidad de extender el proyecto a otras ciudades importantes como Tánger, Marrakech y Agadir.

#### Aeropuertos

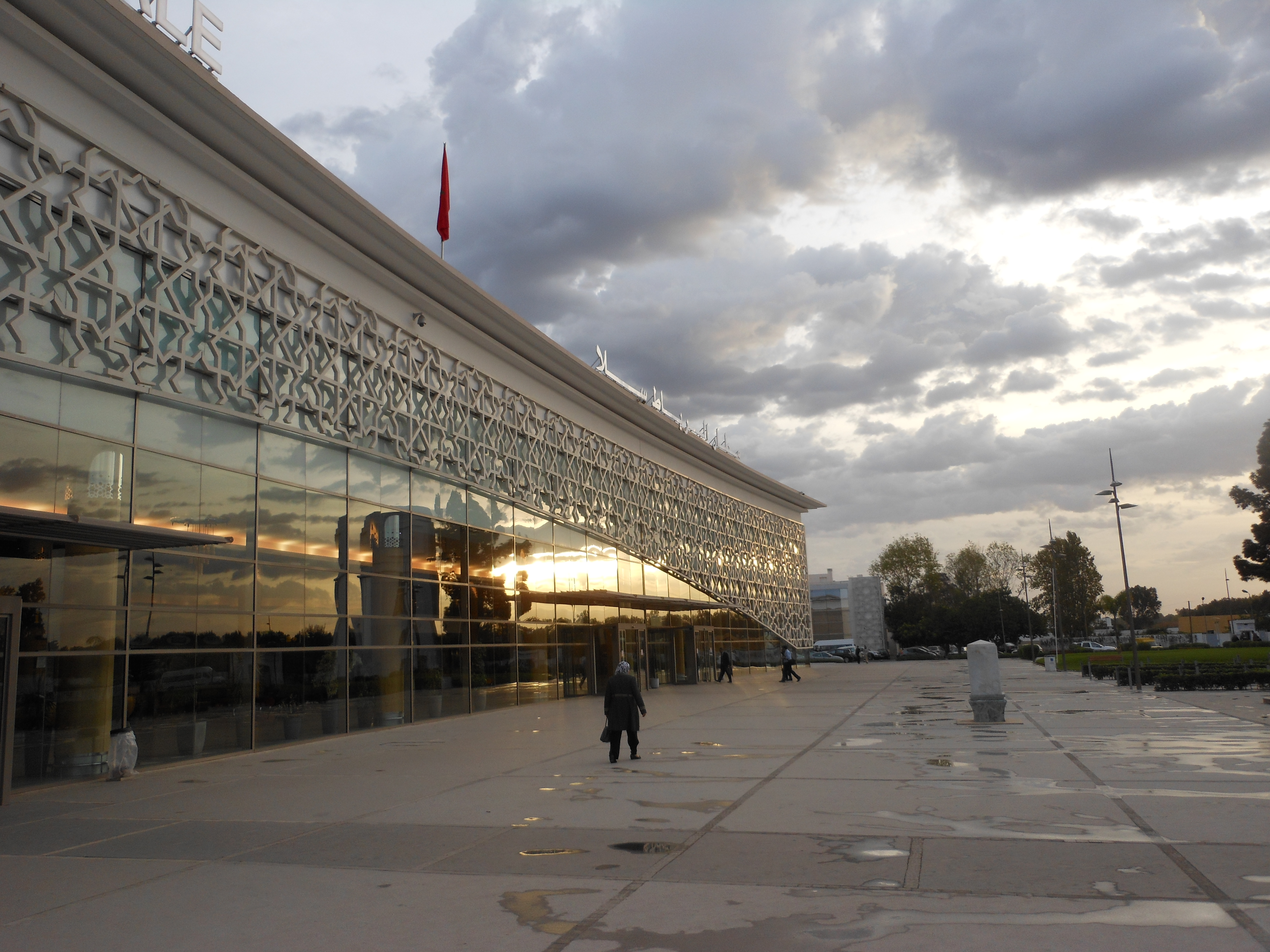
Aeropuerto de Rabat-Salé

Marruecos cuenta con varias instalaciones aeroportuarias que incluyen 18 aeropuertos internacionales, 10 aeropuertos nacionales y otros pequeños aeropuertos para uso militar o deportes aéreos.

#### Puertos
Marruecos tiene costa sobre el Mediterráneo y el Atlántico, el sector marítimo cuenta con 38 puertos de la siguiente manera:
Trece puertos de comercio internacional; pasajeros o embarcaciones de seis puertos. Diecinueve puertos pesqueros o exportación de productos de la pesca. Seis puertos para pasajeros o embarcaciones. Tras el éxito del mayor puerto comercial de África (Tánger Med), Marruecos planea construir tres nuevos futuros puertos similares: Nador West Med, Kenitra Atlántico y el Dajla Atlántico.

## Demografía

### Etnias
La población de Marruecos en 2024 llegó aproximadamente a 38.08 millones de habitantes. La población marroquí es bereber en su mayor parte. La contribución de la población árabe ha permanecido numéricamente limitada, incluso pequeña, pero culturalmente significativa. A través del islam, el idioma árabe se ha impuesto gradualmente hasta el punto de relegar las lenguas bereberes a un segundo plano.
Algunas ciudades recibieron a los moriscos expulsados de la península ibérica que se establecieron entre 1609 y 1613.

También podemos mencionar la presencia de judíos españoles que llegaron a engrosar la comunidad aborigen a fines del XV y que abandonaron el país en la década de 1960, después de haber jugado un papel importante en el país.

Evolución demográfica de la población en Marruecos (1950-2020).

No existe un censo sobre la etnicidad ni datos muy fiables, eso es porque a partir de la década los setenta se inició un proceso de arabización sistemática de los pueblos bereberes, llegando a prohibir el uso de símbolos, así como los dialectos amazig del país. Como todos los pueblos mediterráneos Marruecos es un país heterogéneo en cuanto a las etnias, siendo la cultura árabe, la predominante, aunque han surgido movimientos nacionalistas bereberes como el Partido Democrático Amazig ilegalizado por el ministerio del interior al considerarlo un partido étnico y por ende no representa a todo el pueblo marroquí. Como se ha mencionado anteriormente, Marruecos es un país heterogéneo por los pueblos que han estado en actual territorio, desde los fenicios o romanos en la antigüedad, los visigodos y vándalos en la Alta Edad Media, los árabes, y los moriscos y judíos expulsados de España en el siglo XVI. Actualmente existe un número importante de extranjeros procedentes sobre todo de África subsahariana con origen de Malí, Senegal, Nigeria y Gambia, y de europeos que buscan una segunda residencia en Marruecos o bien por trabajo.

## Cultura

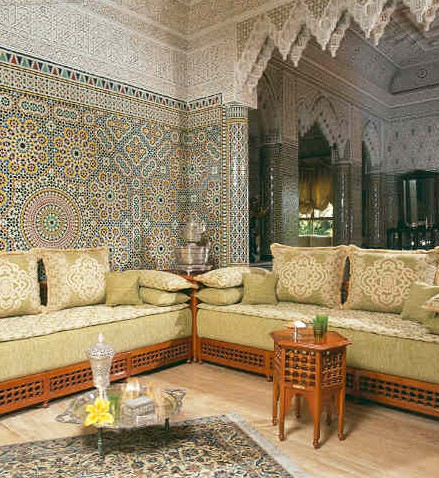
Sala de estar tradicional marroquí

Marruecos es un país con una diversidad étnica y una rica herencia histórica y cultural. A lo largo de los siglos, en Marruecos se han instalado varios grupos humanos provenientes del oriente (fenicios, cartagineses, judíos y árabes), del sur (subsaharianos) y del norte (romanos, bárbaros, andalusíes, moros y judíos). Todas estas civilizaciones han tenido un impacto en la estructura social de Marruecos, donde conviven diversas formas de creencias, desde paganismo, judaísmo hasta los cristianos y el islam.
Desde la independencia ha existido un florecimiento en las artes marroquíes, especialmente en la pintura, la escultura, la música popular, el teatro y la cinematografía. Además, por todo el país se celebran distintos festivales de arte y música, sobre todo durante el verano. Cada región posee características culturales propias que le brindan su identidad, y que al mismo tiempo contribuyen al legado histórico-cultural de la nación. Por esta razón, el gobierno marroquí ha puesto entre sus prioridades la protección, conservación y promoción del patrimonio cultural de Marruecos.

### Religión

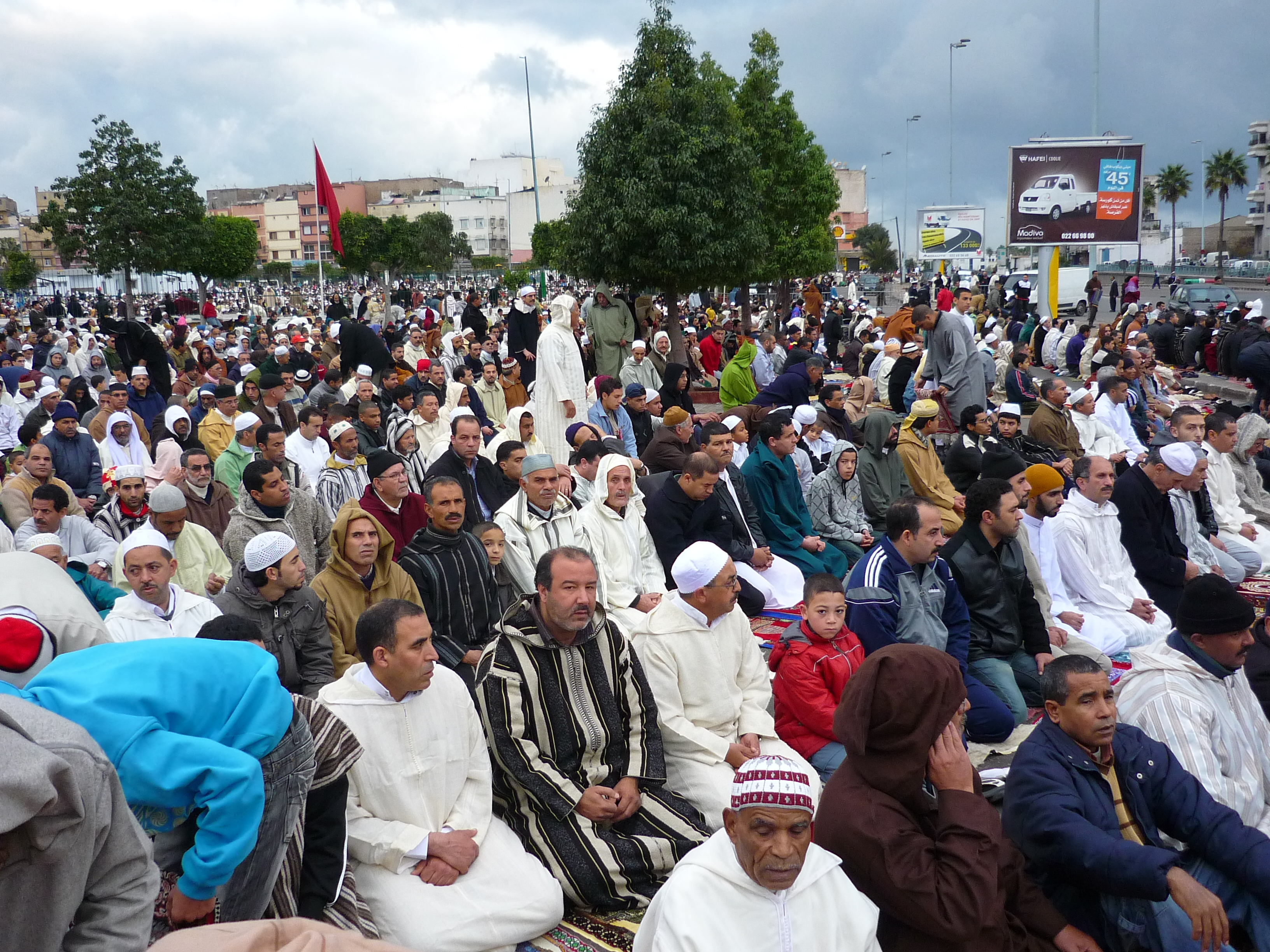
Oración matutina durante el Eid al-Adha.

La religión mayoritaria es el islam sunita, ya que es practicada por un 92 %[cita requerida] de la población. Hay también presentes minorías cristiana (6 %), no relacionada con el cristianismo que se implantó en el territorio en tiempos romanos,[cita requerida] judía (1 %; los judíos están presentes en el territorio del actual Marruecos desde los tiempos romanos) y de otros cultos (1,8 % en 2000). El rey es la máxima autoridad religiosa islámica, como comendador de todos los creyentes. En 2010, la afiliación religiosa en el país se estimó por el Foro Pew Research Center como el 99,9 % de musulmanes, con todos los grupos restantes representan tan solo el 0,1 % de la población.
| Religión en Marruecos (2018) | Religión en Marruecos (2018) | Religión en Marruecos (2018) | Religión en Marruecos (2018) | Religión en Marruecos (2018) |
| ---------------------------- | ---------------------------- | ---------------------------- | ---------------------------- | ---------------------------- |
| Religión                     | Religión                     |                              | Porcentaje                   | Porcentaje                   |
| Islam                        | Islam                        |                              | 92 %                         | 92 %                         |
| Cristianismo                 | Cristianismo                 |                              | 6 %                          | 6 %                          |
| Judaísmo                     | Judaísmo                     |                              | 1.2 %                        | 1.2 %                        |
| sin religión                 | sin religión                 |                              | 0.8 %                        | 0.8 %                        |

Se estima que hay entre 3000 y 8000 musulmanes chiitas, la mayoría de ellos residentes extranjeros mayormente de Líbano o Irak. Los seguidores de varias ramas del islam como los sufíes musulmanes de todo el Magreb y África Occidental se comprometen a hacer peregrinaciones anuales conjuntas en el país. La comunidad bahá'í, ubicada en las zonas urbanas, los números son de 350 a 400 personas. Según un estudio publicado en 2022, en 2010 había 3000 cristianos conversos del islam en el país.

### Idiomas

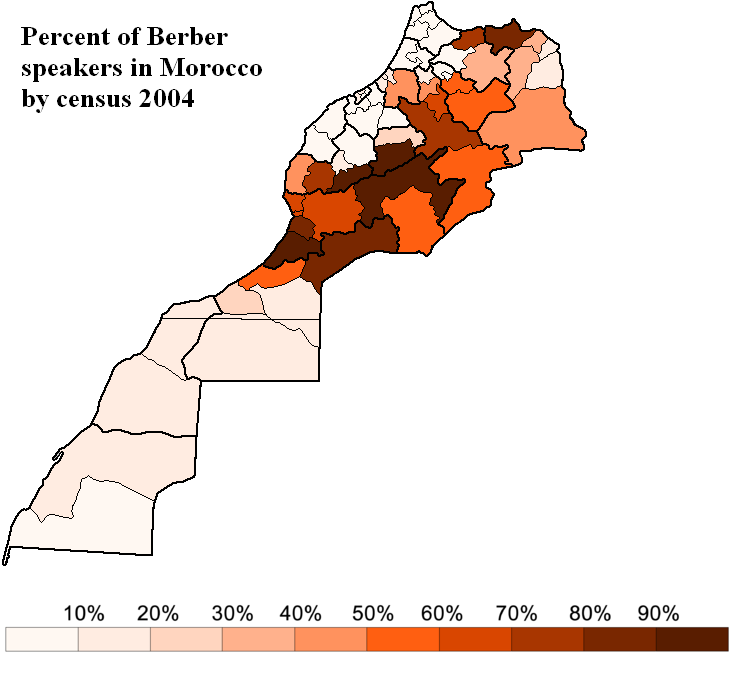
Porcentaje de hablantes de lenguas bereberes en 2004 en Marruecos y en el territorio no autónomo del Sáhara Occidental ocupado por aquel

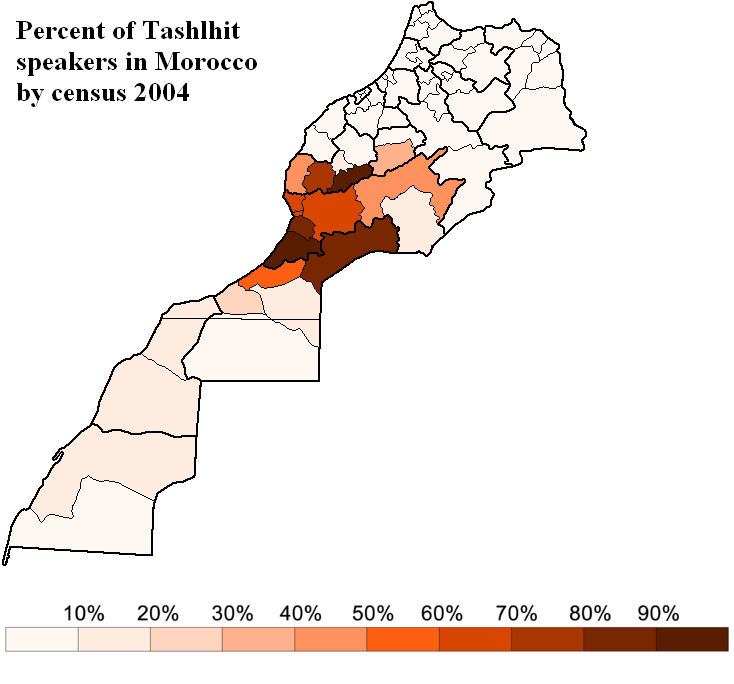
Porcentaje de hablantes de tashelhit en 2004 en Marruecos y en el territorio no autónomo del Sáhara Occidental ocupado por aquel

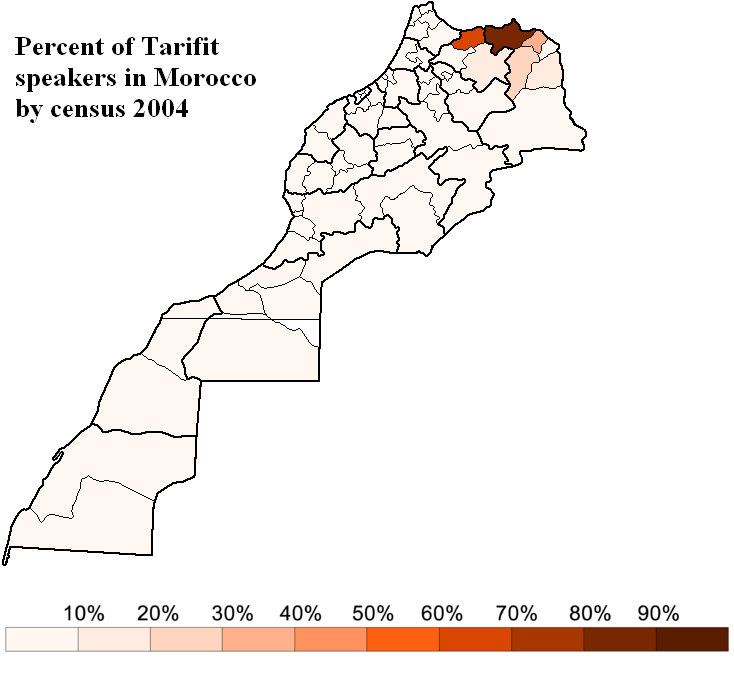
Porcentaje de hablantes de rifeño en 2004 en Marruecos y en el territorio no autónomo del Sáhara Occidental ocupado por aquel

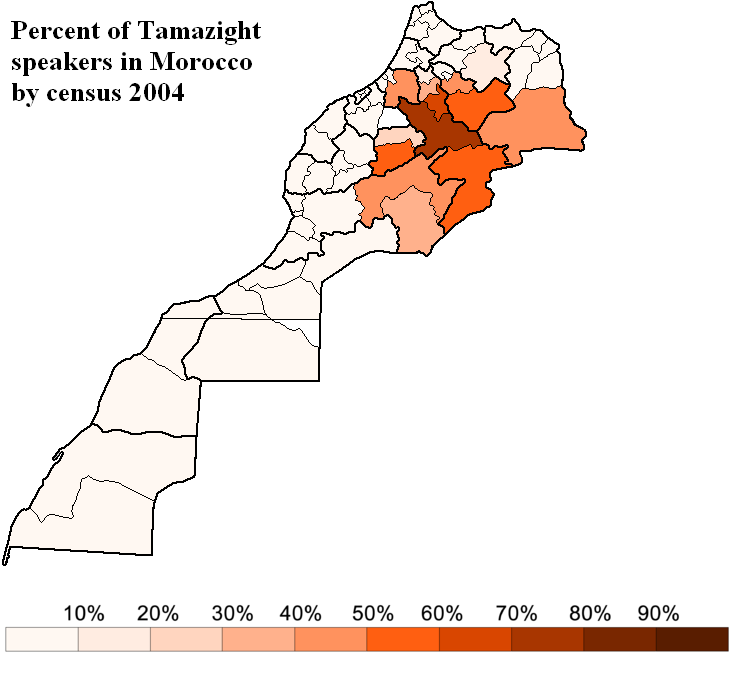
Porcentaje de hablantes de tamazight en 2004 en Marruecos y en el territorio no autónomo del Sáhara Occidental ocupado por aquel

- Los idiomas oficiales de Marruecos son:
  - A nivel nacional: el árabe clásico y el bereber.
- Los idiomas no oficiales de Marruecos son:
  - El árabe marroquí, conjunto de variedades de árabe dialectal habladas en Marruecos.
  - Lenguas bereberes (rifeño, tamazight y tashelhit) que se utilizan diariamente en las regiones montañosas de Marruecos.
  - El francés es la lengua del comercio; la enseñanza superior se imparte en francés.
  - El español: regiones del Rif, Yebala y Tarfaya debido a que en el pasado conformaron el Protectorado español de Marruecos.

El árabe clásico es el idioma de la legislación aunque las leyes también se traducen al francés y a veces al español. La lengua mayoritaria hablada por la población es el árabe marroquí, poco a poco influido por la llamada lengua culta. De facto existe una diglosia e incluso una triglosia, motivada porque la gran mayoría de la población entiende y habla el francés. El rey de Marruecos cuando quiere que un discurso llegue a todo el mundo se ve obligado a utilizar para el mundo árabe, el árabe clásico, y para el resto del mundo, el francés. Las zonas bereberófonas, en sus tres dialectos de las lenguas bereberes (tarifit, tamazight y tachelhit) utilizan su lengua diariamente.
En las ciudades de Tetuán y Nador el conocimiento y uso del español es elevado; también en la población saharaui del antiguo Sáhara Español hoy ocupado por Marruecos; en la mayor parte de la población de Larache, Tánger, Alhucemas y Sidi Ifni es usual. Existen grupos de hispanohablantes en ciudades como Rabat, Agadir, Kenitra, Casablanca, Taza, Fez, Marrakech, Mequinez y Uchda. Actualmente, existen seis centros del Instituto Cervantes, siendo una de las mayores concentraciones en un solo país de esta institución encargada de la difusión de la lengua española en el mundo. La población hispanoparlante en Marruecos asciende a unos 7 000 000 personas en 2017. Los medios de comunicación marroquíes (prensa, radio, televisión) están disponibles en árabe, francés y español. En buena parte de la zona norte del país se pueden sintonizar sin problemas las emisoras de radio y los canales de televisión españoles.

### Políticas lingüísticas
Marruecos es un país polilingüístico. En el país se hablan el árabe, el bereber, el español (en el norte) y el francés (mayoritariamente por el sur) y en ocasiones todos ellos pueden proceder de un único hablante. No obstante ello, no todas las lenguas tienen la misma aceptación oficial. Para entender la situación actual de las políticas lingüísticas en Marruecos hay que retroceder en el tiempo hasta el XX porque estas, en cierta manera, fueron el resultado de la colonización. Después de la independencia, el gobierno pone en marcha una política de arabización que consistió en un proceso cuyo objetivo era reivindicar la vuelta a la lengua árabe, como forma de identidad lingüística, religiosa y cultural. En la Constitución de 1962, el Estado establece el árabe como lengua oficial. Para llevar a cabo este proceso, el Gobierno lo implementa en distintos ámbitos, a saber: sistema educativo, vida pública y medios de comunicación, estos tres ámbitos se convierten en el punto fuerte para llevar a cabo este proceso. En esta política no se tiene en cuenta el carácter multicultural del país. El gobierno marroquí pretendía seguir el modelo francés, y por lo tanto su objetivo principal era el monolingüismo como forma de identidad. Se adopta así la lengua árabe como identidad lingüística, religiosa y cultural del país; lengua que todos los pertenecientes a ella debían saber, destacando esta por encima del amazig, el francés y el español. Este proceso se consigue en todos los ámbitos excepto en el institucional, en el que el francés predomina hasta la actualidad. En el ámbito de la educación este proceso se implementa de manera más lenta; primero empieza en educación primaria, después pasan a la educación secundaria, y ya más tarde y con menos éxito a la educación universitaria. En el año 1988 el Estado arabizó todos los niveles de enseñanza primaria, secundaria y parte de la enseñanza universitaria en algunas facultades de letras.
Tanto las lenguas bereberes como el español (siempre en menor medida) pasan a un segundo plano ya que el gobierno considera que pueden interferir en el proceso de unificación lingüística, cultural y religiosa. A causa de las continuas reivindicaciones del pueblo bereber, en el año 2001 el rey Mohamed VI de Marruecos pronuncia un discurso en el que reconoce la diversidad lingüística de Marruecos y la pluralidad identitaria en el país:

A travers cet acte, nous voulons, tout d'abord, exprimer ensemble, notre reconnaissance de l'intégralité de notre histoire commune et de notre identité culturelle nationale bâtie autour d'apports multiples et variés. La pluralité des affluents qui ont forgé notre histoire et façonné notre identité est indissociable de l'unité de notre Nation regroupée autour de ses valeurs sacrées. [...] l'amazighe constitue un élément principal de la culture nationale, et un patrimoine culturel dont la présence est manifestée dans toutes les expressions de l'histoire et de la civilisation marocaine, nous accordons une sollicitude toute particulière à sa promotion dans le cadre de la mise en oeuvre de notre projet de société démocratique et moderniste, fondée sur la consolidation de la valorisation de la personnalité marocaine et de ses symboles linguistiques, culturels et civilisationnels.

Después del discurso, se crea una organización llamada Movimiento Cultural Amazig (ACM) cuyo objetivo era defender los derechos del pueblo bereber, y se crea un nuevo modelo cuya finalidad era llevar la lengua amazig a la enseñanza pública. Se produce así un cambio en la política lingüística de Marruecos. Se pasa del monolingüismo por el que desde la independencia se ha estado trabajando a una apertura de las lenguas otorgándole derecho a la lengua bereber. En la Constitución de 2011, la lengua amazig pasa a ser lengua cooficial del país junto con el árabe.

#### Lenguas extranjeras

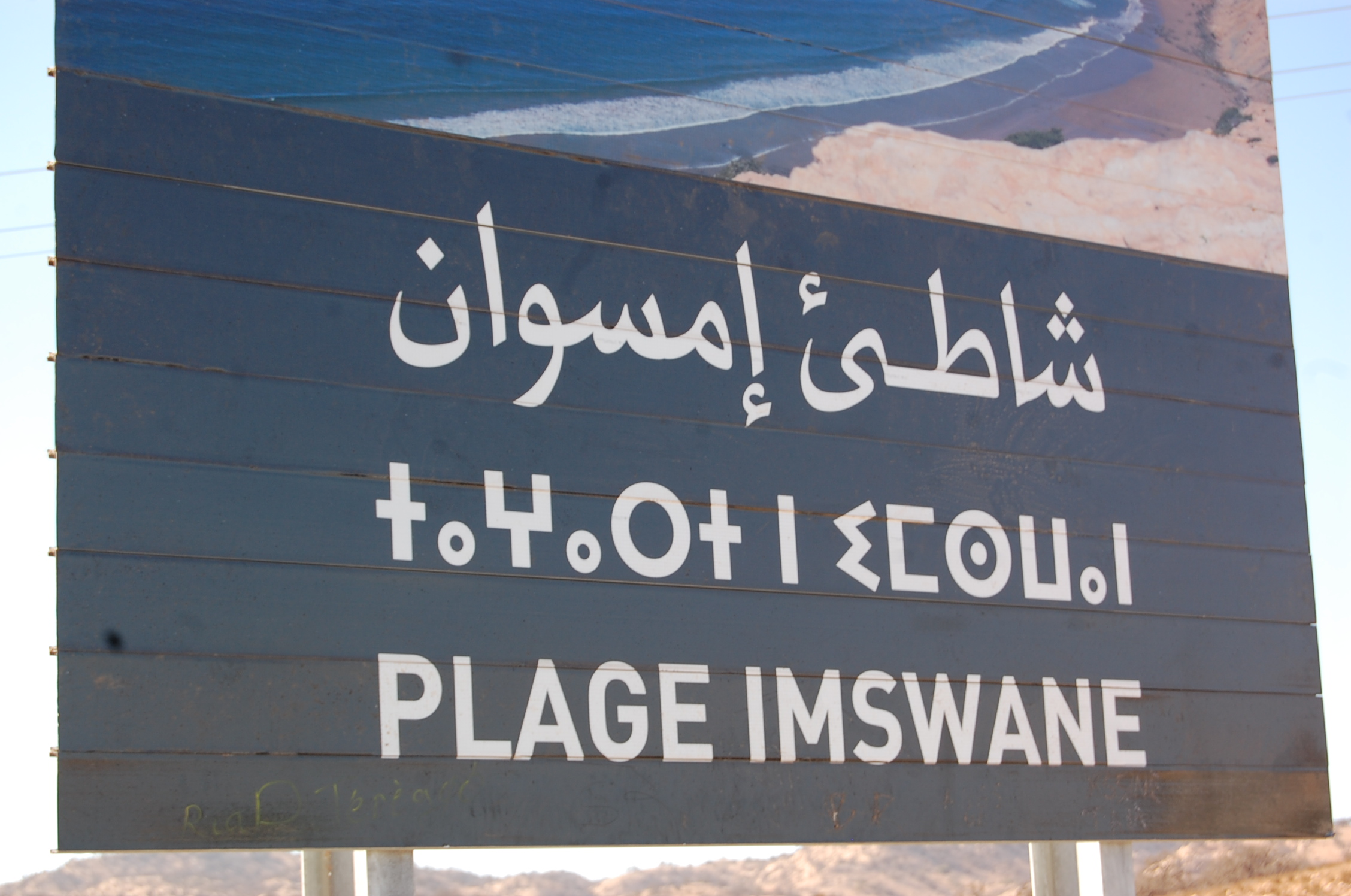
Un cartel en una playa de Marruecos escrito en árabe, bereber y francés

En varias encuestas que se han hecho a los habitantes de esta zona del Magreb, se ha reflejado el interés que tienen estos por aprenderlas. Veamos alguno de los resultados de estas encuestas:
Según un estudio realizado por R. Loulidi Mortada, para los jóvenes marroquíes es importante el bilingüismo. El 94,6 % de los encuestados creían que es importante saber hablar más lenguas, entre ellas el francés, el inglés o el español; mientras que solo un 2,5 % estaba en desacuerdo. Un 96,2 % quería que sus hijos, en un futuro, hablaran lenguas como el francés o el español. La presencia actual de la lengua española, sobre todo en la zona norte, es importante porque, además de las instituciones que tienen entre otros objetivos la promoción del español, como el Instituto Cervantes, existen otras formas que desempeñan un papel fundamental en la influencia cultural española en la zona, como son los medios de comunicación. 
En la zona norte se captan señales televisivas de España (TVE, Antena 3, Cuatro, Tele5, La Sexta, Canal Sur), además de la televisión marroquí emite también un informativo en español. Por ser el español una de las lenguas con mayor difusión a nivel internacional hay hablantes que prefieren su uso en algunos ámbitos. Además, el poder hablar y escribir esta lengua puede facilitarles el acceso a otros servicios y darles prioridad principalmente en los ámbitos profesionales. Asimismo, la numerosa inmigración hacia España (la población marroquí es la principal minoría extranjera) contribuye al aumento de hispanohablantes marroquíes, de ahí que el uso del español esté permitido en todas las oposiciones y exámenes que organiza el Estado para el acceso a cualquier puesto en la Administración Pública desde hace más de siete años. Un dato curioso es que según los resultados obtenidos de la Consejería de Educación y Ciencia de la Embajada de España en Marruecos, Marruecos es donde más invierte el Gobierno español para la difusión del idioma español en todo el mundo. Aunque parece ser que el español es una lengua que se usa mucho en el territorio marroquí, el francés lo supera con creces.

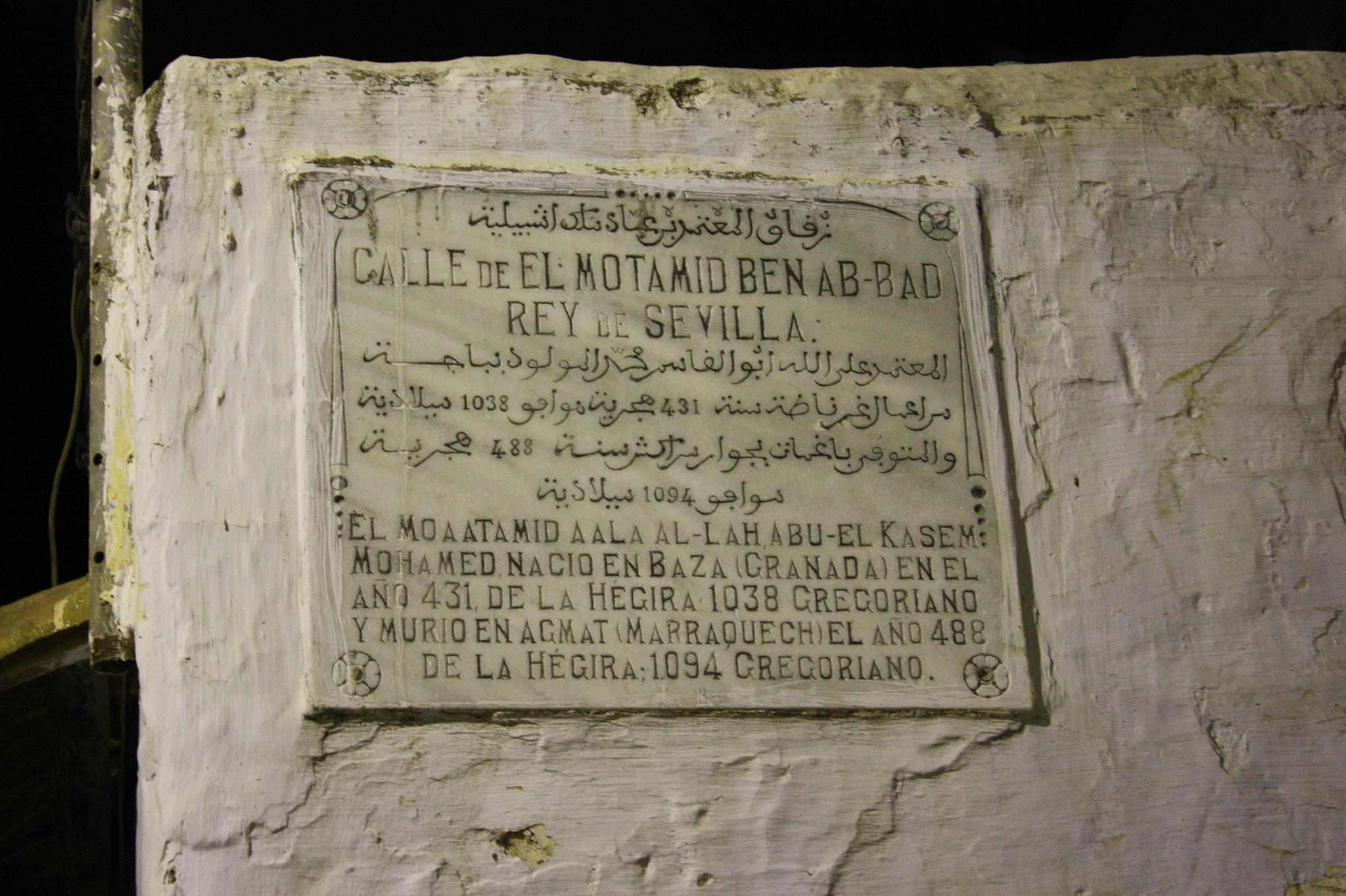
Un cartel en Larache (norte de Marruecos) escrito en Árabe y español

A diferencia del español, el francés se usa en la Administración junto al árabe moderno y al mismo tiempo se usa en la enseñanza obligatoria, el cual es uno de los idiomas que se imparte desde los primeros niveles de enseñanza básica. También es la lengua vehicular de enseñanza en las facultades científicas y técnicas, en la facultad de Derecho y Ciencias económicas y en las Escuelas y Colegios Superiores. En las grandes ciudades, sobre todo en aquellas que estuvieron bajo el protectorado francés, esta lengua es hablada por la clase media-alta que ha sido educada en francés o como dice Francisco Moscoso «busca asimilarse a la cultura francesa como forma de acercarse a la modernidad aunque sin dejar de ser marroquíes». Las familias de clase media-alta suelen escolarizar a sus hijos en colegios privados franceses. Ennaji afirma que un estudiante marroquí que haya pasado la selectividad en francés y que haya estudiado en una escuela francesa privada, tendrá más oportunidades laborales que uno que lo haya hecho en una pública. Por lo tanto, como queda de manifiesto, el francés se ve como una lengua prestigiosa, mientras que el árabe no.
Como ocurre con el español, el francés es usado en los medios de comunicación, habiendo en este último caso dos emisoras: Mediterráneo Internationale y Radio Magreb, las cuales emiten en árabe estándar moderno y francés. Además, también existe una cadena de televisión 2M que mayoritariamente emite en lengua francesa. Lo más notable de esta situación es que a pesar de su amplio uso y su función como lengua vehicular, la lengua francesa no tiene ningún estatus institucional u oficial, aunque el rey y el resto de autoridades en sus comparecencias fuera del mundo árabe se dirigen en ese idioma; es decir, que no está presente en la Constitución marroquí como lengua nacional ni como lengua oficial. Por todo esto, podemos decir que el francés no ha quedado solo como una huella de la colonización francesa, sino también como un puente que tiene acceso a la modernidad, al mundo de Occidente.

#### El amazig

Bandera del pueblo bereber (amazig)

Los amazig son los pueblos indígenas del norte de África y aunque su origen es aún confuso, hay pruebas de que ya habitaban lo que hoy conocemos como el Magreb en la época de los fenicios. Durante el periodo de la colonización, se les designaba con el término bereber, que significa literalmente bárbaro. Hoy, se hacen llamar amazig, en español «hombre libre» y juegan una pieza clave dentro de las políticas lingüísticas de Marruecos. Es importante, antes de seguir, aclarar el significado de los términos que vamos a utilizar ya que pueden dar lugar a error. El término «amazig», cuyo plural es «amaziges», por un lado hace referencia a la cultura y a la población de los pueblos autóctonos del norte de África y por otro engloba todas las diferentes lenguas que hablan (rifeño, tashelhit, tanfusit, tuareg, entre otros). Por cuestiones políticas, en los últimos años se ha querido utilizar la expresión tamazight para referirse a la lengua, pero este cambio no ha calado en la población, que sigue haciendo referencia al vocablo amazig. En España y en general en todo Occidente se las conoce también como lenguas bereberes. Aunque son, fundamentalmente, de tradición oral, hoy en día muchas de ellas tienen forma escrita gracias a un alfabeto llamado tifinagh. Teniendo en cuenta todo lo anterior y por cuestiones de uso, nos referiremos a la lengua con los términos amazig y lenguas bereberes.
La causa amazig está envuelta en una gran polémica, ya que aparte de ser conflicto sociolingüístico, en los últimos años, se ha convertido en una guerra política. El gobierno marroquí aseguró tras el censo del año 2004 que solo el 28 % de la población habla amazig, mientras que los grupos que defienden los derechos del pueblo bereber aseguran que los hablantes de esta lengua representan más del 65 % (Handaine, 2013. El mes de septiembre del año 2014, semanas previas al sexto censo de población de Marruecos, la Asamblea Mundial Amazig declaró en una rueda de prensa en Rabat como «en 2004 el Alto comisionado del censo falsificó el número de personas que hablan el amazig». La Asociación afirma que el método que se sigue tiene el claro objetivo de «minimizar el papel de los bereberes en Marruecos». Alguno de los fallos que destaca la Asociación es preguntar solo a los ciudadanos amaziges si saben leer o escribir en su lengua materna, cuando en la Constitución del 2011 se establecieron como lenguas cooficiales el árabe y el amazig siendo por tanto patrimonio de todos los magrebíes no solo de los de origen bereber.
A pesar de este reconocimiento, el amazig no tiene excesiva presencia hoy día como lengua oficial en el ámbito institucional. En el año 2012 la enseñanza de estas lenguas en los centros no tuvo éxito, al dejarse en manos de los directores la responsabilidad de fomentar y crear programas para su instrucción. A la universidad solo se puede acceder si el alumno habla árabe y francés, lengua que no consta de reconocimiento en la Constitución. Tampoco se pueden utilizar las lenguas bereberes en los tribunales ni en el Parlamento. El 30 de abril de 2012 durante una sesión parlamentaria, Fátima Chahou habló en amazig, su lengua materna. A raíz de este suceso, el presidente de la Cámara prohibió su uso a pesar de ser oficial alegando como motivo principal la falta de intérpretes.
Además, los amaziges se han tenido también que enfrentar a discriminación por parte del gobierno. El Alto Comisionado de Aguas y Bosques les impide la utilización de las tierras que han sido suyas durante siglos desde el año 2012. Actualmente existen asociaciones como el Congreso Mundial Amazig, el IPAAC o el IRCAM que luchan por conservar el amazig.

### Gastronomía
La cocina marroquí es una cocina mayormente de dieta mediterránea que se caracteriza por su variedad de origen principalmente árabe y bereber con platos influenciados por la cocina judía. A pesar de su común con las cocinas de otros países del norte de África, la cocina marroquí ha mantenido su originalidad y sus características culturales únicas. La cocina marroquí ofrece una variedad de platos: cuscús, tajín, pastela, cordero asado, briouats (pequeños pasteles triangulares rellenas de carne o pescado). Hay además, otros platos típicos de Marruecos: mrouzia, tanjia marrakchí (tradicional en la región de Marrakech), harira (sopa para romper el ayuno en Ramadán), la seffa, ensalada marroquí, shebbakiyya.

Platos de la gastronomía marroquí
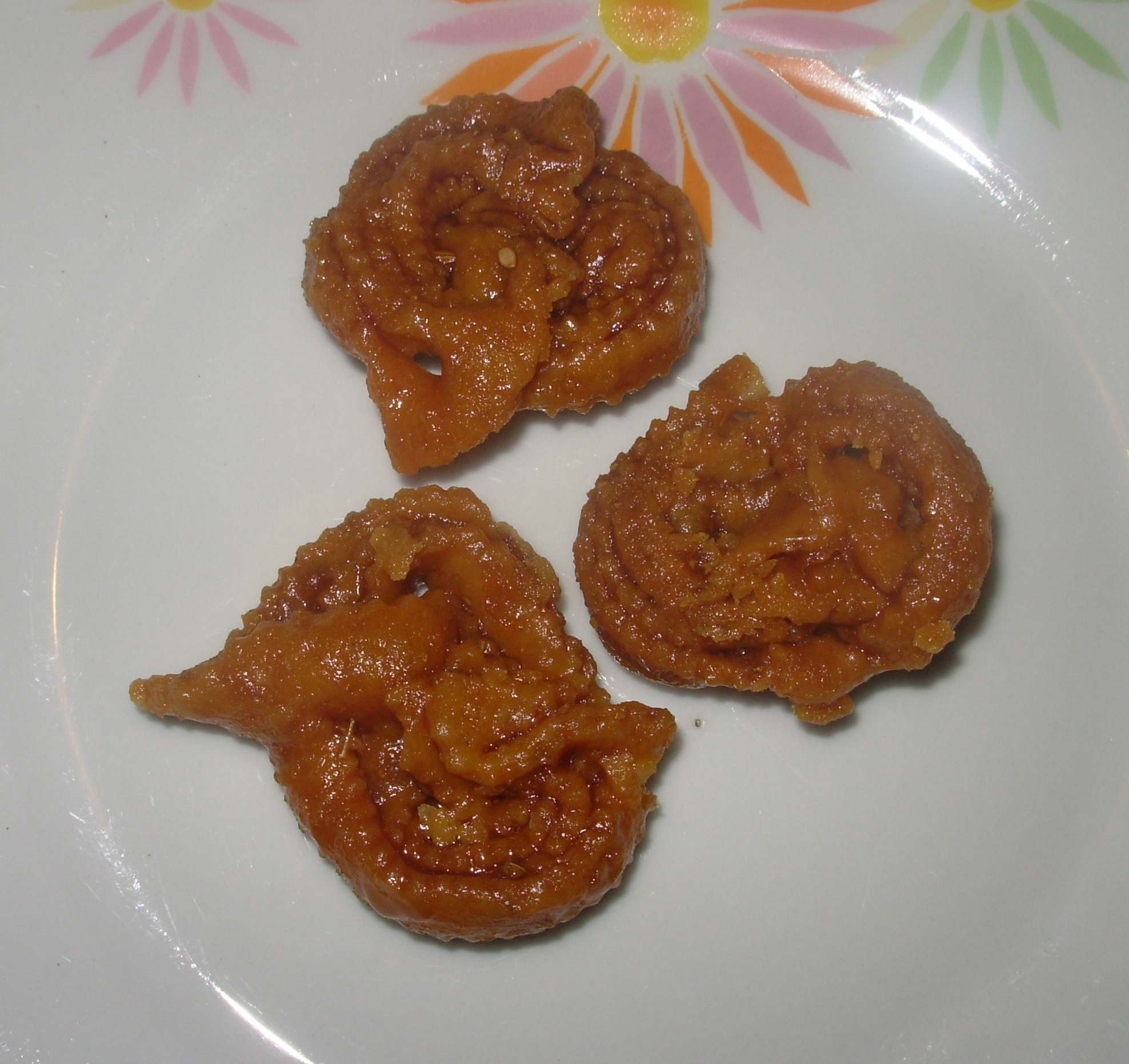
Shebbakiyya
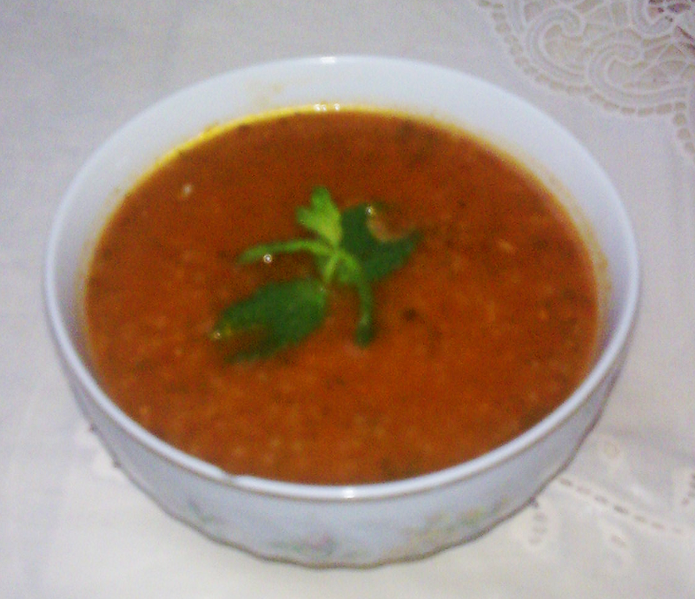
Harira
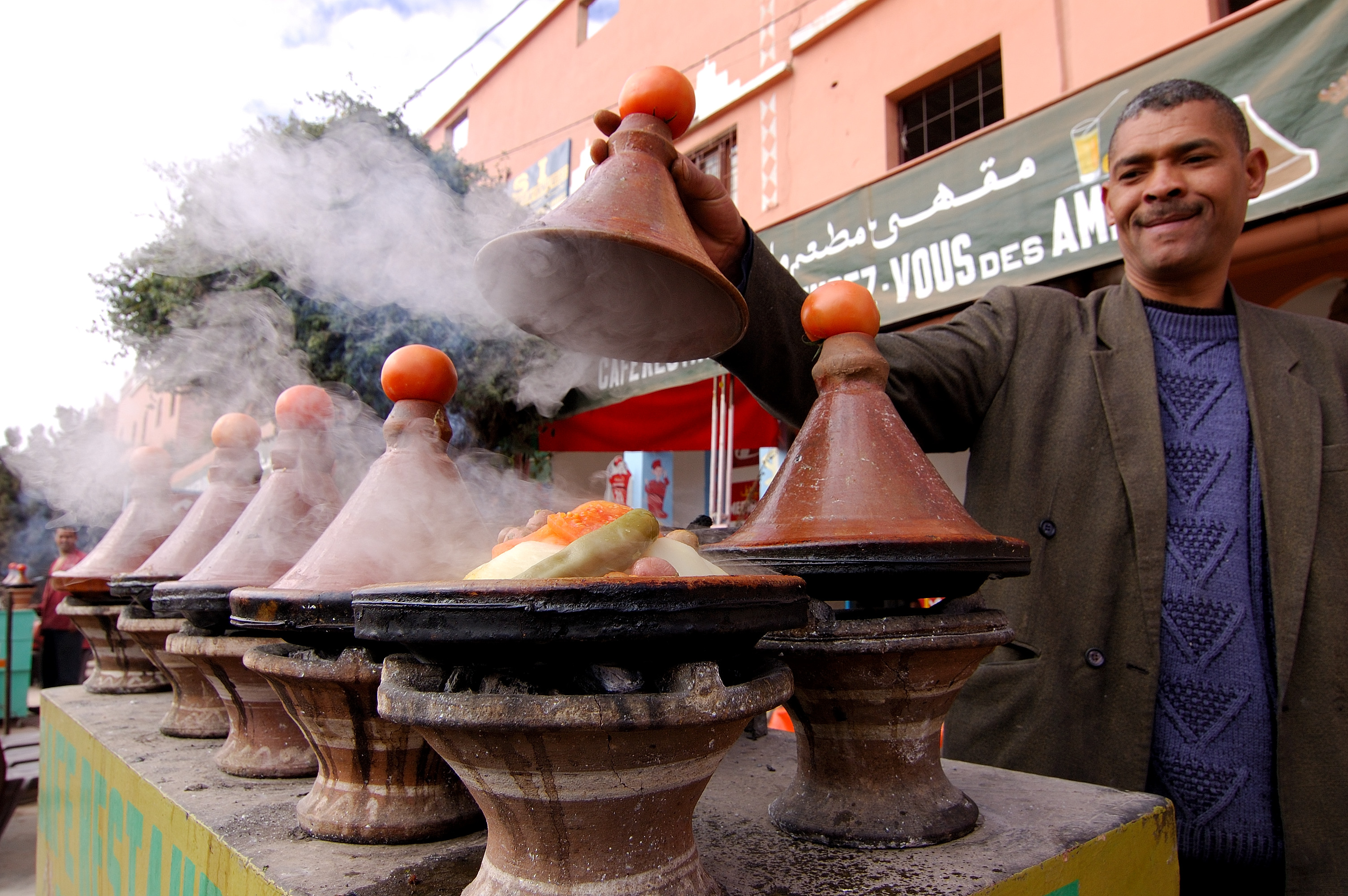
Tajín
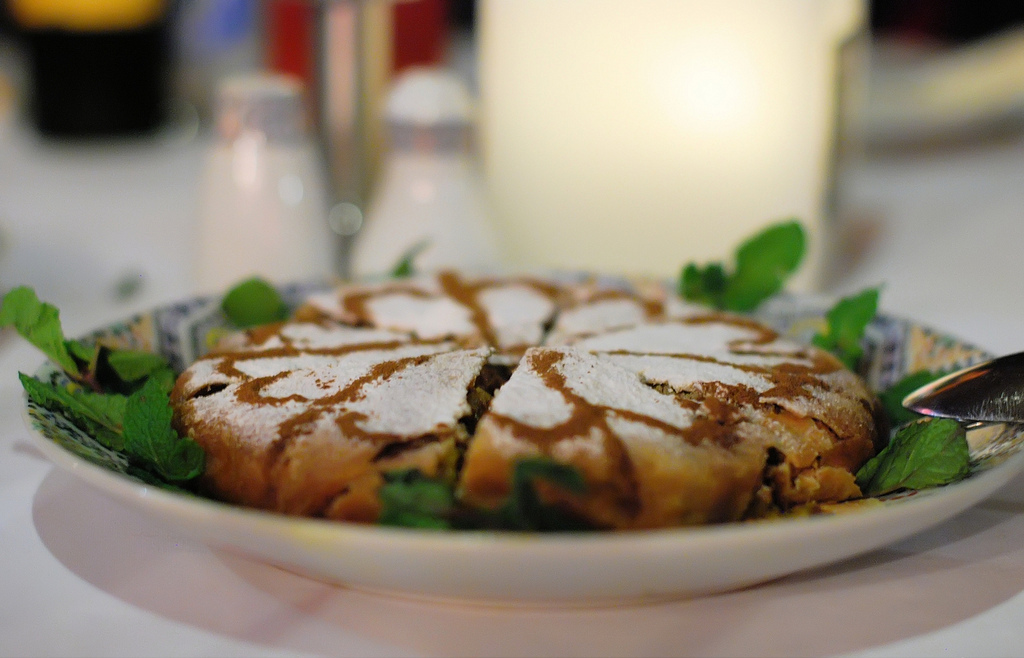
Pastela
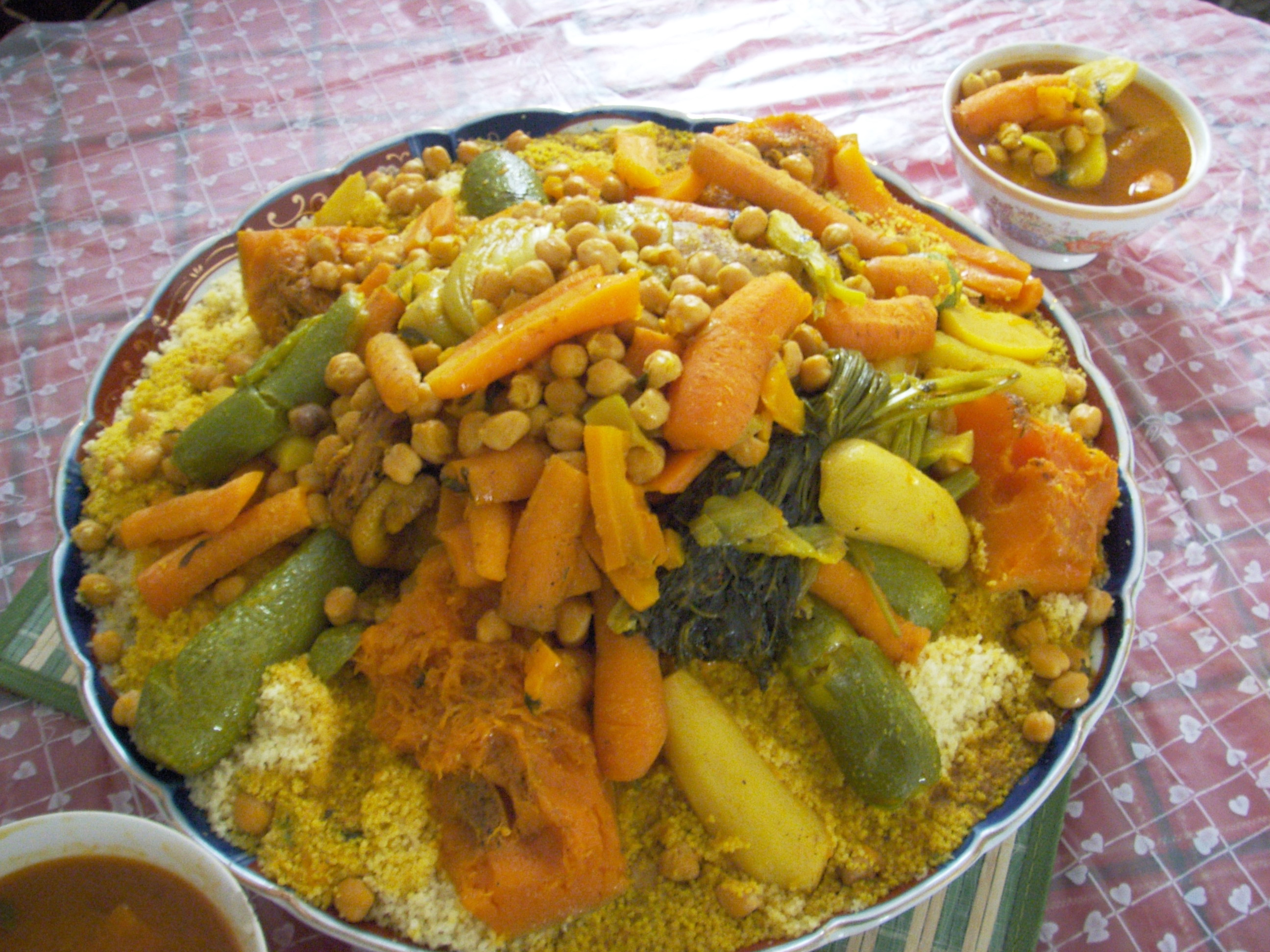
Cuscús
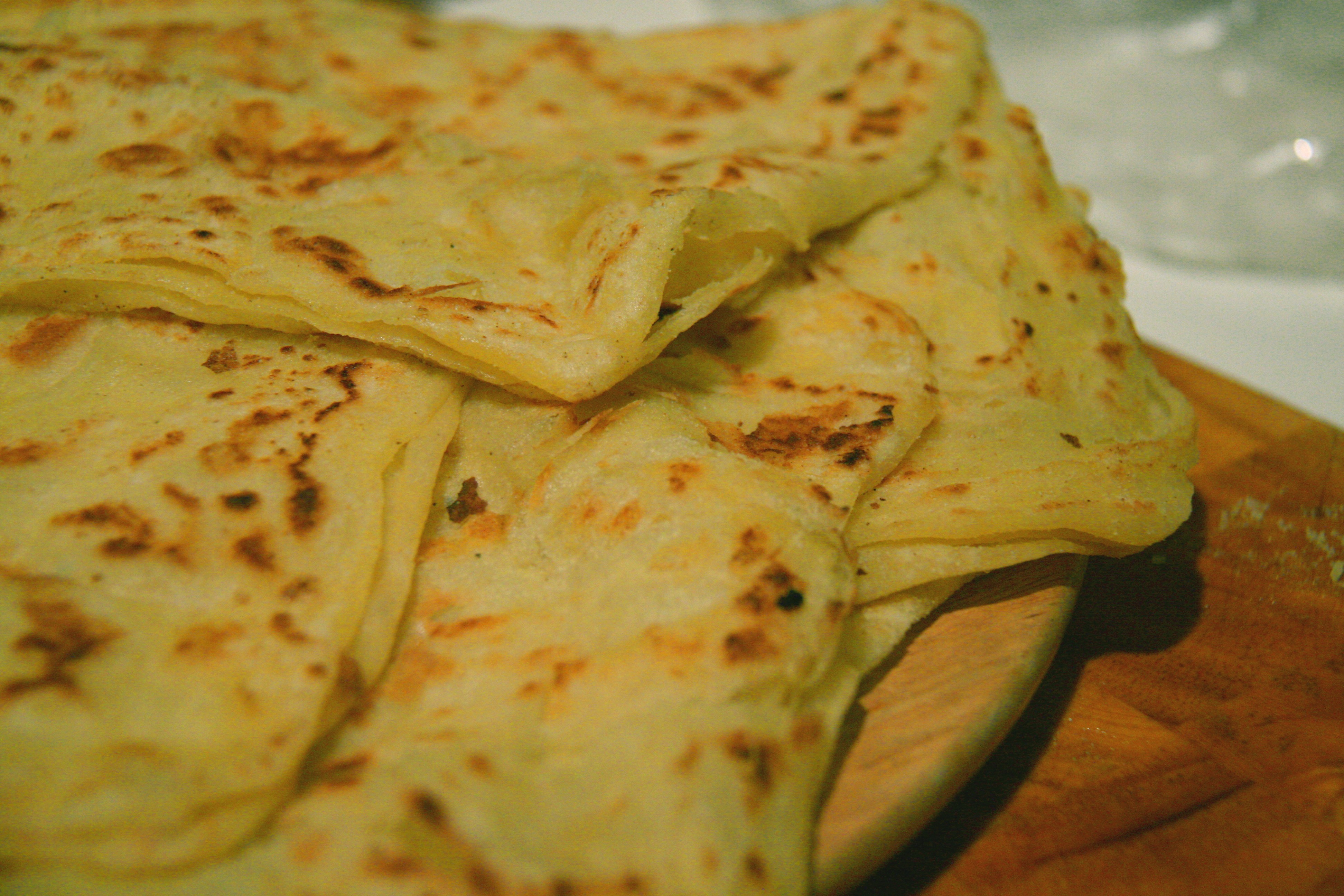
Msemen

### Música

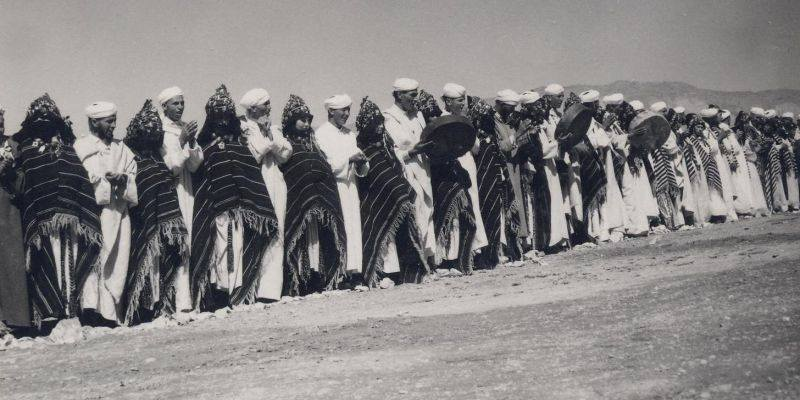
Ahidus en 2002.

Marruecos está habitado principalmente por los árabes, junto con bereberes y otras minorías. Su música es predominantemente árabe, al-Ándalus y otras influencias importadas han tenido un efecto importante sobre el carácter musical del país. Los géneros tradicionales más populares en el centro del país son: andalusí, Chaabi y Gnawa mientras tanto en el norte es el género reggada (es un género musical marroquí de la región del Rif oriental, el noreste de Marruecos), este género proviene de una antigua danza para la guerra.

### Patrimonio de la Humanidad
Marruecos junto a Etiopía (9) cuenta con más monumentos declarados Patrimonio de la Humanidad por la Unesco en África y el primero del mundo árabe. En la actualidad cuenta con nueve bienes declarados. Por otro lado, Marruecos cuenta con cuatro bienes culturales inmateriales, lo que la convierte en el primer país de África, junto con Argelia, en número de bienes declarados en la Lista Representativa del Patrimonio Cultural Inmaterial de la Humanidad.

Algunos sitios patrimonio de la Humanidad de Marruecos
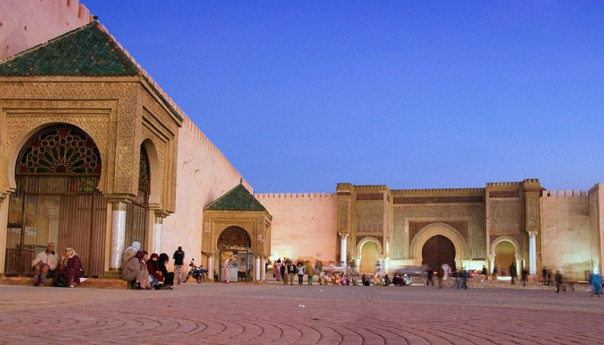
Mequinez
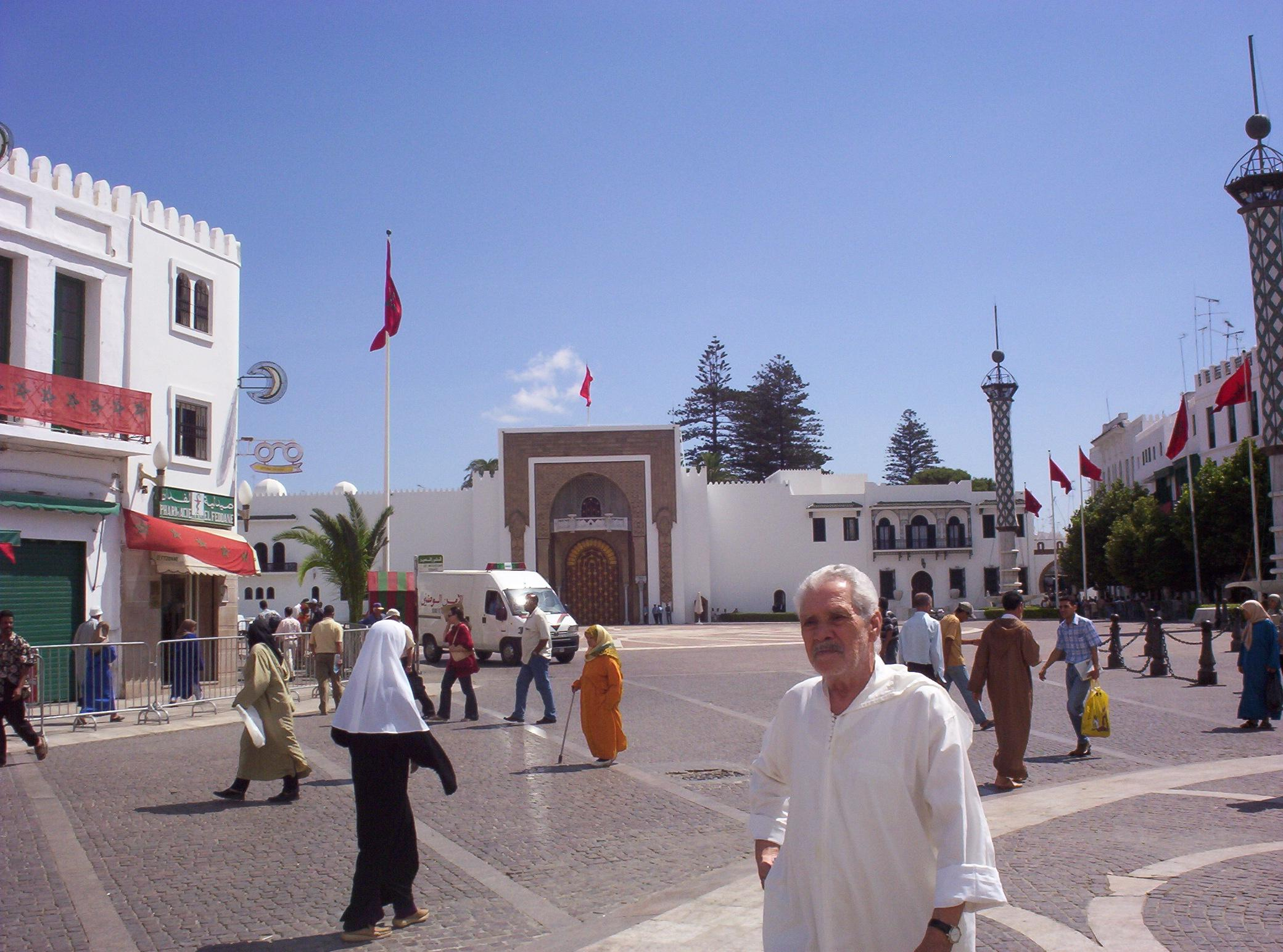
Medina de Tetuán
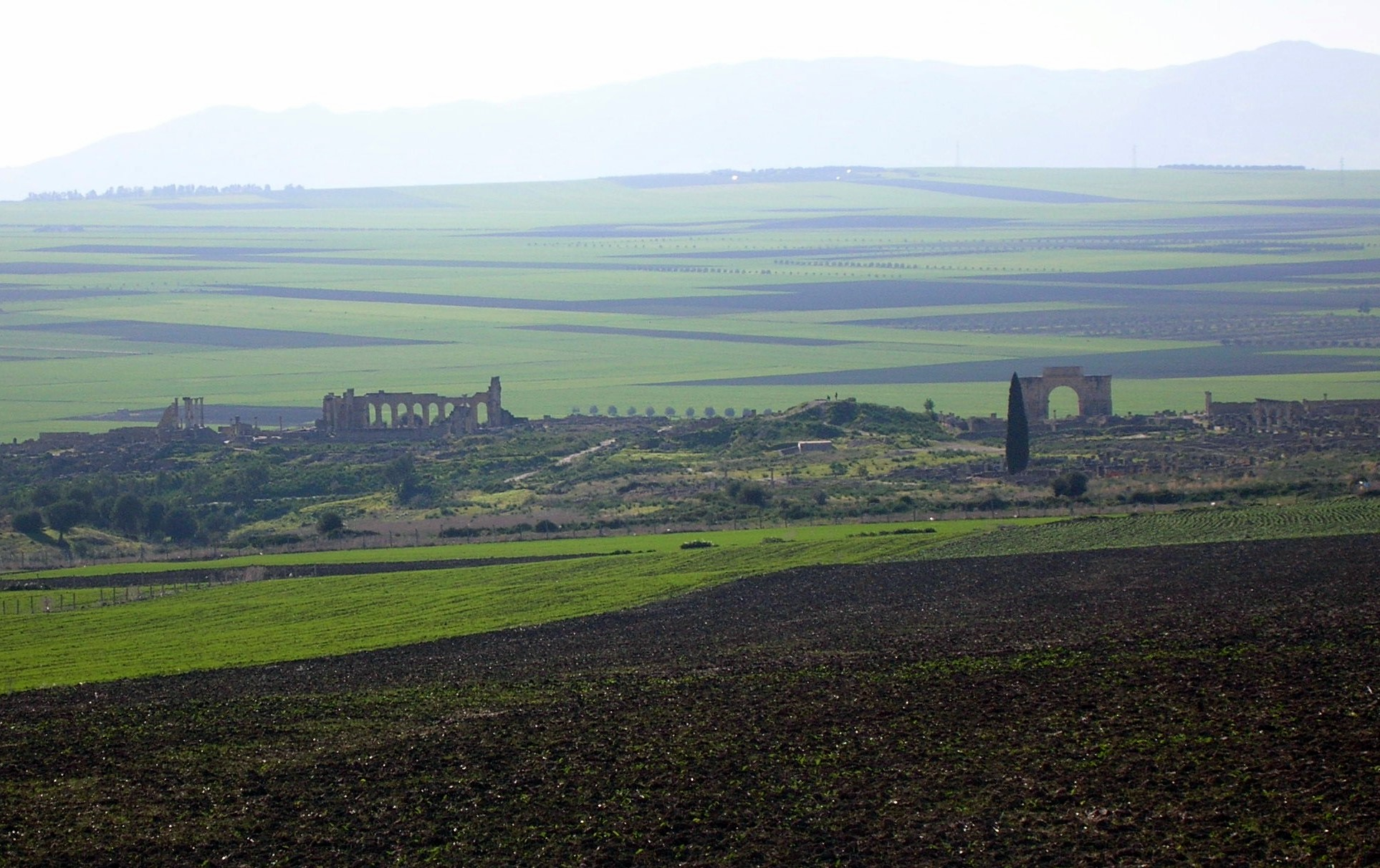
Volubilis

### Festividades

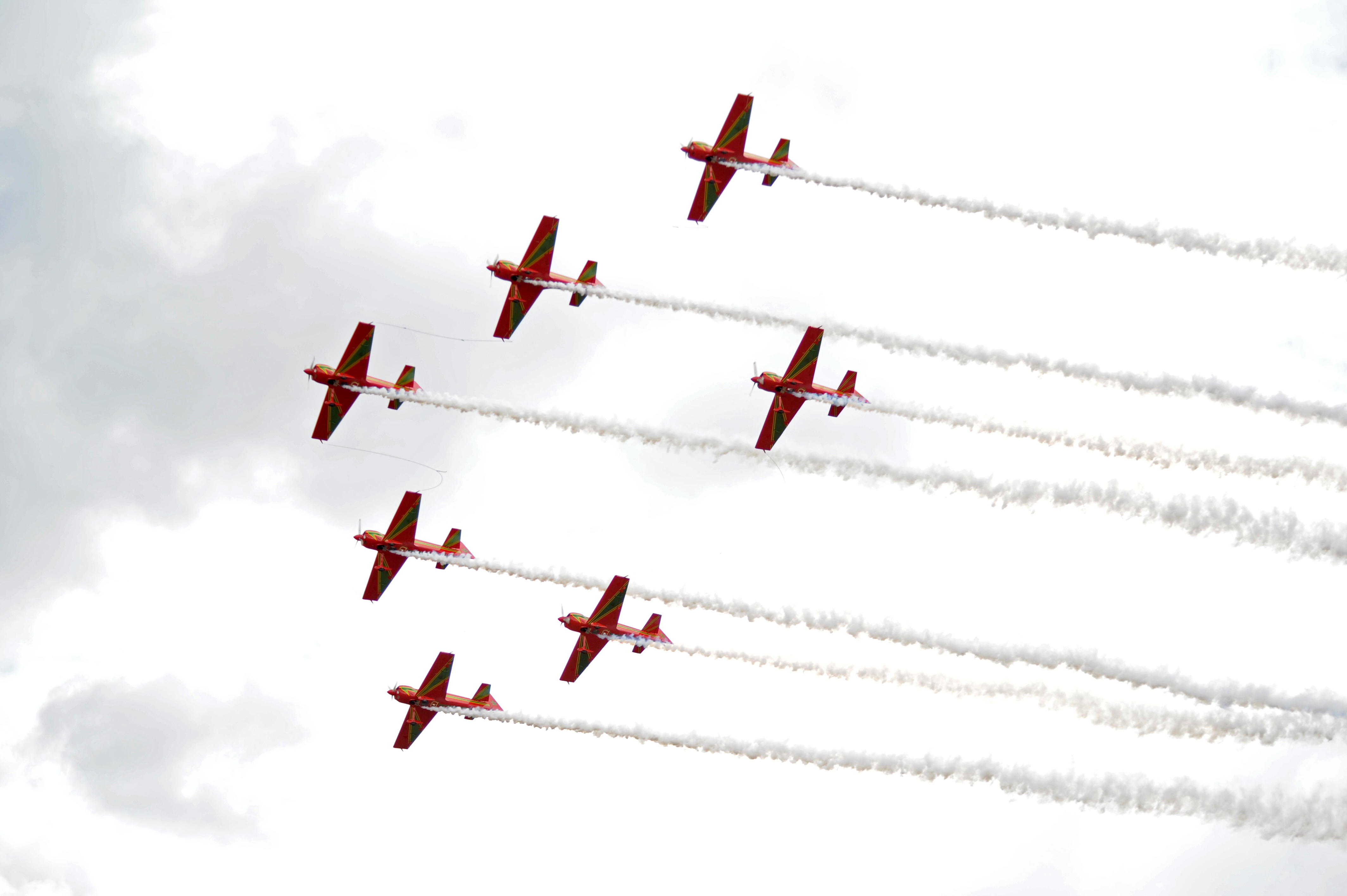
Aviones militares de la Real Fuerza Aérea Marroquí celebrando el día de la Marcha Verde

En Marruecos se celebran fiestas religiosas que siguen el calendario musulmán y fiestas nacionales que siguen el calendario gregoriano.
| Fecha del calendario musulmán   | Festividad religiosas               | Nombre en árabe      |
| ------------------------------- | ----------------------------------- | -------------------- |
| 1 de Muharram                   | Primer día del año                  | Fatih muharram       |
| 10 de Muharram                  | Ashura                              | Ashura               |
| 12 de Rabi‘ al-Awal             | Fiesta del nacimiento del Profeta   | Aid al-Mawlid        |
| 26 de Ramadán                   | La noche del destino                | Lailat al-Qadr       |
| 1/2 de Shawal                   | La pequeña fiesta (fin de Ramadán)  | Aid al-Fitr          |
| 10/11 de Du-l-Hiyya             | Aid al-Adha                         | Aid al-Adha          |
| Fecha del calendario gregoriano | Festividad nacional                 | Nombre en árabe      |
| Día de Año Nuevo                | Primer día del año                  |                      |
| 11 de enero                     | Día del Manifiesto de Independencia |                      |
| 1 de mayo                       | Día del Trabajo                     |                      |
| 30 de julio                     | Día del Trono                       |                      |
| 20 de agosto                    | Día de la Revolución                |                      |
| 21 de agosto                    | Cumpleaños del Rey Mohamed VI       |                      |
| 6 de noviembre                  | Día de la Marcha Verde              | Al-Massira Al-Khadra |
| 18 de noviembre                 | Día de la Independencia             | Aid Al-Istiklal      |

### Escritores marroquíes en lengua española
En el mes de septiembre de 1997 surge la Asociación de Escritores Marroquíes en Lengua Española con sede en Larache. Su primer presidente fue Mohamed Bouissef Rekab; actualmente la preside Mohamed Akalay; el secretario General es Mohamed Sibari; los vocales son: Mohamed Mamún Taha, Nasir El Moussati, Mohamed Lahchiri, Abderrahmán El Fathi, Abdellatif Limami, Mulay Ahmed El Gamoun, Mohamed El Khoutabi, Ahmed Oubali, Sara Alaui, Fatima Zohra Koui, Abdeljalil Rusi El Hassani y Mohamed Chakor.

### Educación

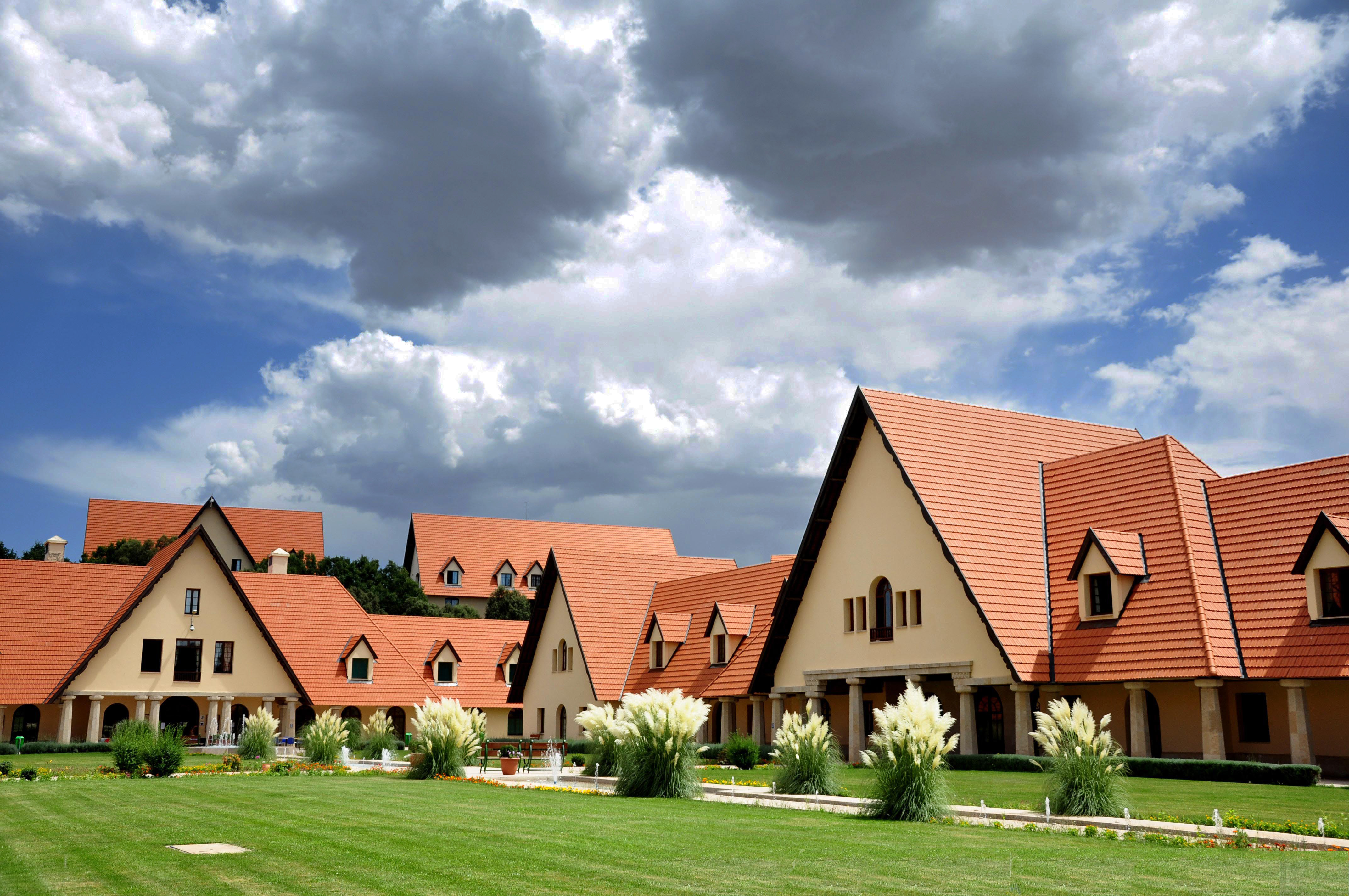
Universidad Al-Akhawayn, en Ifrane

La escuela es obligatoria en Marruecos para los niños menores de quince años. La tasa de analfabetismo de la población pasó de 43 % en 2004 al 28 % en 2012. En 2014, 53 % de los marroquíes son analfabetos, una tasa que alcanza el 71 % en las zonas rurales. El sistema educativo está marcado por una fuerte desigualdad. El sistema de educación pública arabizados en los años 1980 es criticado regularmente por sus resultados y su pedagogía. Las familias de la burguesía y la clase media prefieren enviar a sus hijos a las escuelas privadas en la lengua francesa. La Universidad de Qarawiyyin ubicada en la ciudad de Fez, es considerada la institución universitaria más antigua todavía en funcionamiento según el Libro Guinness de los récords.[cita requerida]
Un estudio de la Revue internationale d'éducation de Sèvres considera «vital una reforma radical que permita al sistema educativo marroquí progresar y cumplir sus misiones. Así, una clase puede incluir unos cincuenta estudiantes.»

### Deportes

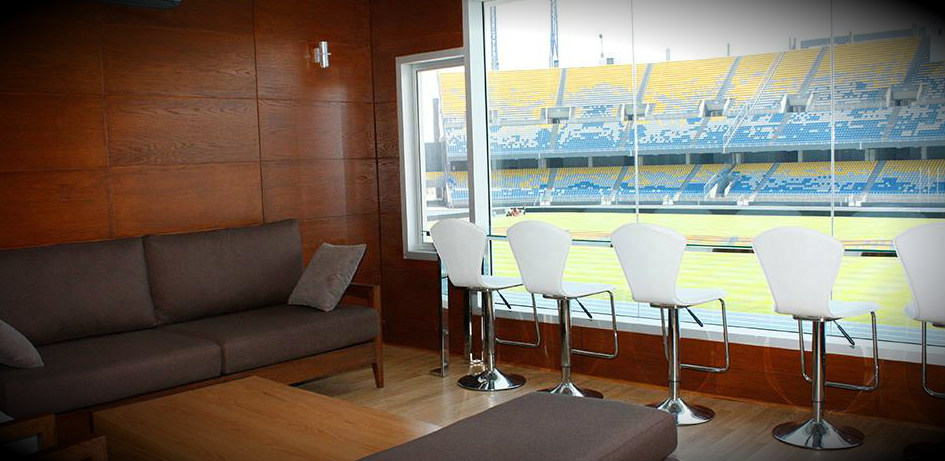
El Estadio de Tánger, un emblemático recinto donde se celebra la pasión por el fútbol en Marruecos

El fútbol es considerado el deporte nacional de Marruecos y ha evolucionado significativamente a lo largo de la historia del país. Tradicionalmente, los deportes más populares en Marruecos estaban centrados en la equitación, un legado de la rica herencia cultural y tribal del país. Sin embargo, a finales del siglo XIX, la introducción de deportes europeos como el fútbol, el polo, la natación y el tenis transformó el panorama deportivo.
Desde entonces, el fútbol ha ganado una inmensa popularidad, especialmente entre los jóvenes de las zonas urbanas. La cultura del fútbol en Marruecos no solo se manifiesta en la práctica del deporte, sino también en la ferviente afición que despierta, con estadios llenos y un ambiente electrizante durante los partidos.
La selección nacional de fútbol, conocida como los Leones del Atlas, ha logrado hitos significativos en la historia del fútbol mundial. En 1986, Marruecos se convirtió en el primer país musulmán y africano en clasificar a la segunda ronda de la Copa Mundial de Fútbol, un logro que marcó un antes y un después para el fútbol en el continente. Este éxito fue replicado en 2022, cuando Marruecos llegó a las semifinales, convirtiéndose en el primer equipo africano en alcanzar esta fase del torneo. La selección ha participado en varias ediciones de la Copa Mundial, incluyendo 1970, 1986, 1994, 1998, 2018 y 2022, consolidando su presencia en la escena futbolística internacional.
El desarrollo del fútbol en Marruecos también se ha visto impulsado por la existencia de una liga nacional organizada, la Liga marroquí de fútbol, que ha sido fundamental para el crecimiento del talento local. Esta liga ha producido numerosos jugadores destacados que han brillado tanto a nivel nacional como internacional, contribuyendo a la reputación del país como un semillero de futbolistas talentosos.
El fútbol en Marruecos es más que un simple deporte; es un fenómeno cultural que une a la nación y despierta pasiones en cada rincón del país. A medida que Marruecos continúa su trayectoria en el mundo del fútbol, sus logros en competiciones internacionales son testimonio del creciente potencial y la dedicación del país hacia este amado deporte.
Marruecos cuenta con una rica tradición deportiva que va más allá del fútbol, abarcando diversas disciplinas, incluido el atletismo y el boxeo, en los cuales ha dejado una huella indeleble en la escena internacional.
El atletismo ha sido una fuente de orgullo nacional, con destacados atletas que han logrado éxitos significativos en competencias globales. Hicham El Guerrouj, considerado uno de los más grandes mediofondistas de la historia, es una figura emblemática del atletismo marroquí. El Guerrouj es el poseedor del récord mundial en los 1500 metros y los 2000 metros, y su legado incluye dos medallas de oro en los Juegos Olímpicos de 1996 y 2000. Su dominio en la pista ha inspirado a generaciones de atletas marroquíes y ha elevado el perfil del país en el ámbito del atletismo.
Nawal El Moutawakel, la primera mujer musulmana en ganar una medalla de oro en los Juegos Olímpicos, también ha dejado una marca significativa en la historia del deporte marroquí. El Moutawakel ganó la medalla de oro en los 400 metros con vallas en los Juegos Olímpicos de Los Ángeles 1984, convirtiéndose en un símbolo de empoderamiento y un modelo a seguir para las mujeres en el deporte. Su legado perdura no solo por sus logros atléticos, sino también por su papel en la promoción del deporte femenino en Marruecos y más allá.

El boxeo también tiene un lugar destacado en el deporte marroquí, con numerosos boxeadores que han competido a nivel internacional. Badr Hari, uno de los kickboxers más reconocidos del mundo, ha sido un embajador del deporte marroquí en el escenario global. Conocido por su estilo agresivo y su potencia de golpeo, Hari ha logrado numerosos campeonatos en la categoría de peso pesado y ha cultivado una amplia base de aficionados tanto en Marruecos como en el extranjero. Su carrera ha sido un testimonio del talento marroquí en deportes de combate, y su impacto ha fomentado el interés por el boxeo y otras artes marciales en el país.
La afición por el atletismo y el boxeo en Marruecos es evidente en el apoyo entusiasta que los aficionados brindan a sus atletas. Los eventos deportivos, tanto en el atletismo como en el boxeo, atraen multitudes que animan con gran fervor a sus competidores, creando un ambiente electrizante que resalta la pasión nacional por el deporte. 
La conexión emocional entre los hinchas y sus atletas, como El Guerrouj, El Moutawakel y Hari, refleja un orgullo profundo y una unidad nacional que trasciende las divisiones culturales y sociales. A medida que Marruecos continúa forjando su camino en el mundo del deporte, el apoyo de sus aficionados, junto con los logros de sus atletas, seguirá siendo un pilar fundamental en el desarrollo del deporte en el país.

## Símbolos patrios
El Reino de Marruecos posee una serie de elementos emblemáticos definidos por ley.

Símbolos nacionales de Marruecos
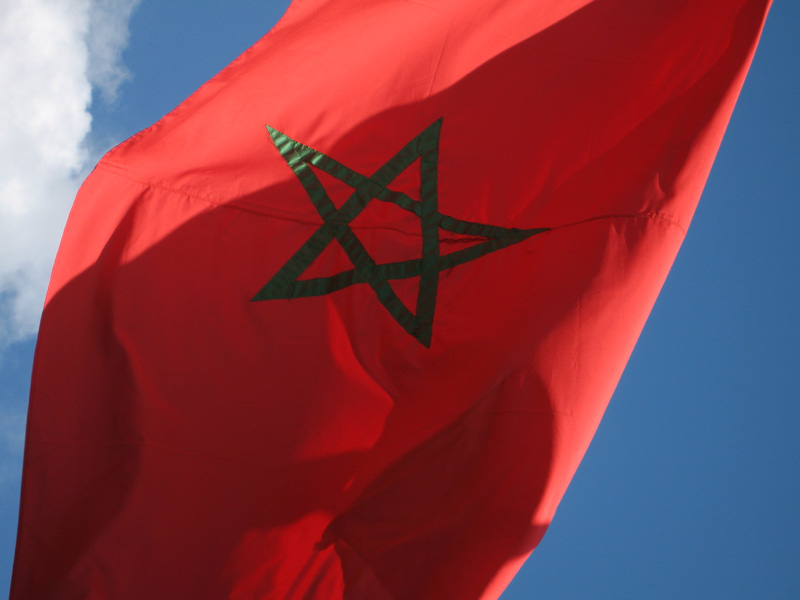
Bandera de Marruecos
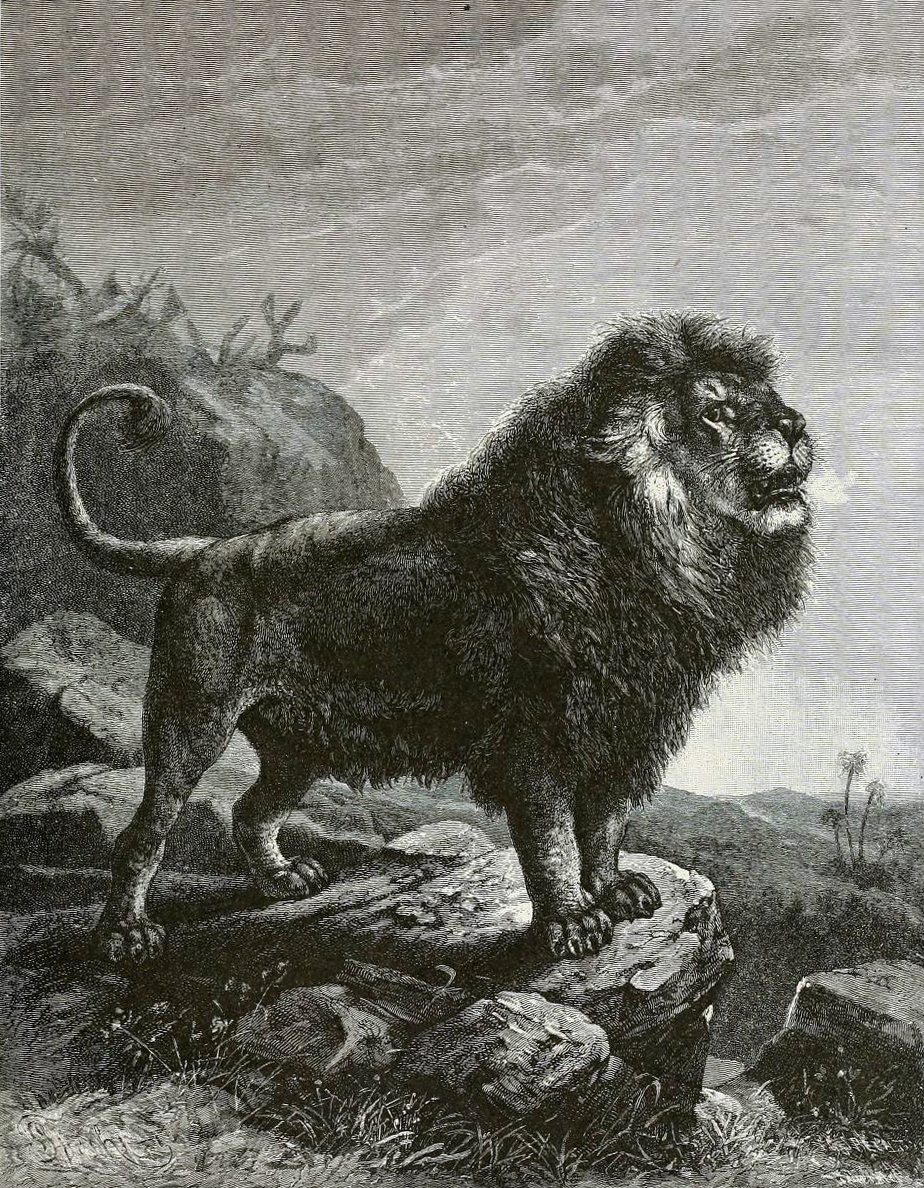
León del Atlas
Escudo de Marruecos
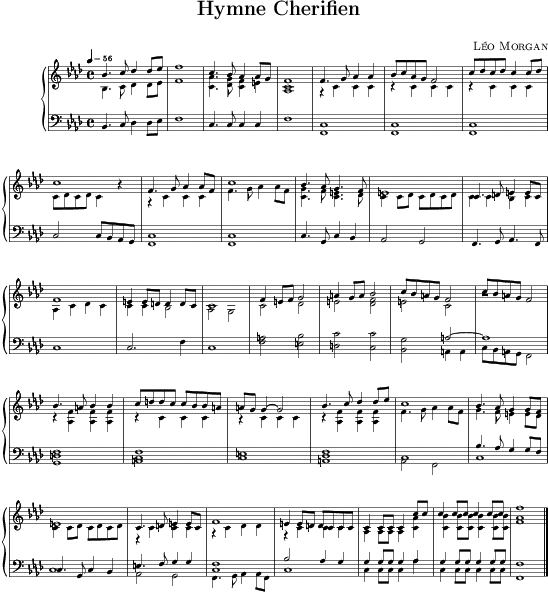
Al-nashid al-sharif
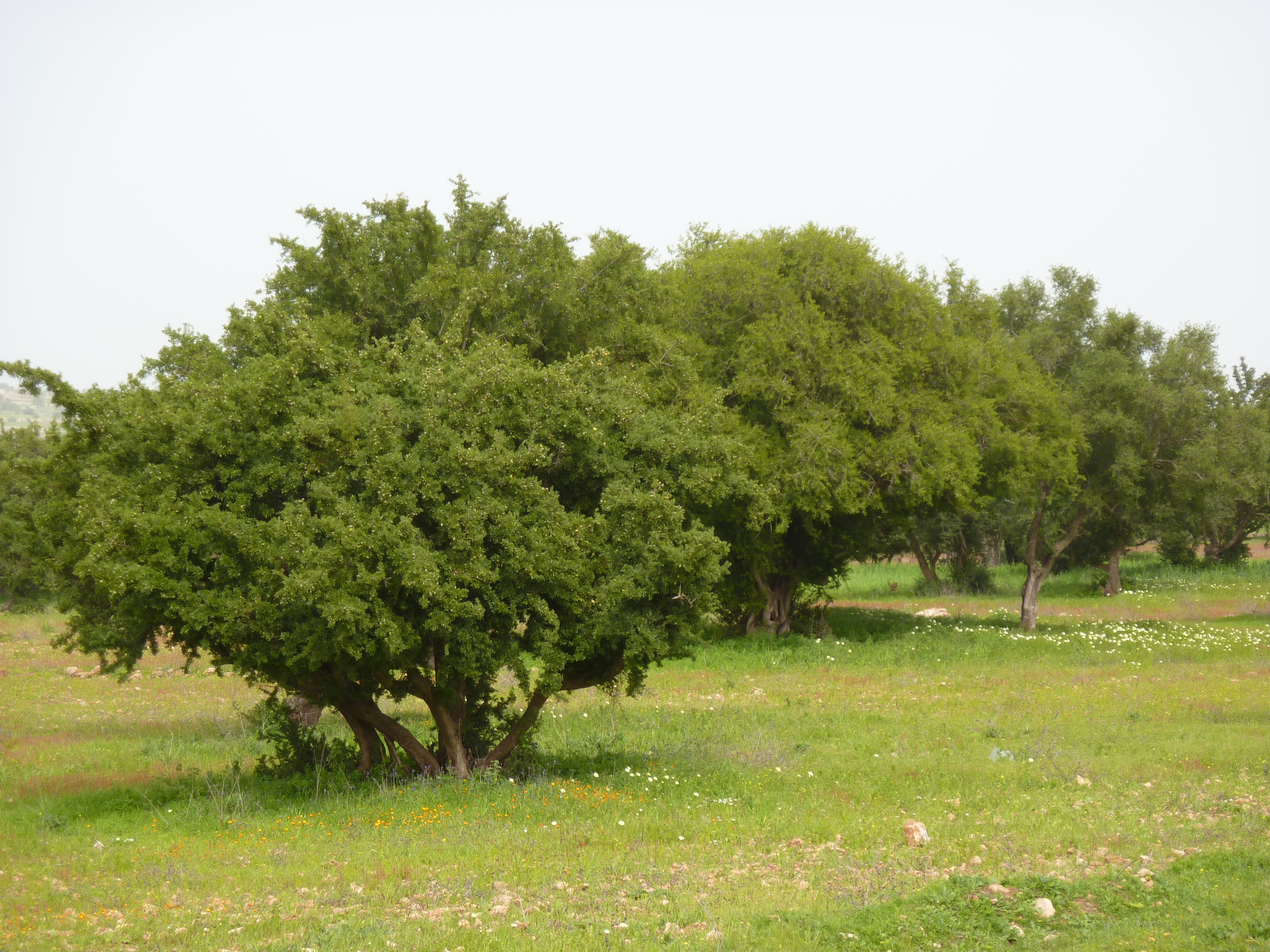
Argania spinosa
Escarapela